# 大英博物馆
大英博物馆（英語：British Museum），又稱不列顛博物館、英国国家博物馆，是一座位於英国伦敦布卢姆茨伯里的綜合性博物馆，成立於1753年，自1759年1月15日起正式对公众开放，是世界上首個国家博物馆，也是世界上规模最大的博物馆之一。馆内现有800多万件藏品，大批藏品因馆内空间限制未能公开展出。
大英博物馆的缘起可追溯至17–18世纪的英国醫生暨自然歷史學家汉斯·斯隆爵士（1660–1753），他在去世前立下遺囑，將他所收藏的近8萬件珍貴物什全部捐赠给国家，由此奠定了大英博物館的基礎。在經過公众籌款募得建造资金後，大英博物馆最终於伦敦的蒙塔古宮落成。此後的250年間，英國通过在海外殖民扩张收获了大量文物，使得大英博物馆的藏品不斷增多，並促成了幾個博物馆分支機構的诞生。1880年，大英博物馆將文物与自然历史類藏品（生物標本、化石等）分离，馆內主要收藏文物，而自然历史類藏品则转入其分馆——位於伦敦南肯辛顿的自然史博物馆。該分館成立於1881年，是大英博物馆的首個分支機構。至19世纪初，蒙塔古宮有限的空间已显得不敷使用，於是1824年博物馆决定在蒙塔古宮北面建造一座新馆。1840年代新館建成後，原先的蒙塔古宮隨即被拆除。
1973年，大英博物馆将其保存书籍、手稿和期刊的圖書館部門剝離，以館內的圆形阅览室為基礎，成立大英图书馆。1997年，大英圖書館從大英博物館中遷出，转移至倫敦圣潘克拉斯新建的圖書館大樓。
由於大英博物馆的許多文物皆系英國殖民時代自他國劫掠所得，因此这些文物的所有權與歸屬問題一直存在爭議，其中最突出的例子為埃爾金石雕（来自希腊）和羅塞塔石碑（来自埃及）。

## 简史

### 18世纪：建馆

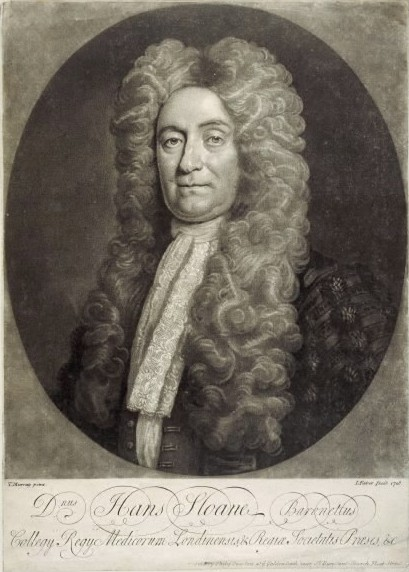
汉斯·斯隆爵士

大英博物馆的建立源于内科医生、博物学家和收藏家汉斯·斯隆爵士（1660–1753年）的遗愿 。斯隆一生中共收藏了71000多件物品。他希望在自己去世后，这些藏品仍然可以作为一个整体保存下来。因此他将自己全部的收藏以捐献国家的名义遗赠予当时的国王乔治二世，而其继承人则获得了两万英镑作为回报，當時，斯隆的藏品包括約 71,000 件各類物品，其中包括 40,000 冊印刷書籍、7,000份手稿、廣泛的自然歷史標本，包括 337 卷幹植物、印刷品和繪畫，埃及，希臘，羅馬的古代近和遠東地區和美洲地區的文物，當遗赠被接收后，国会随之在1753年6月7日通过了法案，批准以此批藏品为基础建立大英博物馆。 
建馆之初的藏品大部分由书籍、手稿以及自然标本，还有少量古物（包括钱币、徽章、版画和绘画）和人类学材料组成。1757年，国王乔治二世捐予国家的皇家手稿也进入了馆藏。 
大英博物馆于1759年1月15日正式对公众开放。其原址为伦敦布鲁姆斯伯里区一座建于17世纪的大宅——蒙塔古故居。如今这里依然是博物馆的所在地，也仍然像建馆之初一样，向所有"好学求知者"免费开放。

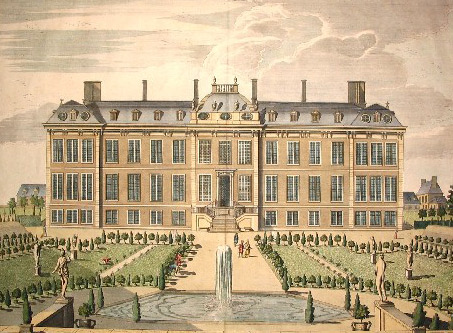
蒙塔古居(1715)

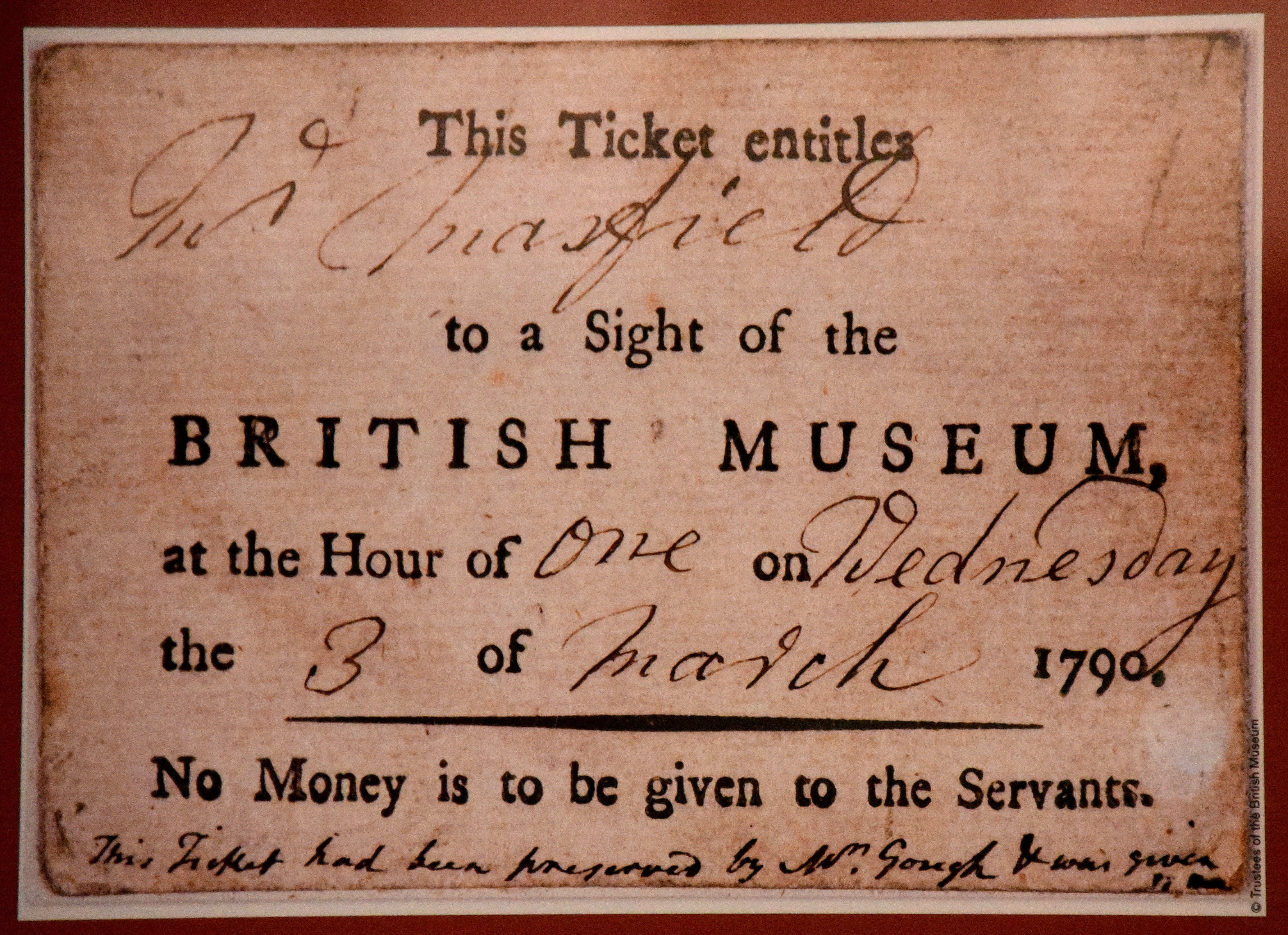
1790年的大英博物館門票

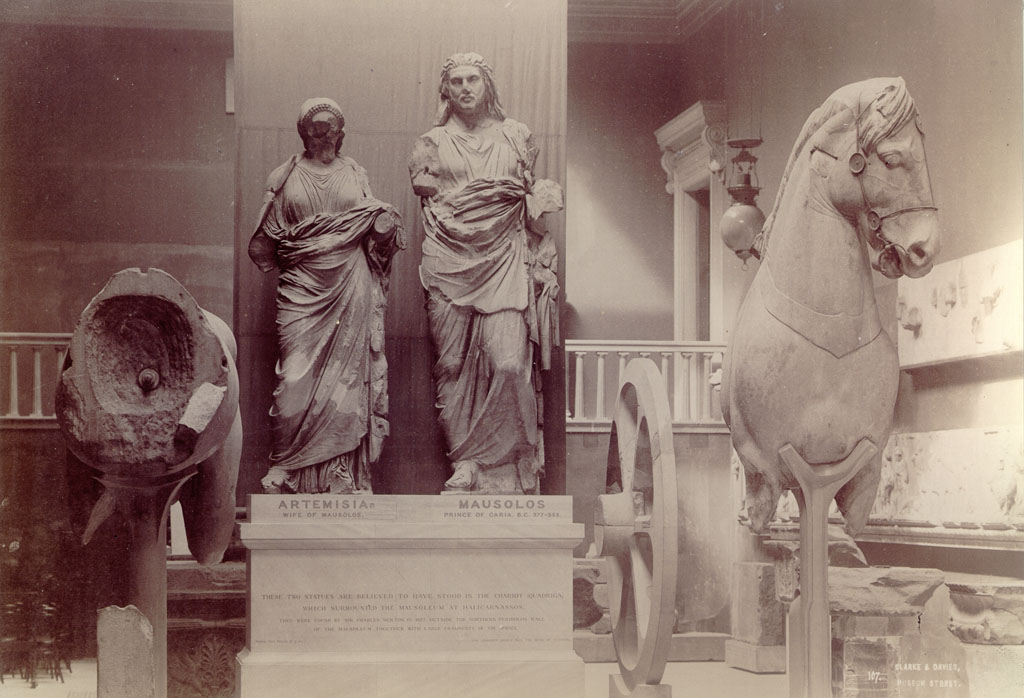
1920年的摩索拉斯王陵墓展示廳

### 19世纪：扩充与探索
博物馆在19世纪早期已拥有许多知名度很高的藏品，其中包括罗塞塔石碑（1802年入藏）、瑭利所藏古典雕塑（Townley collection of classical sculpture，1805年入藏)以及埃尔金石雕（1816年入藏）等。 
1823年，英王乔治四世将其父亲的藏书——国王书库（the King's Library）——捐赠予国家。被安置在大英博物馆内这项捐赠也促成了博物馆的改建和扩建。原蒙塔古居在19世纪40年代被拆除，取而代之的是由羅伯特·斯默克爵士设计的一座新古典主義造型的方形合院式大楼。到了1857年，这座大楼与圆形阅览室（the Round Reading Room）都已落成，组成了博物馆今天的主体建筑。 
为了容纳日益增多的藏品，自然历史类收藏品在19世纪80年代时被分流至南肯辛顿的一处新建馆址，也就是后来的自然史博物馆的所在地。 与此同时，博物馆开始大规模参与海外的考古发掘工作。由此进入馆藏的亚述文物成为了人们认识楔形文字（中东地区的一种古文字）的基础。同样地，罗塞塔石碑带来了对古埃及象形文字的破译。
奧古斯塔斯·沃拉斯頓·法蘭克斯爵士（1826–1897年）是馆史中这一时期的关键人物。他于1851年被委任为博物馆英国和中世纪收藏的负责人。弗兰克斯不仅充实了馆内的英国和中世纪文物收藏，还进一步把馆藏范围扩阔至来自欧洲的史前器物、民族学收集品和考古材料，以及远东的艺术品和器物。 19世纪期间，博物馆的参观人数大幅增加。尤其是在公共假期，博物馆吸引了大批各个年龄段和所有社会阶层的观众。

### 20世纪：提供公共服务
20世纪见证了公共服务领域的大规模发展。到19世紀的最後幾年，大英博物館的藏品已經增加到其建築容量不足。1895年，受託人購買了博物館周圍的69座房屋，並拆除它們而在博物館的西、北和東側建造增建工程。第一階段是從1906年開始建造北翼。
1903年，大英博物馆的首部简明导览出版。1911年，首位讲解员上任。 1923年，大英博物館首度迎來了超過一百萬的參觀者。到了1970年代，博物馆已有了积极的展厅修葺计划，并成立了一所负责提供教育与出版服务的公司。一系列的建筑项目也为博物馆带来了新的公共空间和设施，其中包括用于展示帕特农神庙石雕的杜威恩展厅（Duveen Gallery）。 1973年，馆内的藏书成为了新成立的大英图书馆的一部分。但这个新机构还一直留在博物馆内，直到1997年才与藏书一同迁往位于圣潘克拉斯（St Pancras）的新址。 
原馆内图书馆的位置則成为了以女王伊丽莎白二世命名的伊莉莎白二世大中庭（the Queen Elizabeth II Great Court）。这一部分的建筑由福斯特建築事務所設計反映了博物馆最近的公共空间扩容。整个大中庭占地达两英亩，是欧洲最大的室内公共空间。大中庭的中部矗立着修复后的圆形阅览室，其四周及地面以下则是新建的展厅和一处教育中心。 

### 21世纪：博物馆近况

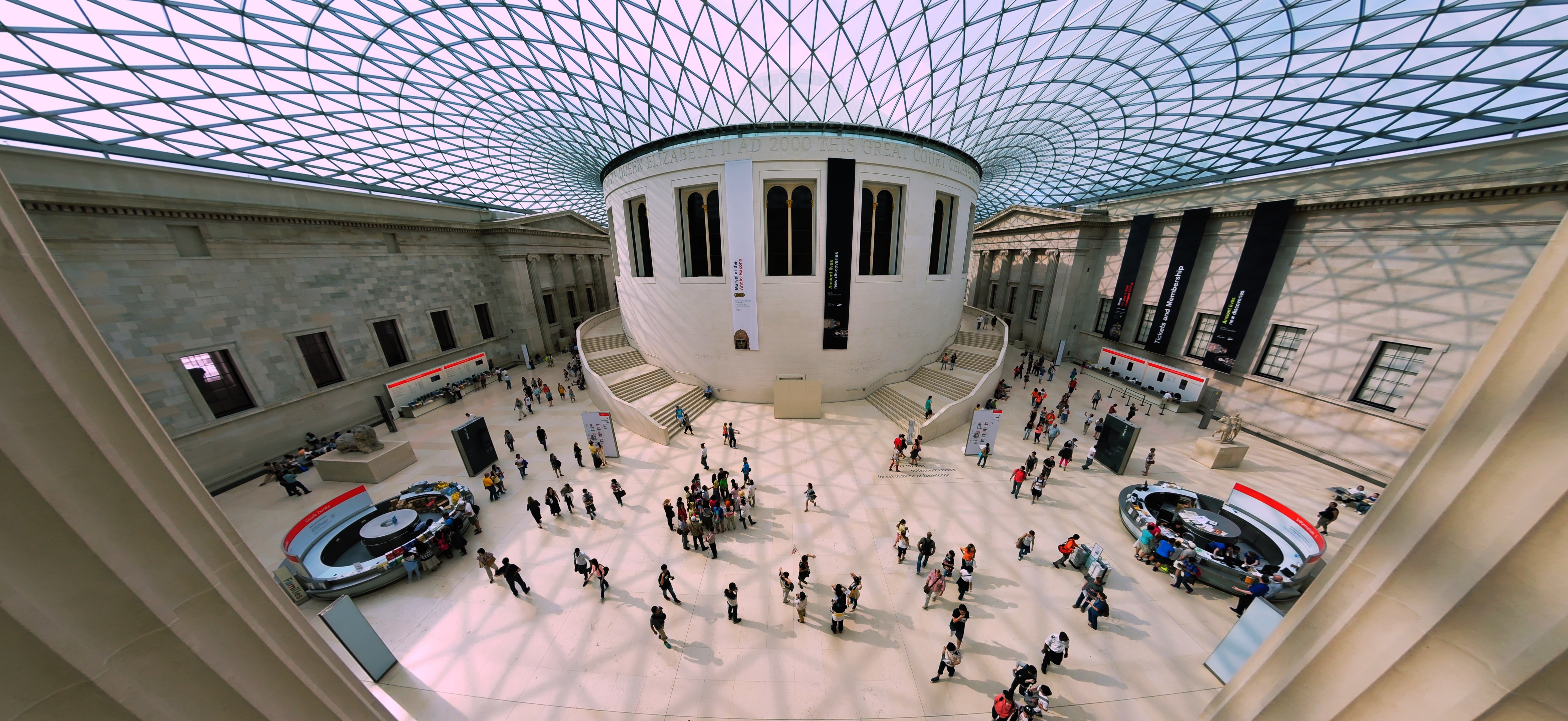
重新整建的大庭院

进入21世纪后，大英博物館已經發展成為世界上最大的博物館之一，且还在继续扩充和改善其公共空间与设施。2008至2009年间，四个新的常设展馆相继落成开放，博物馆的另一项主要新建项目——世界文保与展览中心，也已于2014年落成并投入使用。博物館已不再保留自然歷史藏品，曾經陳列的書籍和手稿現已成為獨立的大英圖書館的一部分，然而，大英博物館在其代表世界各地文化的文物收藏中仍然保留著其普遍性，廣泛涵蓋古代到現代。從最初的1753年藏品，博物館的收藏已從當初的數量擴展到如今超過1300萬個物品，其中7000萬個存放於自然史博物館，而大英圖書館內則保存著1.5億個物品。
由建築師薛尼・斯莫克於1857年設計並開放的圓形閱覽室。在完工後近150年來曾作為研究人員前來查閱圖書文獻的重要場所。然而，1997年，圓形閱覽室被關閉，當時的國家圖書館（即大英圖書館）遷至新的聖潘克拉斯建築中。如今，這個空間已經改造為沃爾特和李奧諾爾·安納伯格基金會中心。
儘管中央庭院的書架已經空無一物，但則由建築師諾曼·福斯特設計的玻璃屋頂大庭院的拆除工作已經開始進行。最終，重新整建的大庭院於2000年開放，並改善了博物館周圍的流通，但在博物館面臨嚴重的財政困境且許多展廳對公眾關閉的情況下，大庭院卻因缺乏展覽空間而受到批評。同時，曾位於伯靈頓花園6號的非洲藏品獲得了新的畫廊，這一項2500萬英鎊的捐款來自盛博理家族。
目前，大英博物館擁有世界上最大的在線數據庫之一，作為其龐大網站的一部分，截至2012年初，該數據庫中紀錄了200萬個個別物品，其中650,000個已提供線上瀏覽的圖片。此外，還有一個「精選」數據庫，對超過4000個物品進行了詳細介紹，以及幾個專業的在線研究目錄和在線期刊，所有這些都能夠免費訪問。2013年，博物館的網站接待了1950萬次訪問，較前一年增加了47％。
同樣在2013年，博物館迎來了創紀錄的670萬名遊客，較前一年增長了20％。於2014年，博物館宣布與公眾成員合作，在電子遊戲Minecraft中重現整個建築和所有展品。此外，許多電影也在大英博物館內進行拍攝，2017年末，何鸿卿爵士中国及南亚展厅在两年的修缮后重新对外开放。新的伊斯兰展厅和日本展厅也将于2018至2019年间陆续竣工并开放。

## 建筑和结构

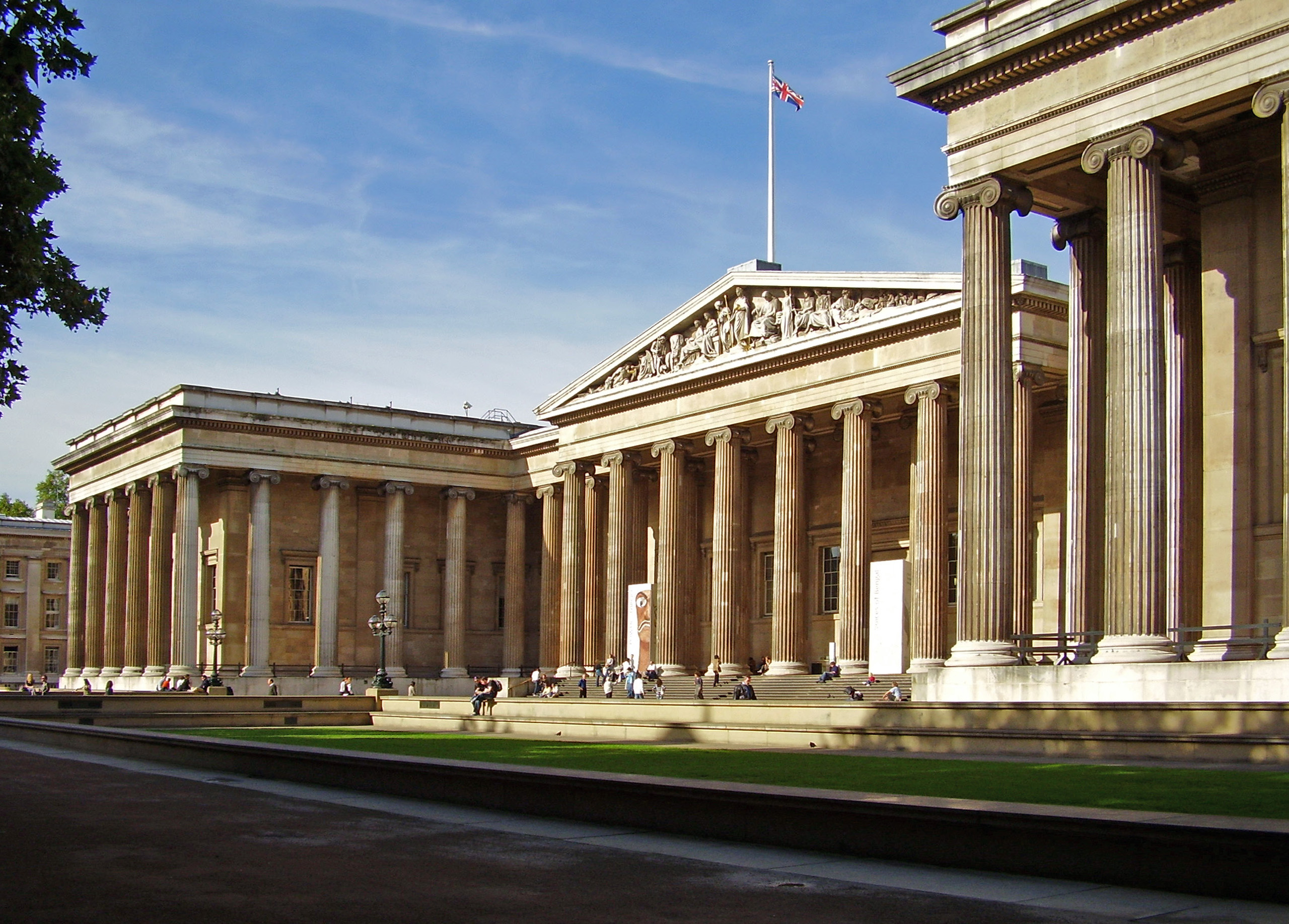
大英博物館入口
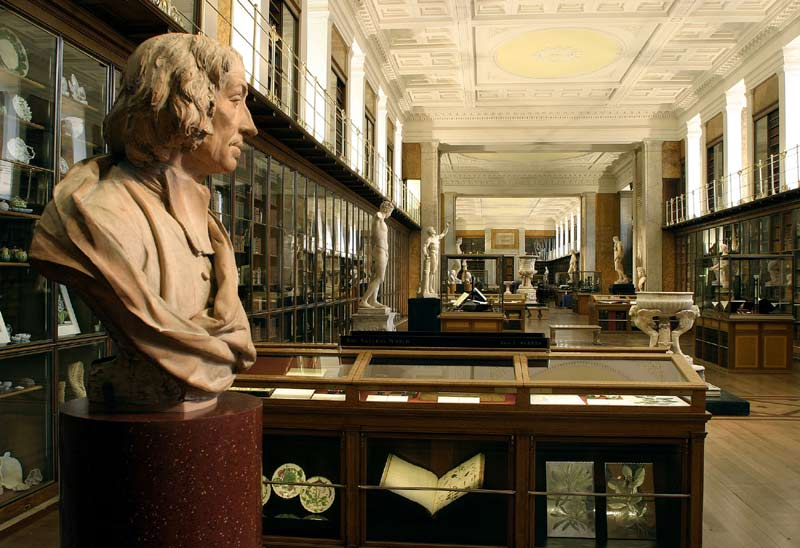
博物館啟蒙畫廊，以前是國王圖書館，攝於2007年
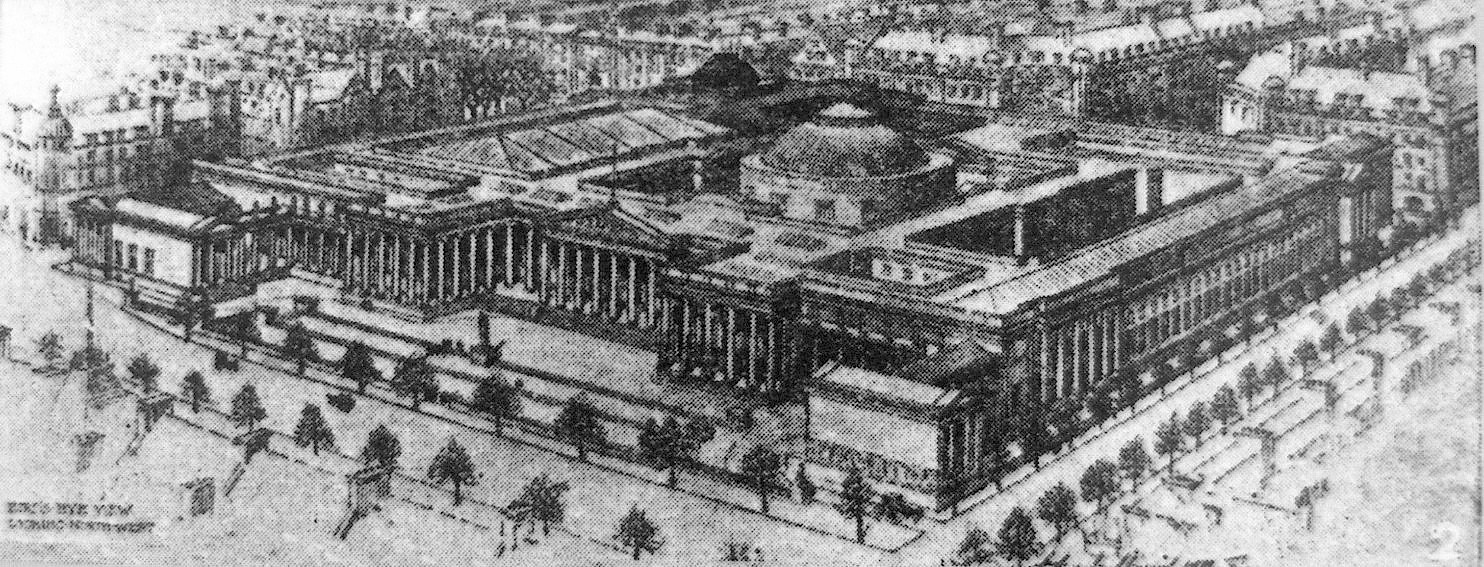
1906年的大英博物館擴建計畫
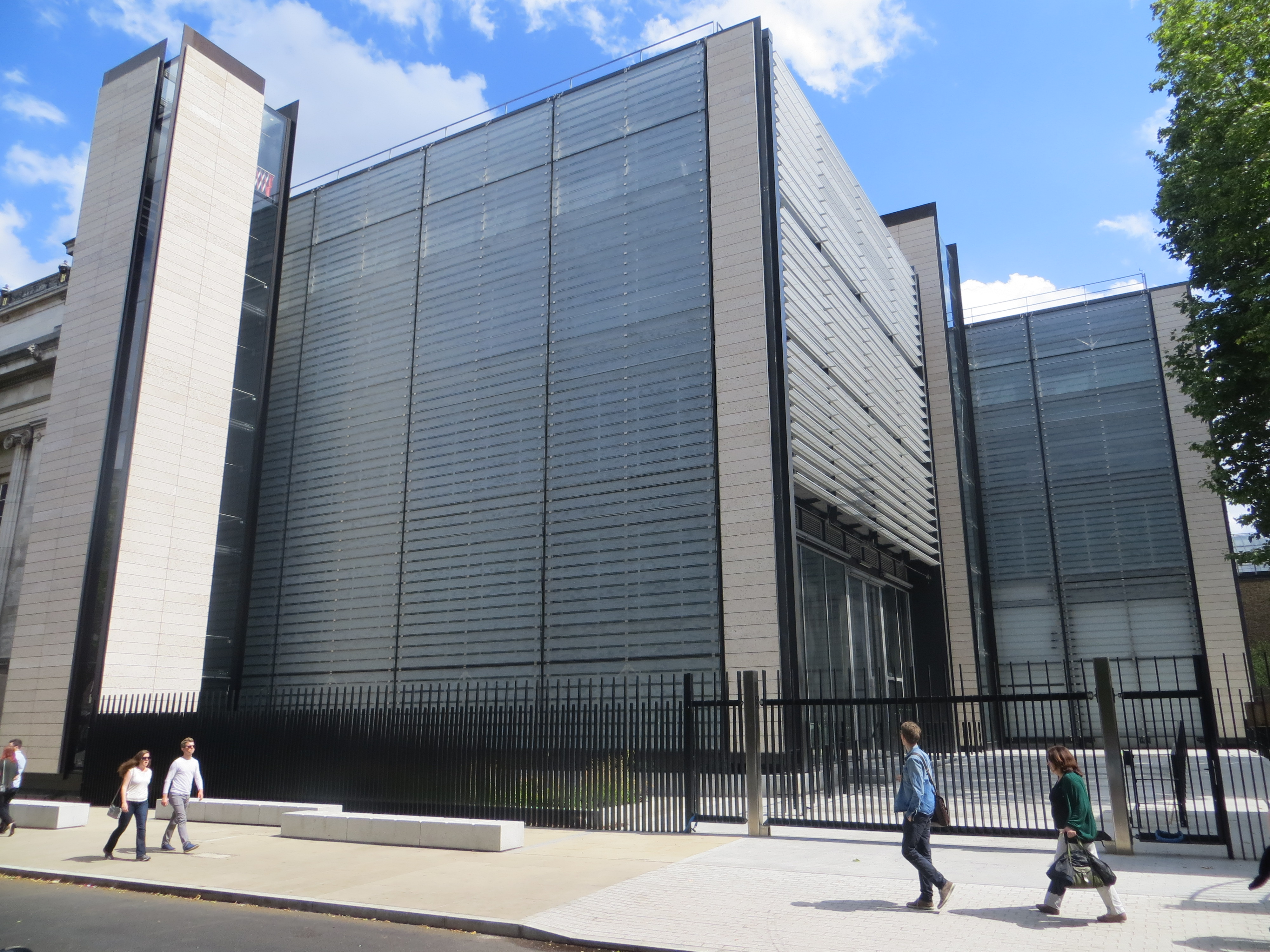
世界保護和展覽中心

大英博物館以其壯觀的建築而聞名於世。館舍外觀為希臘復興式建築，主入口面向大罗素街，外觀由建築師罗伯特·斯默克爵士設計。這座建築擁有44根高達45英尺（約14公尺）的爱奥尼柱式，這些柱子密切參考了小亞細亞普里耶涅的雅典娜神廟的設計。而位於主入口上方的三角形山牆飾則是由理查德·韋斯特馬科特爵士所創造的雕塑裝飾，描繪了《文明的進步》。該作品展現著15個寓言式的人物，這些人物在1852年被安裝完成。
大英博物館的建設工程最初從東翼（國王圖書館）開始，始於1823年至1828年間。隨後是北翼，於1833年至1838年間進行，最初的一個廳堂在建造時被用作閱覽室，現在則是威康廳。同時，在西翼北半部（埃及雕塑廳）於1826年至1831年間也進行了工程，並於1842年拆除了蒙塔古屋，為西翼的最後一部分騰出空間。這一部分工程於1846年完成，而南翼則以宏偉的柱廊而著稱，始於1843年，完成於1847年，當時正廳和大樓梯開放供公眾參觀。該博物館的外牆使用了波特兰石，而周圍的牆壁和其他部分則使用了來自南德文郡达特穆尔的海特爾花崗岩建造，並通過特殊的海特爾花崗岩有軌電車運輸運送。
在建築的演變過程中，斯默克的職位在1846年被他的兄弟雪梨·斯米爾克取代，他主要設計了圓形閱讀室，該閱讀室在1854年至1857年間興建，直徑達140英尺（約43米），是當時世界上第二大的圓頂，僅次於羅馬的萬神廟。
此外，博物館的擴建還包括了白色翼樓的添加，該翼位於南立面的東端後方，於1882年至1884年間建造，由建築師約翰·泰勒爵士設計。1895年，議會向博物館受託人提供了20萬英鎊的貸款，用於購買貝德福德公爵擁有的位於博物館建築背後的五條街道的69棟房屋。這些房屋位於大羅素街、蒙塔古街、蒙塔古廣場、貝德福德廣場和布盧姆斯伯里街周圍。受託人計劃拆除這些房屋，並在博物館站立的街區的西側、北側和東側築造新的畫廊。然而，由於資金不足，該計劃只有北立面中央的愛德華七世畫廊得以建造，該畫廊於1906年至1914年間由約翰·詹姆斯·伯內特爵士設計，並於1914年由乔治五世和瑪麗皇后開幕。這些畫廊現在用於展示博物館的版畫、素描和東方古董藏品。
杜汶廳（Duveen Gallery）位於埃及、希臘和亞述雕塑廳的西側，該大廳以約瑟夫·杜汶男爵的名稱命名，由美國著名藝術建築師約翰·羅素·波普所設計，旨在展示額爾金石雕。儘管於1938年完工，然而在1940年遭受炸彈襲擊，隨後閉館長達22年，直至1962年重新開放。除了杜汶廳，博物館在二戰期間的受損區域還包括其他區域：1940年9月，愛德華七世畫廊遭受兩枚未爆彈襲擊，國王圖書館遭到高爆炸彈直接命中，而圓形閱覽室的圓頂上掉下一些燒夷彈，但所造成的損害並不嚴重；在1941年5月10日至11日的夜晚，幾顆燒夷彈落在博物館西南角，摧毀了書庫內的15萬冊書籍，以及大樓梯頂部周圍的畫廊。這些損害直到1960年代初才得以完全修復。
伊莉莎白二世大庭院則是大英博物館中心的一個帶頂的廣場，由标赫和建築師福斯特建築事務所共同設計。大庭院於2000年12月開放，是歐洲最大的有蓋廣場之一。由一家奧地利鋼結構公司建造，使用了1656片獨特形狀的玻璃片。大庭院的核心是原大英圖書館的閱覽室，現已遷至聖潘克拉斯。所有渴望閱讀的公眾皆可進入閱覽室。
今天，大英博物館已經成為全球最大的博物館之一，佔地超過92000平方公尺。其中包括21600平方米的室內儲存空間和9400平方米的室外儲存空間。然而，大英博物館只有僅不到1%的整個藏品（約50000件物品）向公眾展示。
博物館內有近百個對公眾開放的展廳，總計佔地2英里（3.2公里）的展覽空間。不過，較不受歡迎的展廳開放時間較為有限。為彌補大型臨時展覽空間的缺失，博物館斥資1350萬英鎊建設了世界保護和展覽中心，提供臨時展覽場地，並將博物館的保護設施集中在一個中心。該項目於2007年7月宣布，由理察·羅傑斯擔任建築師。並於2014年3月的維京展覽會前完成。2017年，該中心因其在建築領域的卓越成就而入圍史特靈獎。
除此之外，大英博物館還在西肯辛頓的布萊思之家進行小型和中型文物的室外儲存，以及在東倫敦的弗蘭克斯豪斯（Franks House）進行「早期史前時期」的工作，包括石器時代和中石器時代，以及其他藏品的存儲。
大英博物馆目前分为10个研究和专业馆：
- 古埃及和苏丹馆
- 希腊和罗马馆
- 亚洲馆
- 非洲、大洋洲和美洲馆
- 不列颠、欧洲和史前时期馆
- 中东馆；
- 版画和素描馆
- 硬币和纪念币馆
- 保护和科学研究馆
- 图书和档案馆

## 开放訊息
地址：大羅素街（Great Russell Street，郵遞區號London WC1B 3DG），可乘坐伦敦地铁在霍本站、古吉街站或羅素廣場站下车。倫敦地鐵中央線曾經設有大英博物館站，但已於1933年廢止。
大英博物馆，入场免费。
开放时间：
- 博物馆开放时间
  - 星期六至星期四：10:00 - 18:00
  - 星期五：10:00 - 20:30
- 广场开放时间
  - 星期一：09:00 - 18:00
  - 星期二和星期三：09:00 - 21:00
  - 星期四至星期六：09:00 - 23:00
  - 星期日：09:00 - 21:00

## 著名藏品

### 埃及和苏丹馆
自從大英博物館於1753年從漢斯·斯隆爵士收到160件埃及物品後，埃及文物便成為大英博物館收藏的一部分。至今，大英博物館共收藏了世界上最大和最全面的埃及古物收藏（超過 100,000件），是除了開羅的埃及博物館之外，在範圍和質量極為重要的收藏展區，當前展示物包括來自埃及和蘇丹所有重要地點的物品。並一同說明了從古埃及(包含努比亞地區）從新石器時代的早王朝（約公元前10,000年）到科普特（基督教）時代（公元12世紀）的歷史，已經橫跨約11000年的歷史。
大英博物館共有七處埃及展區，其中埃及館二樓的展區展示館方收藏的140具木乃伊和棺材，是開羅以外最多的收藏品。而大部分藏品皆是來自墓葬或與亡靈崇拜相關的背景，當前仍然是博物館參觀最熱切追捧的區域之一。

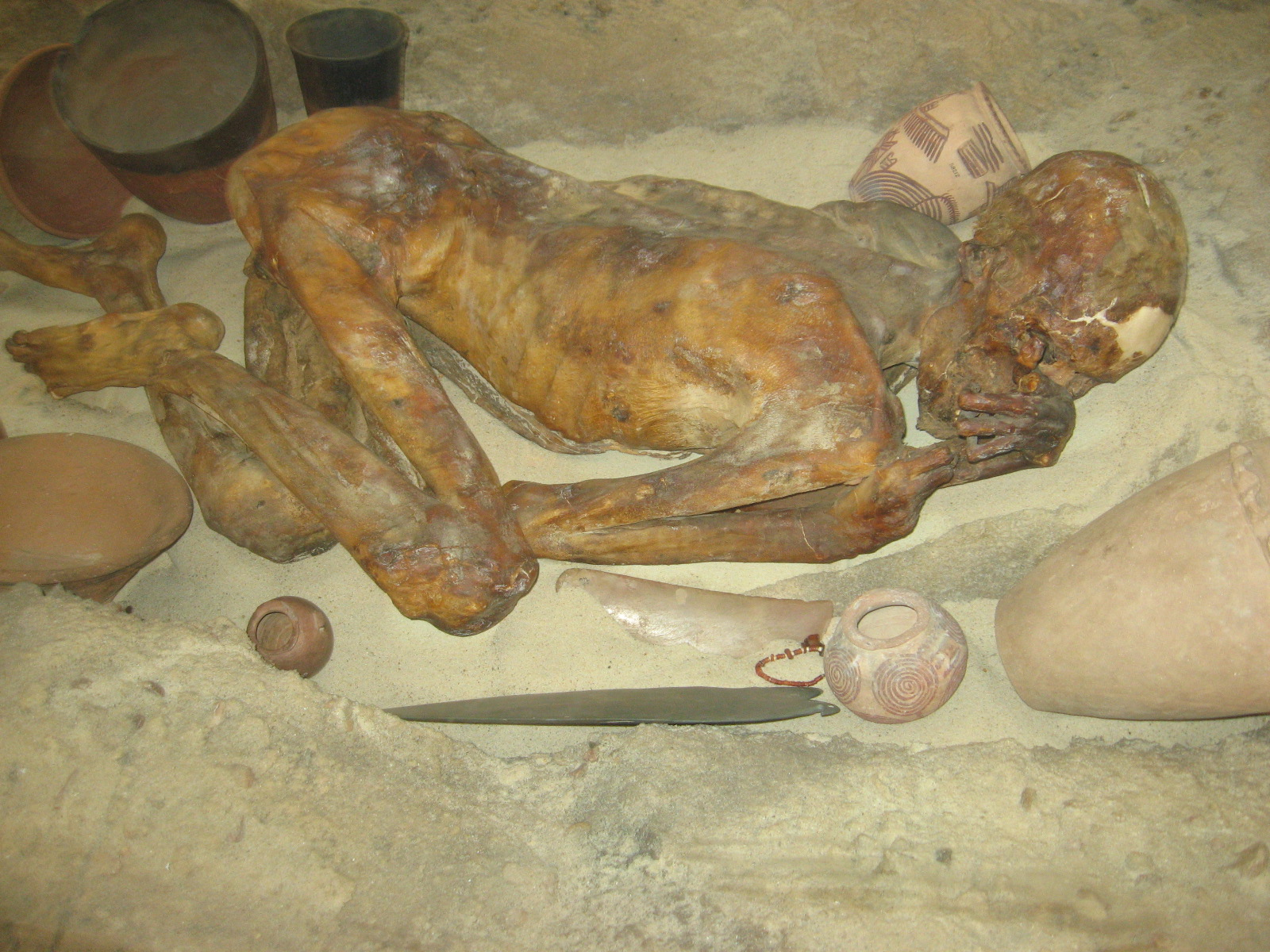
坟墓中的木乃伊，早王朝时期，公元前3400年
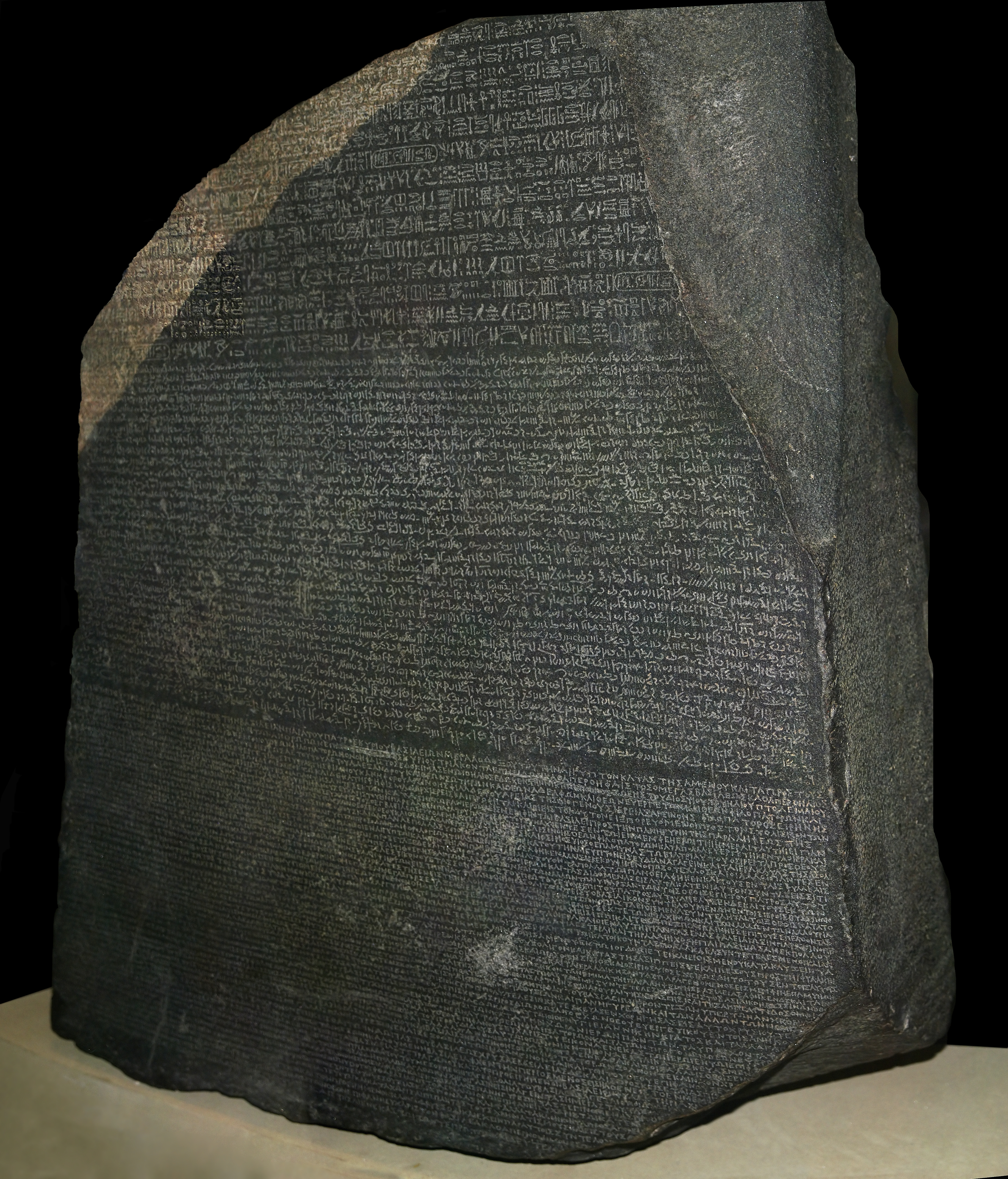
罗塞塔石碑，托勒密时期，公元前196年[31]。
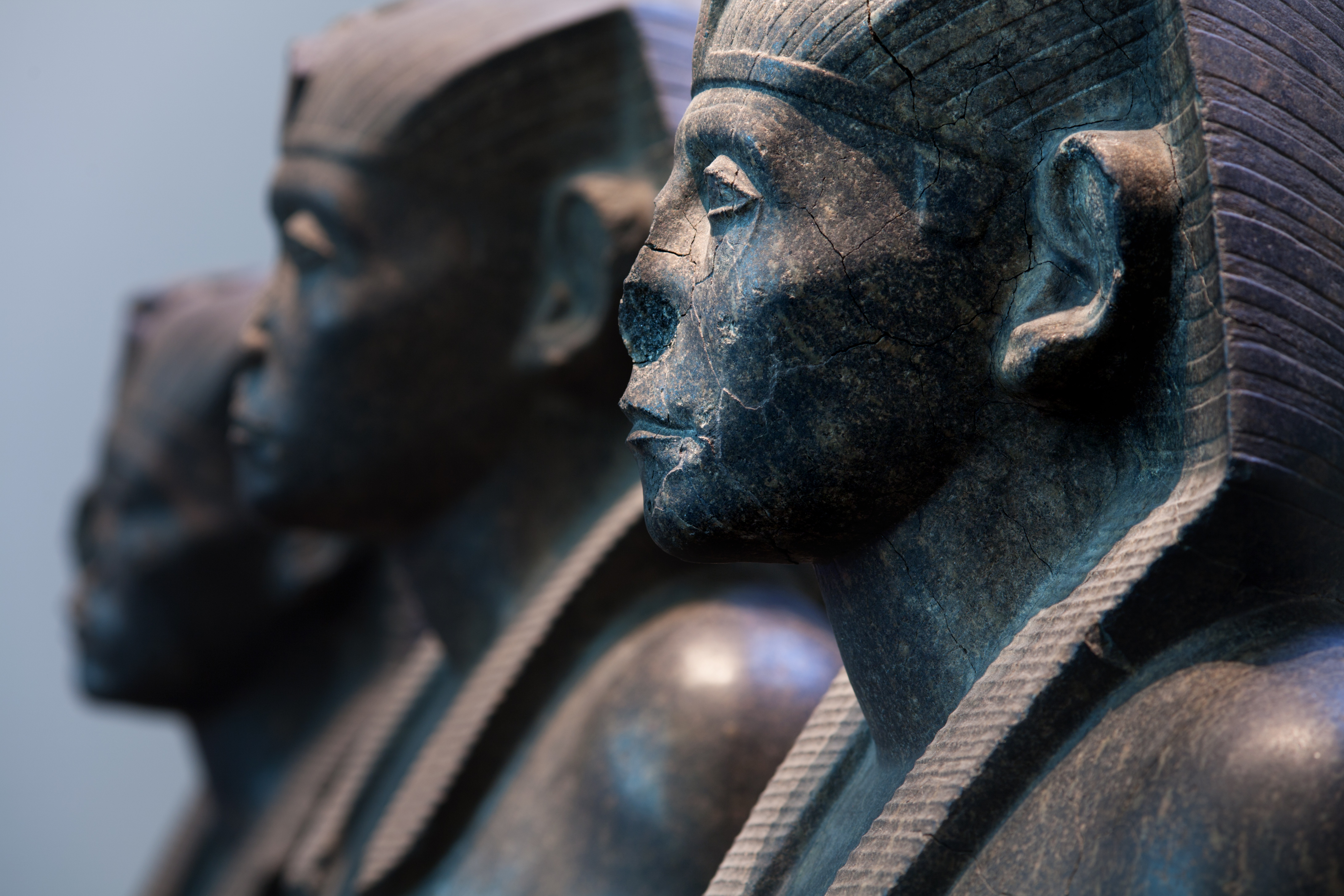
三尊辛努塞爾特三世的花岗岩雕像，公元前1850年。
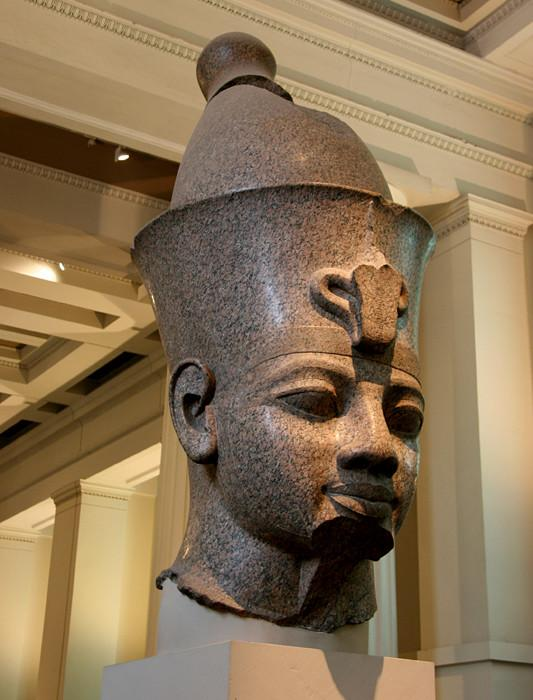
阿孟霍特普三世头像，公元前1350年。
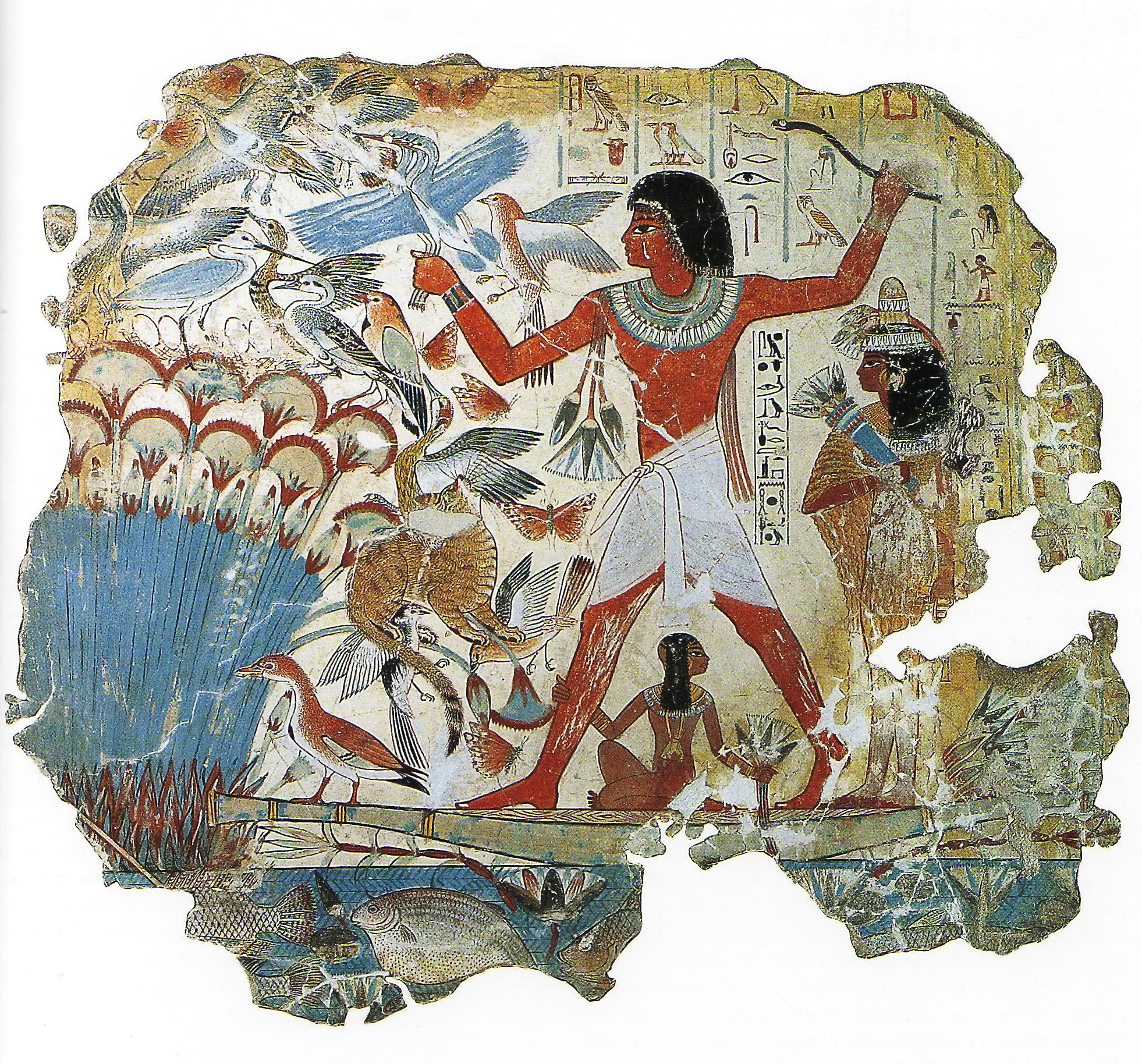
尼巴蒙之墓上著名的湿壁画残片「庭中之池」，公元前1350年。
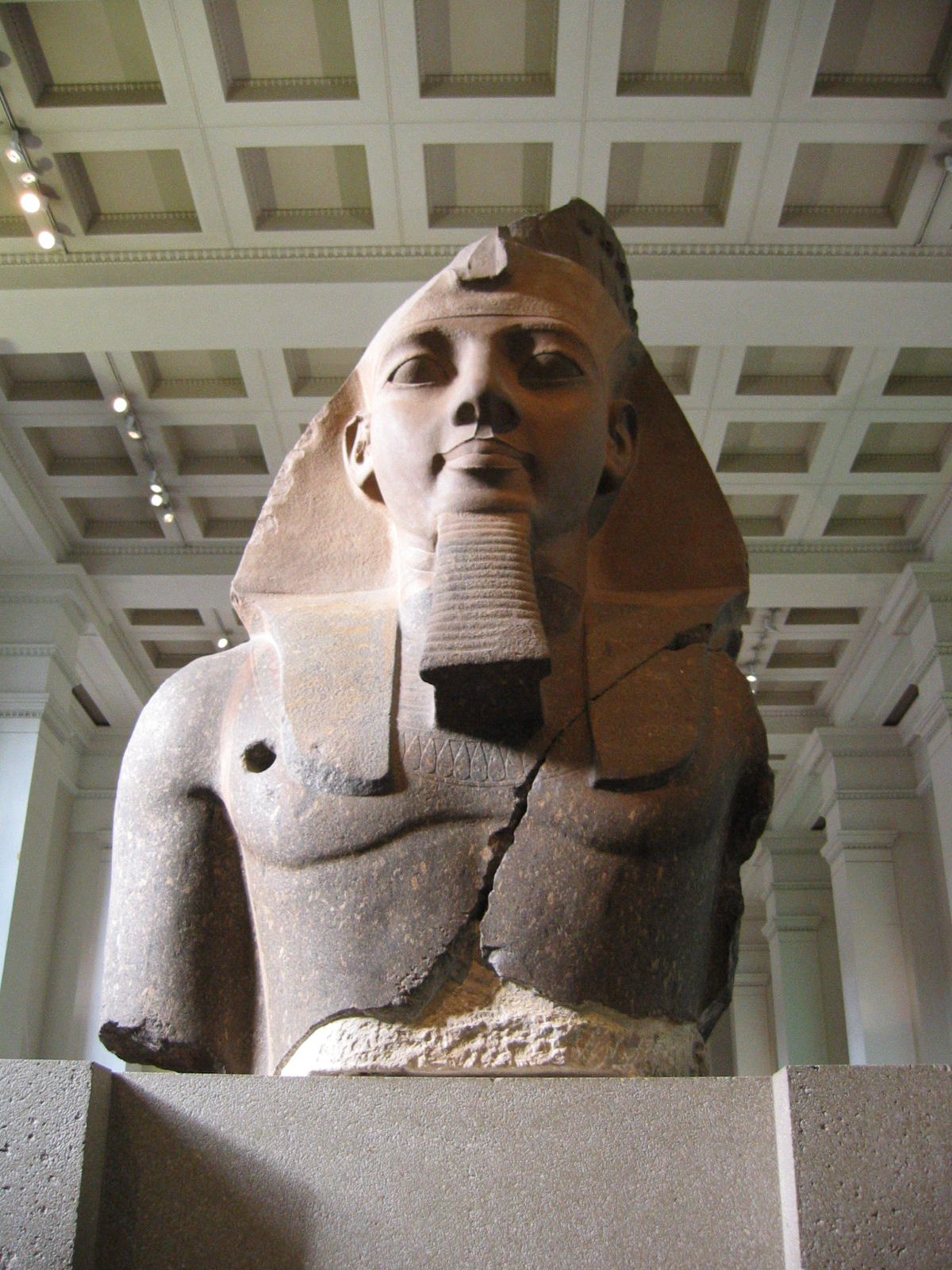
拉美西斯二世头像 ，公元前1250年。
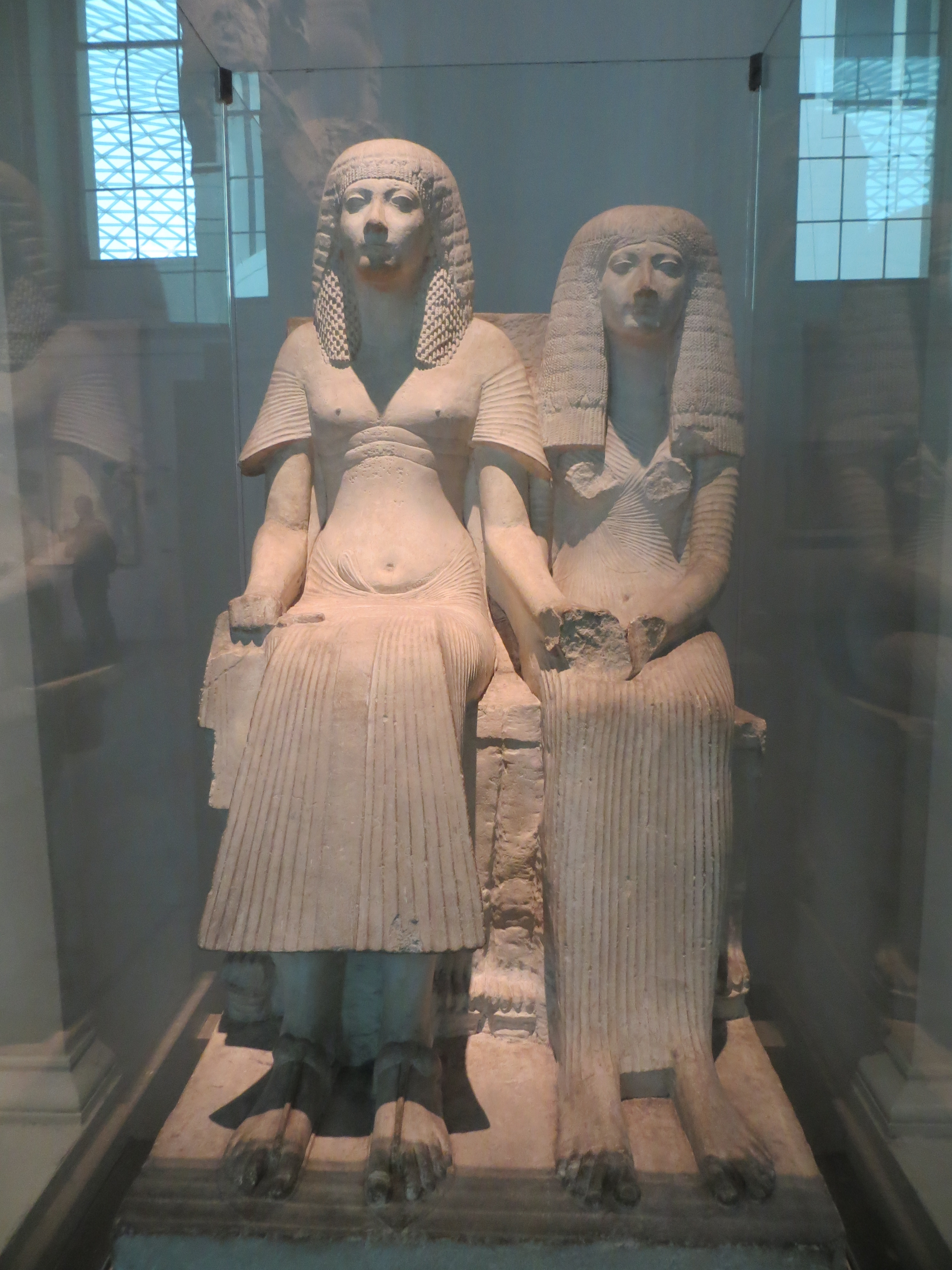
一對夫妻的塑像，公元前1300-1250年。
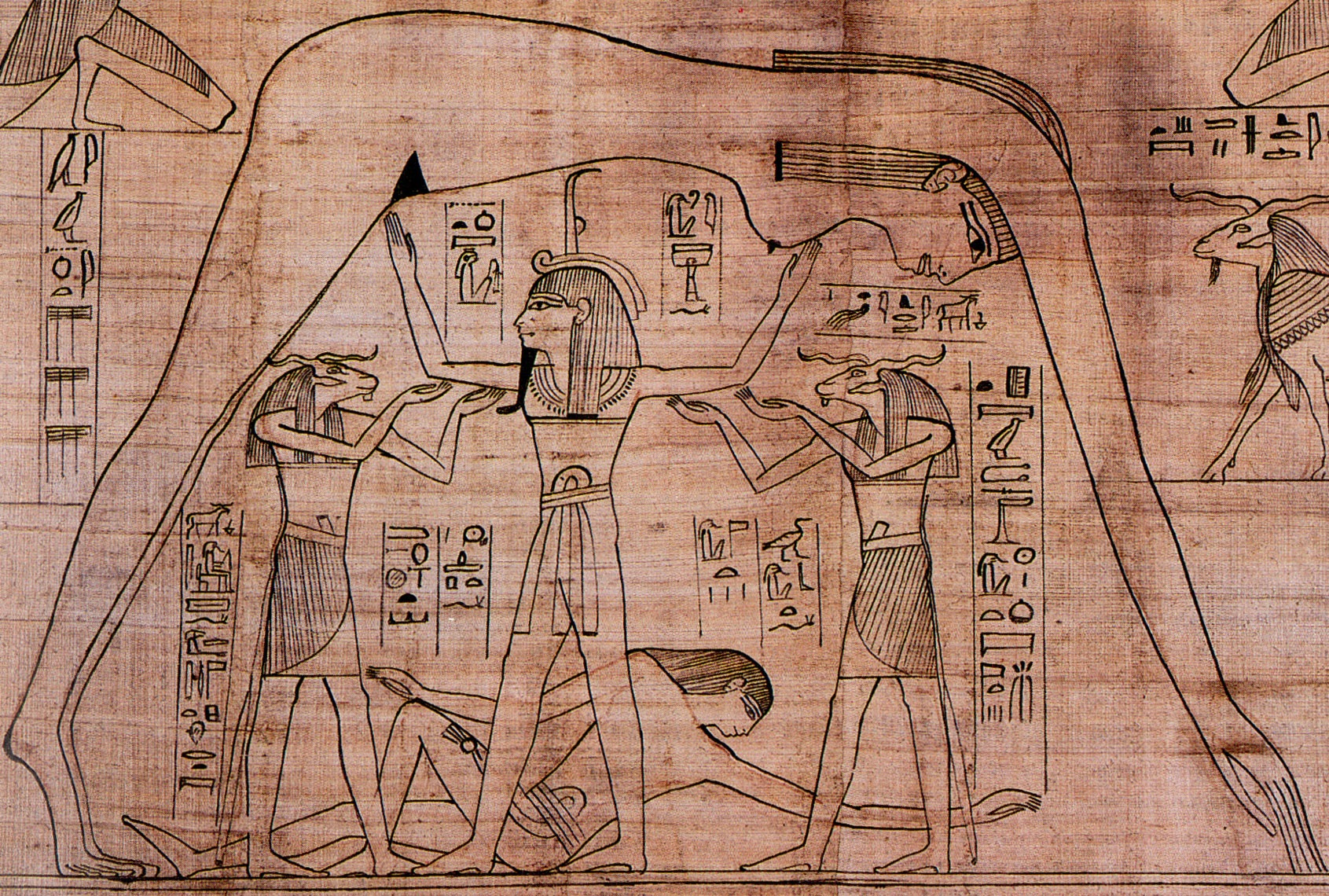
格林菲尔德莎草纸卷。这份古埃及时期的莎草纸卷收录了一段死者之书
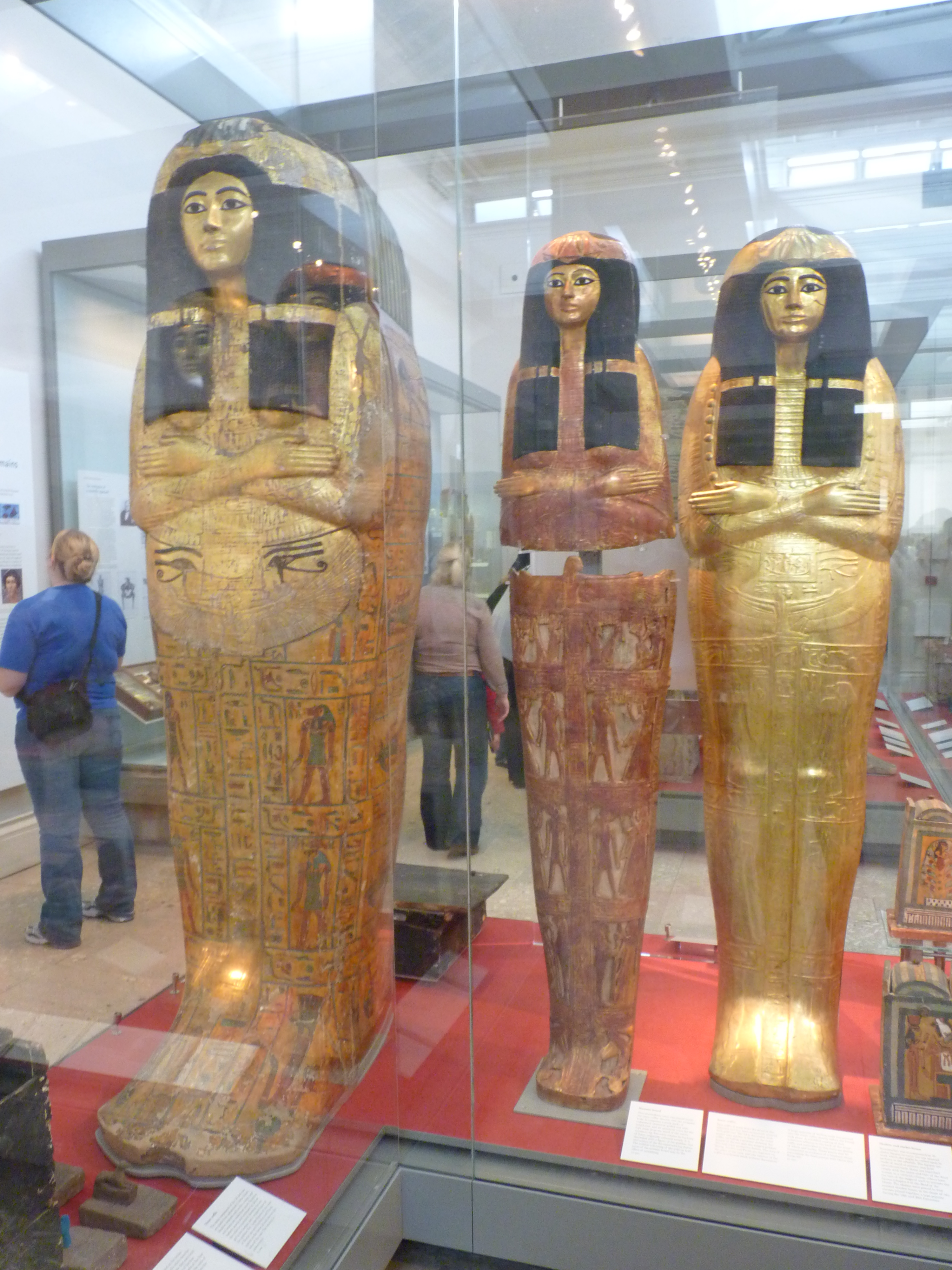
亨特邁特的鍍金外棺材，公元前1250年。
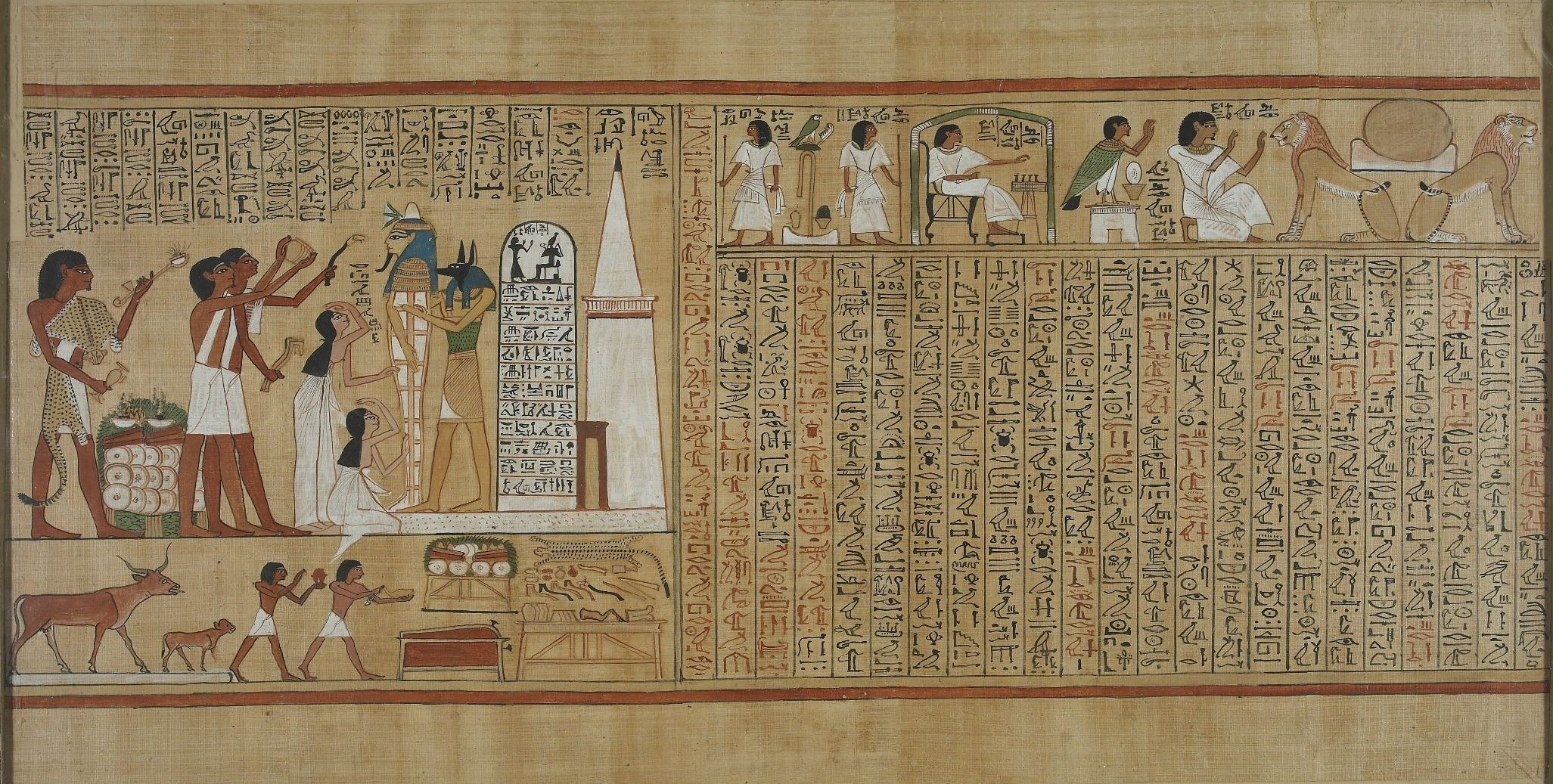
胡尼弗的死者之書，第19王朝，公元前1250年。
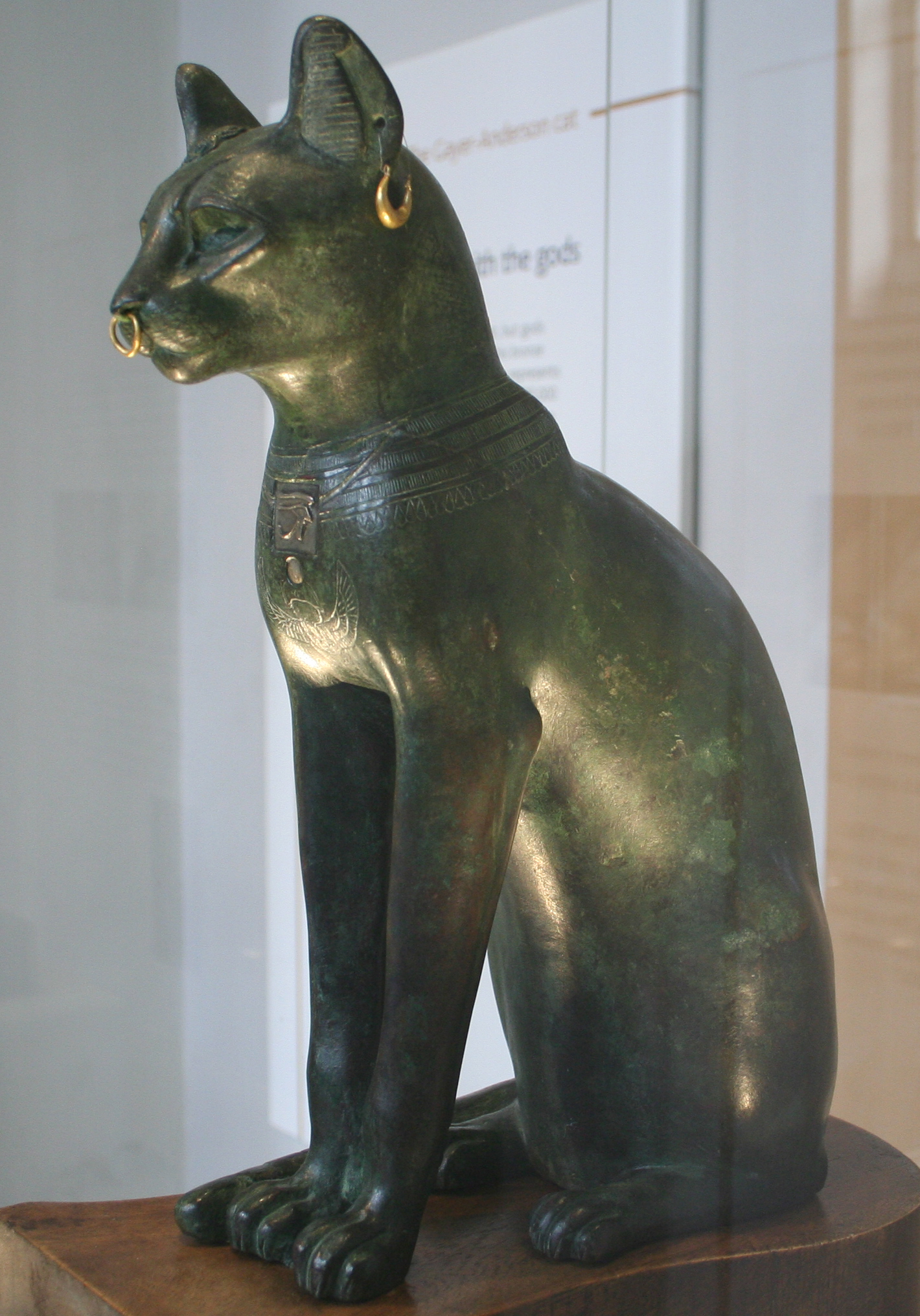
貓的青銅像，公元前664-332年
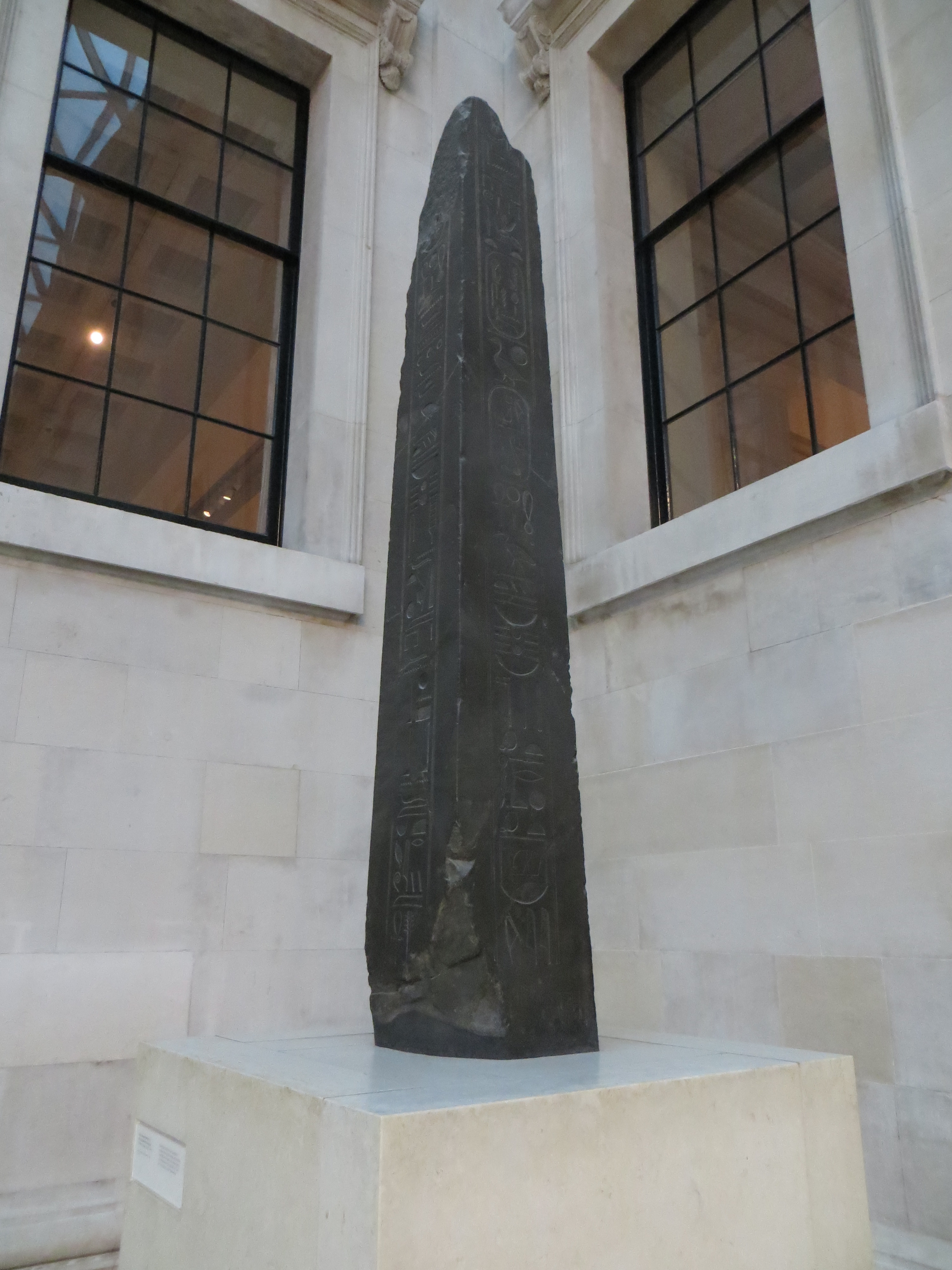
內克塔內布二世方尖碑，第30王朝，約公元前350 年

### 希臘和罗马馆
大英博物馆擁有世界上最大、最全面的古希腊和古罗马藏品，共有超过100,000件的文物。这些文物大多发轫于古希腊青铜时代（约公元前3200年）到确立基督教为罗马的国教（约313年）之间的一段时期。

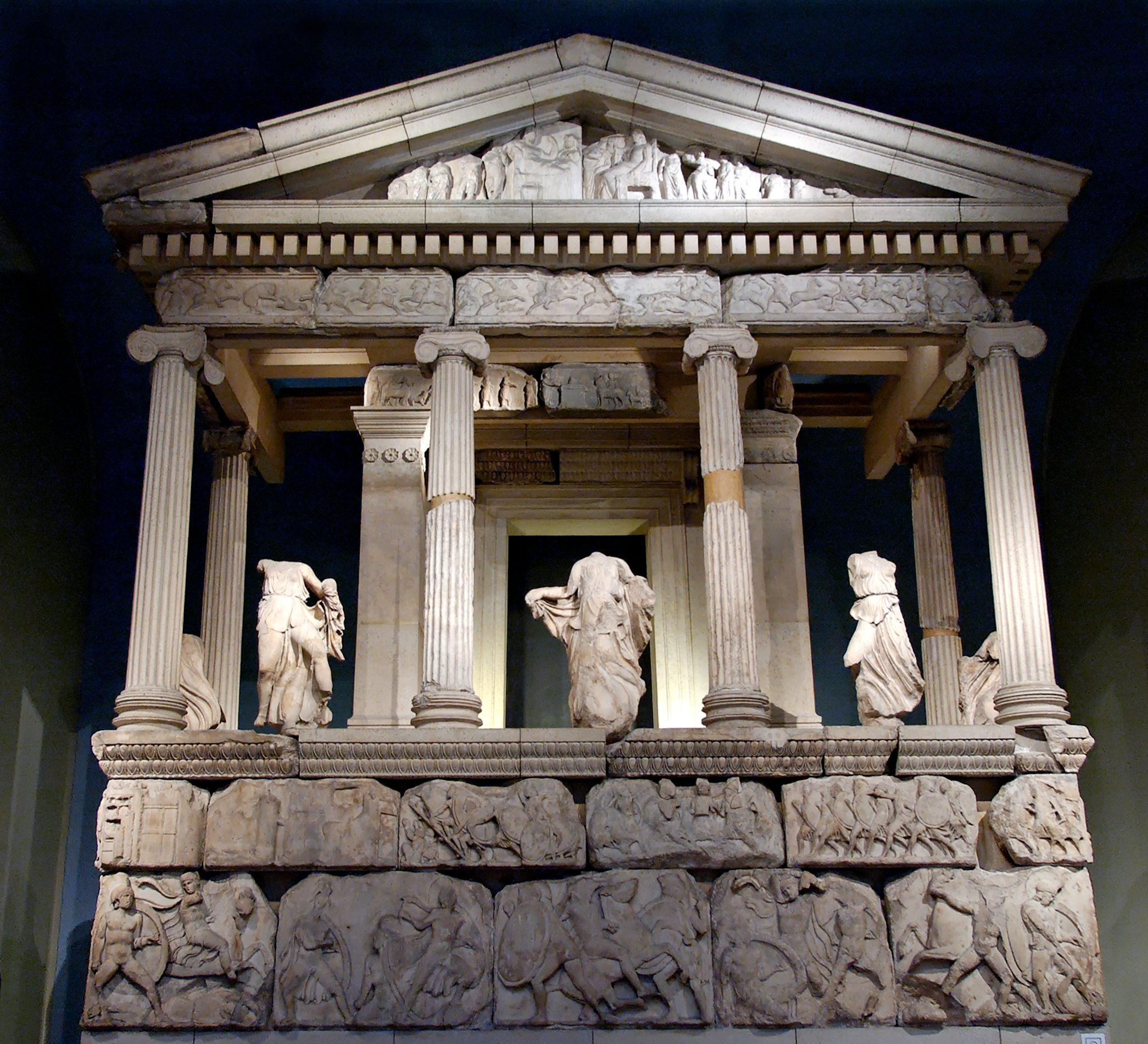
涅瑞伊得斯紀念碑，公元前390年。
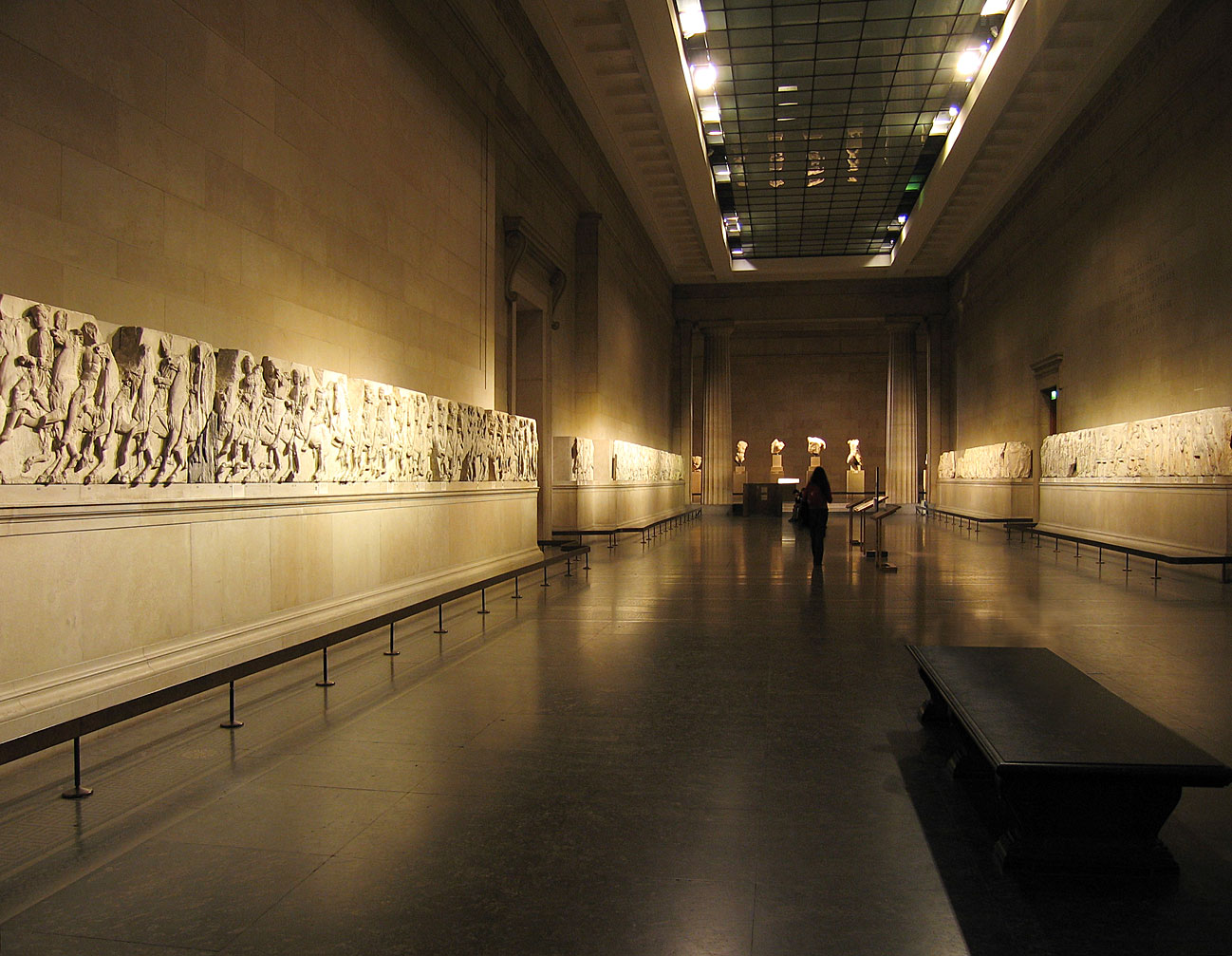
雅典卫城帕特农神庙的石雕（埃爾金石雕），公元前447年。
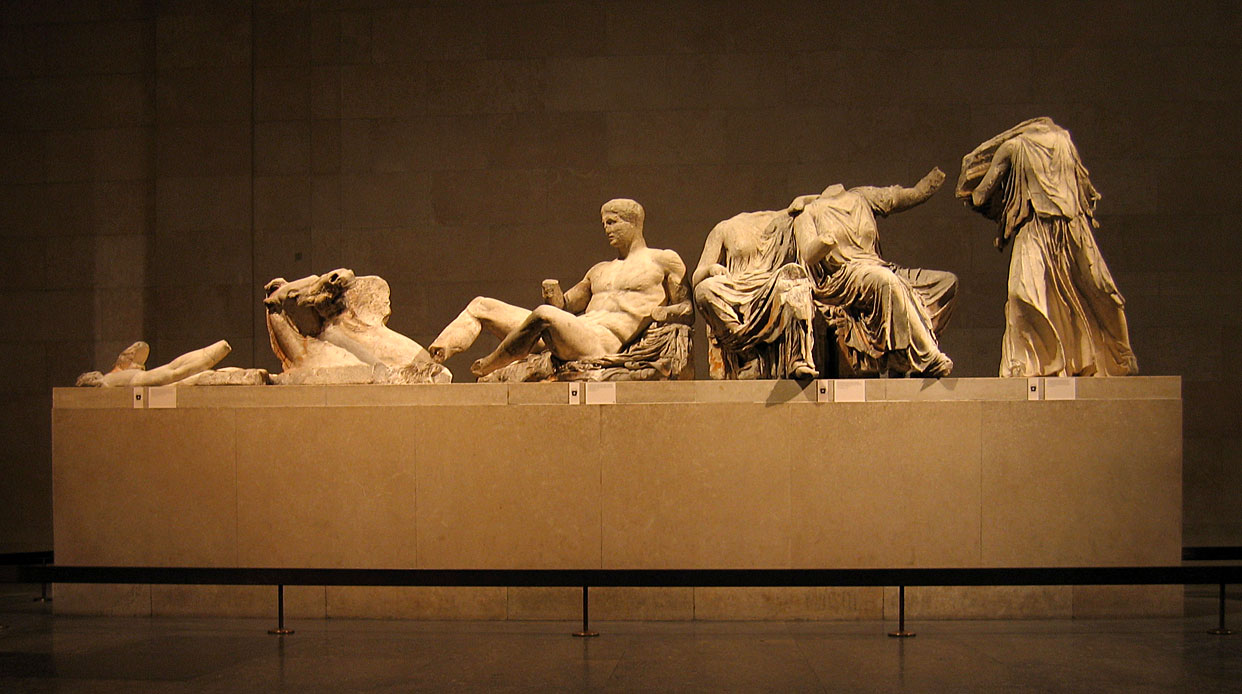
雅典卫城帕特农神庙的石雕（埃爾金石雕），公元前447年。
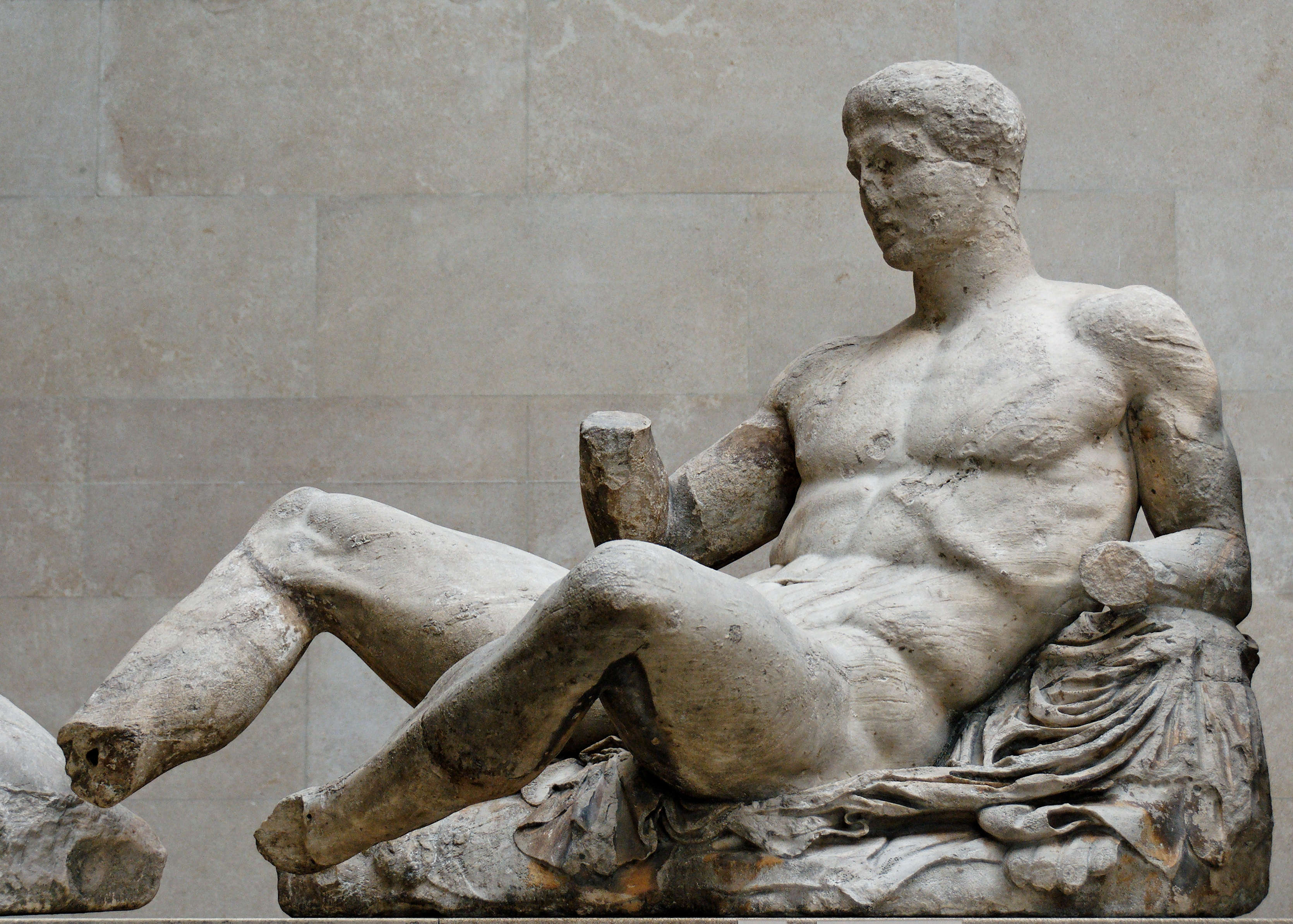
帕特农神庙山牆的戴歐尼修斯石雕，公元前447年。
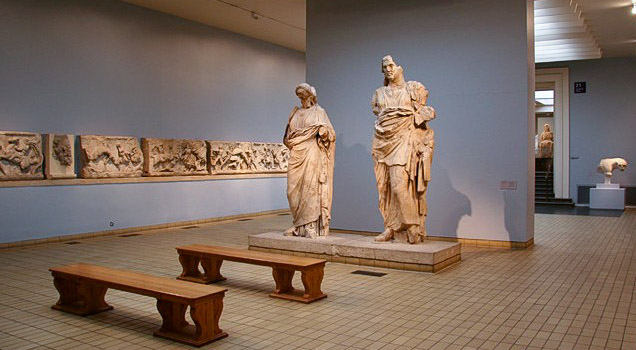
摩索拉斯王陵墓的雕像，公元前4世紀。
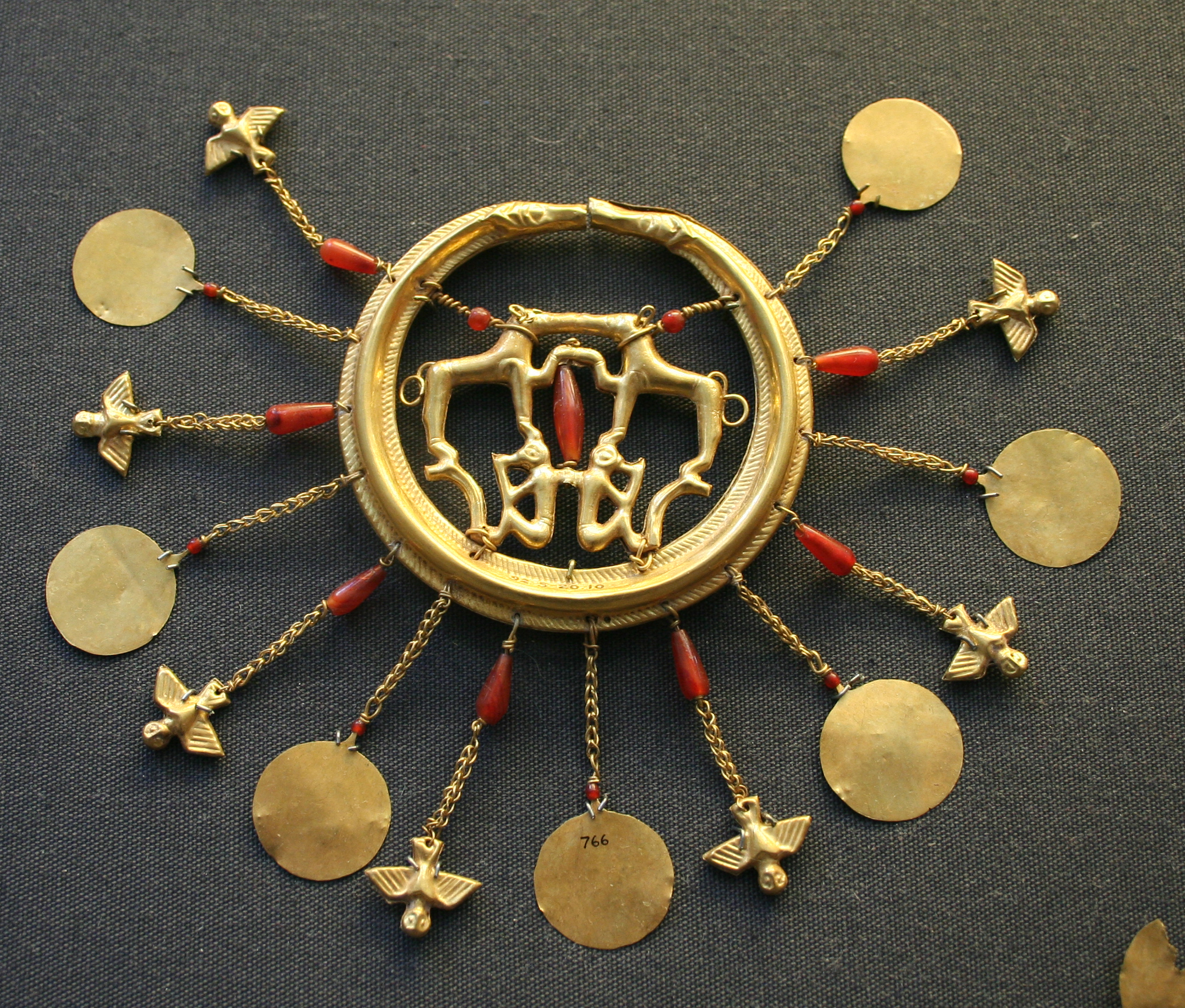
埃伊納島上的金耳环，公元前1800年-1700年。
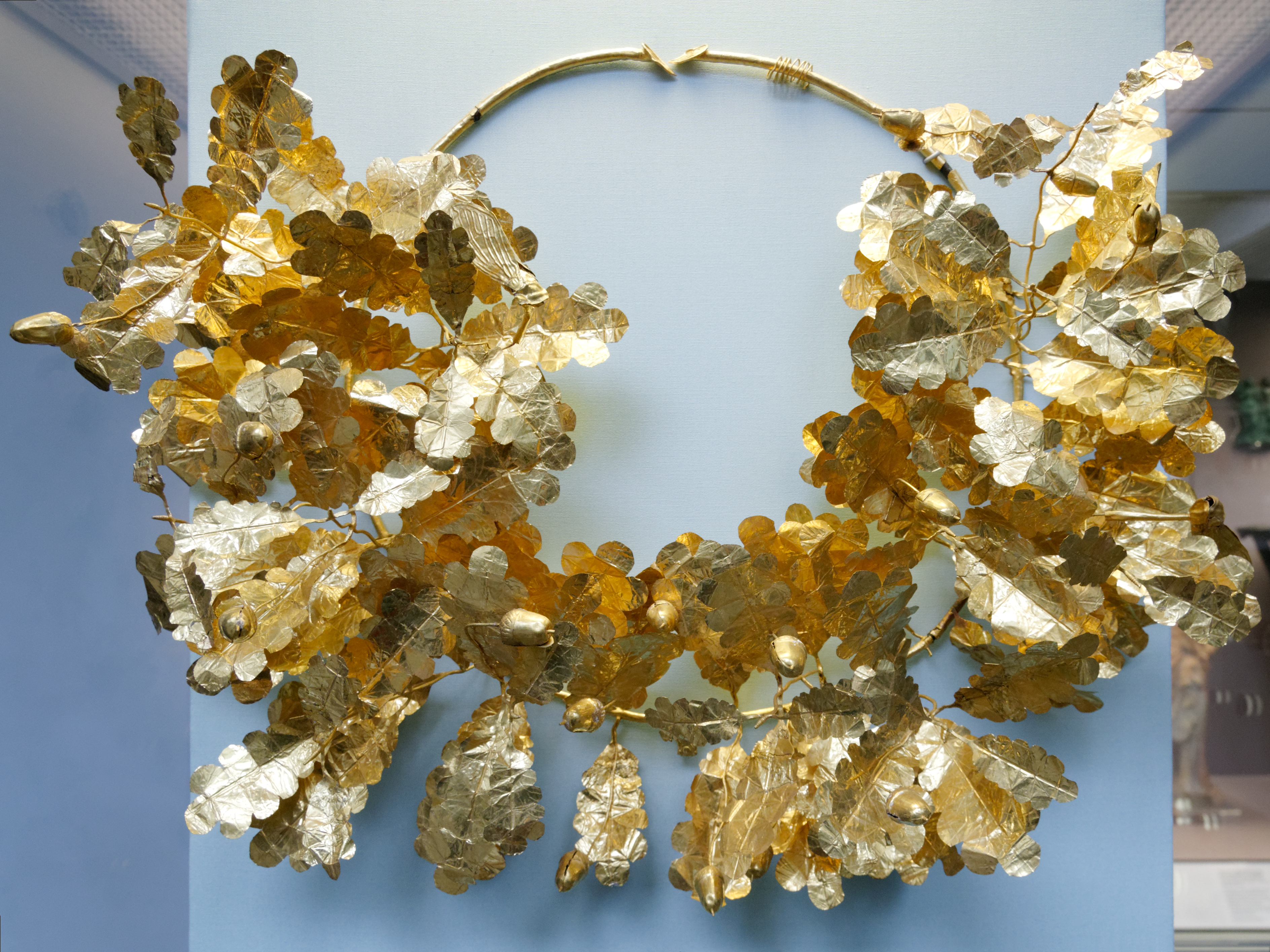
金橡树枝，这件土耳其的宝藏上还嵌着一只金蜜蜂和两只金蟬，制造于公元前350年-300年。
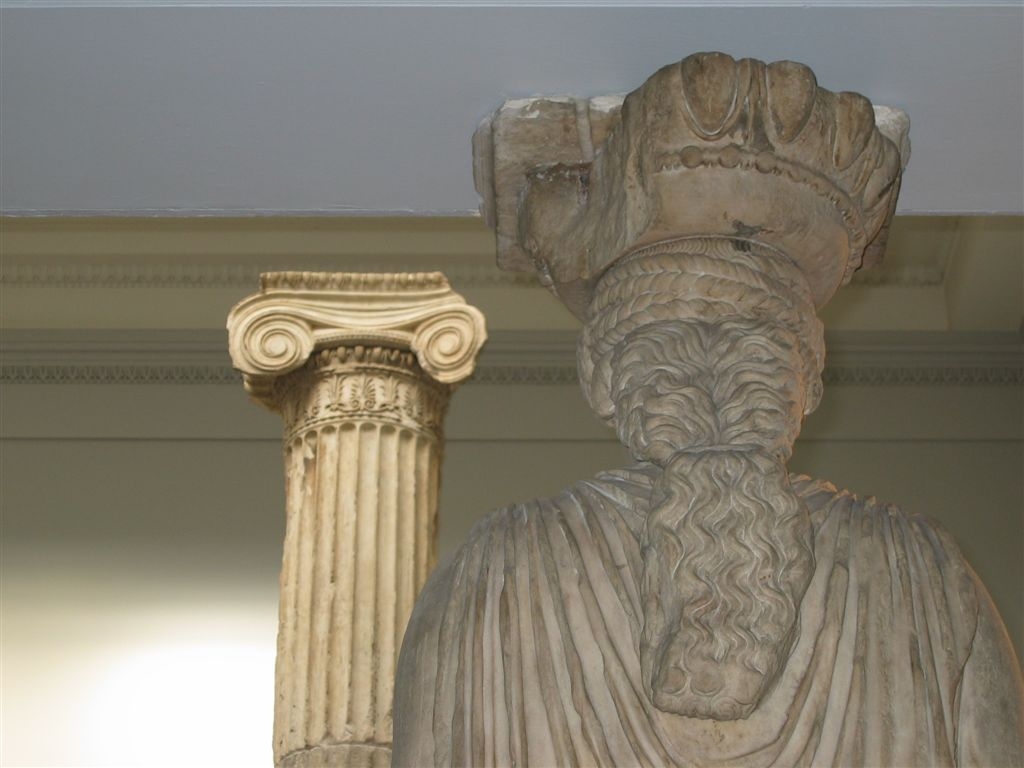
雅典卫城厄瑞克忒翁神廟的女像柱和愛奧尼亞柱，公元前420-415年。
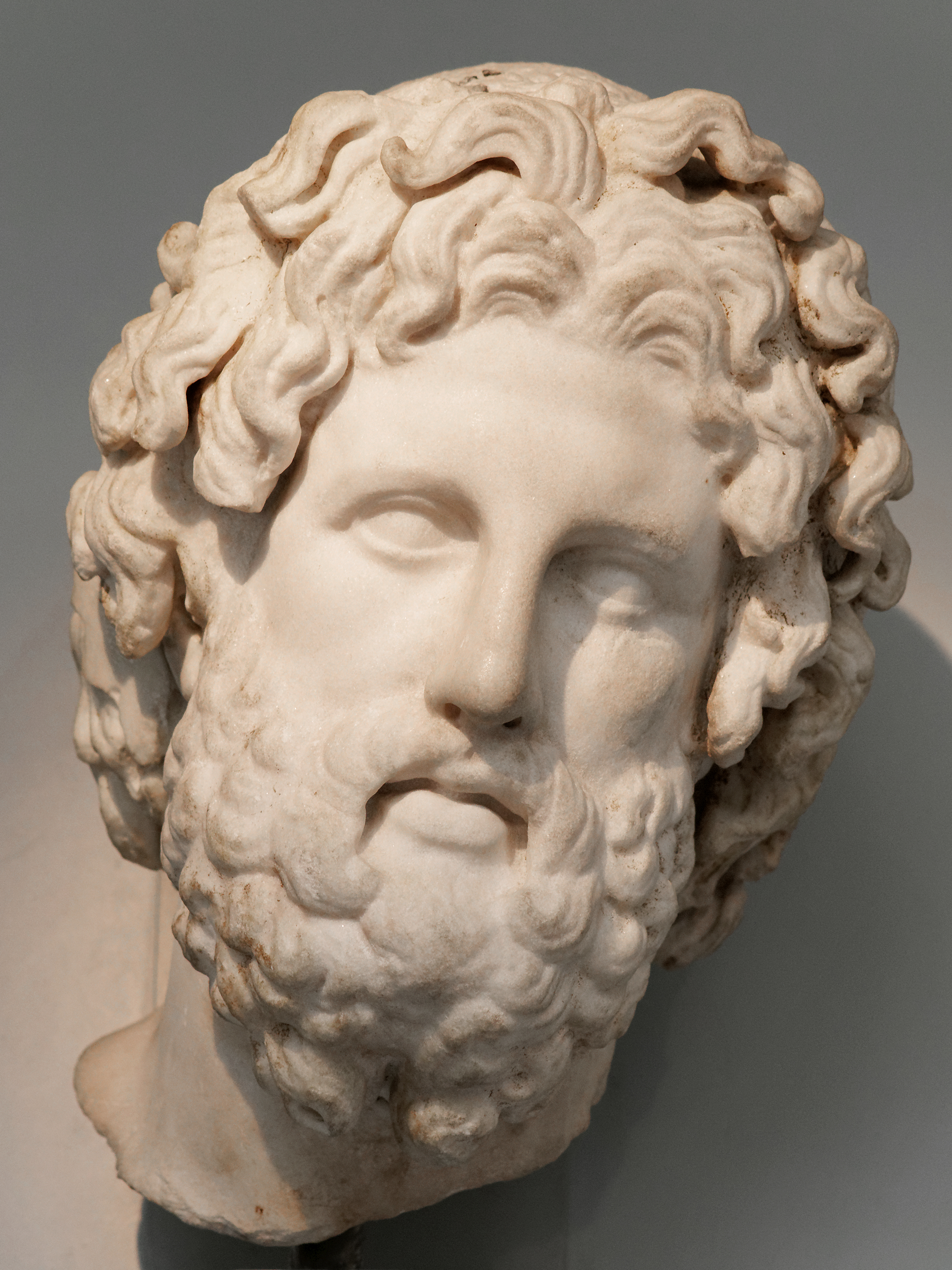
医神阿斯克勒庇俄斯的头像，这座发现于希腊米洛斯的雕像的金属皇冠业已遗失，公元前325年-300年。
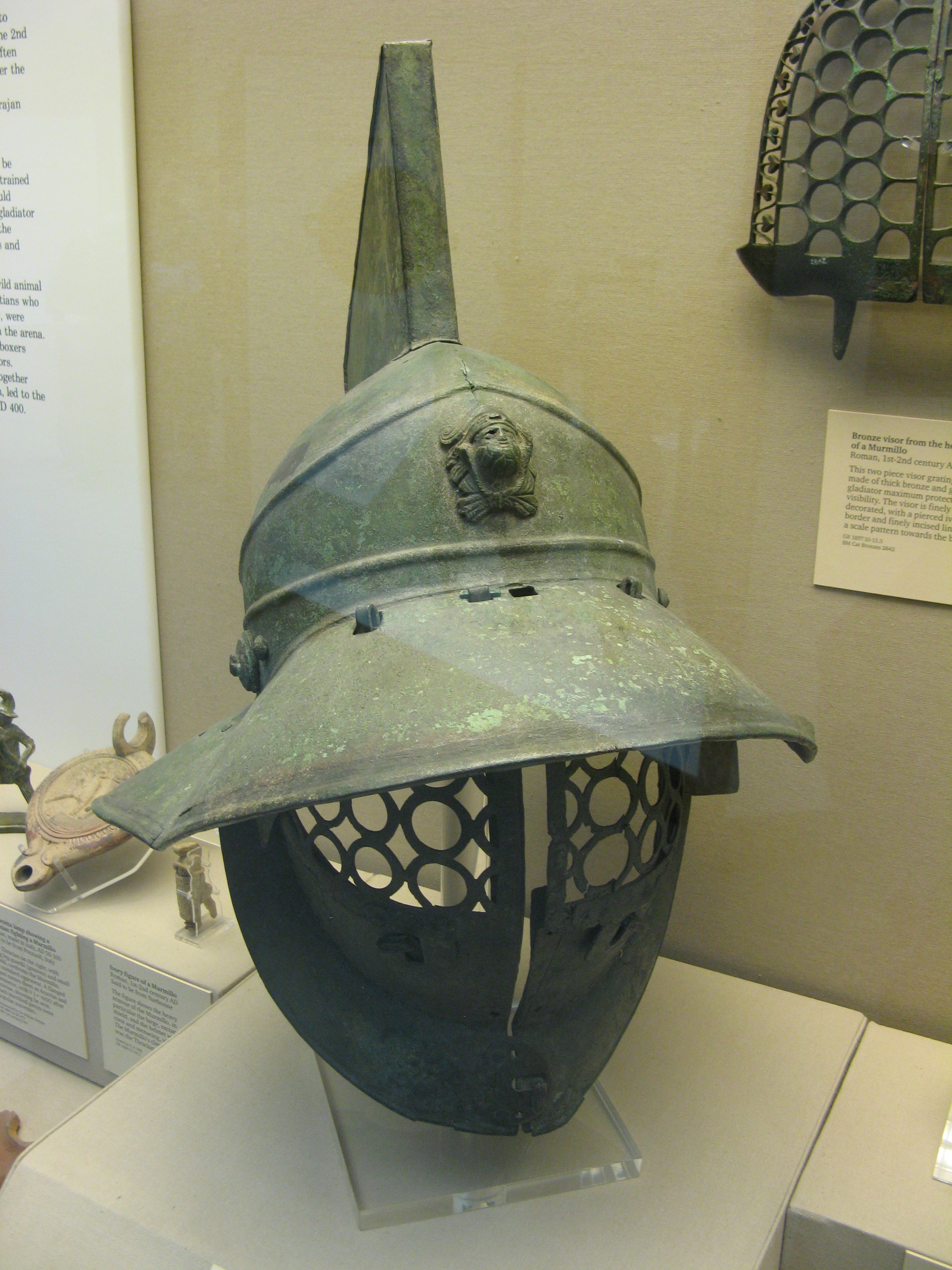
古罗马角斗士头盔，1世纪。
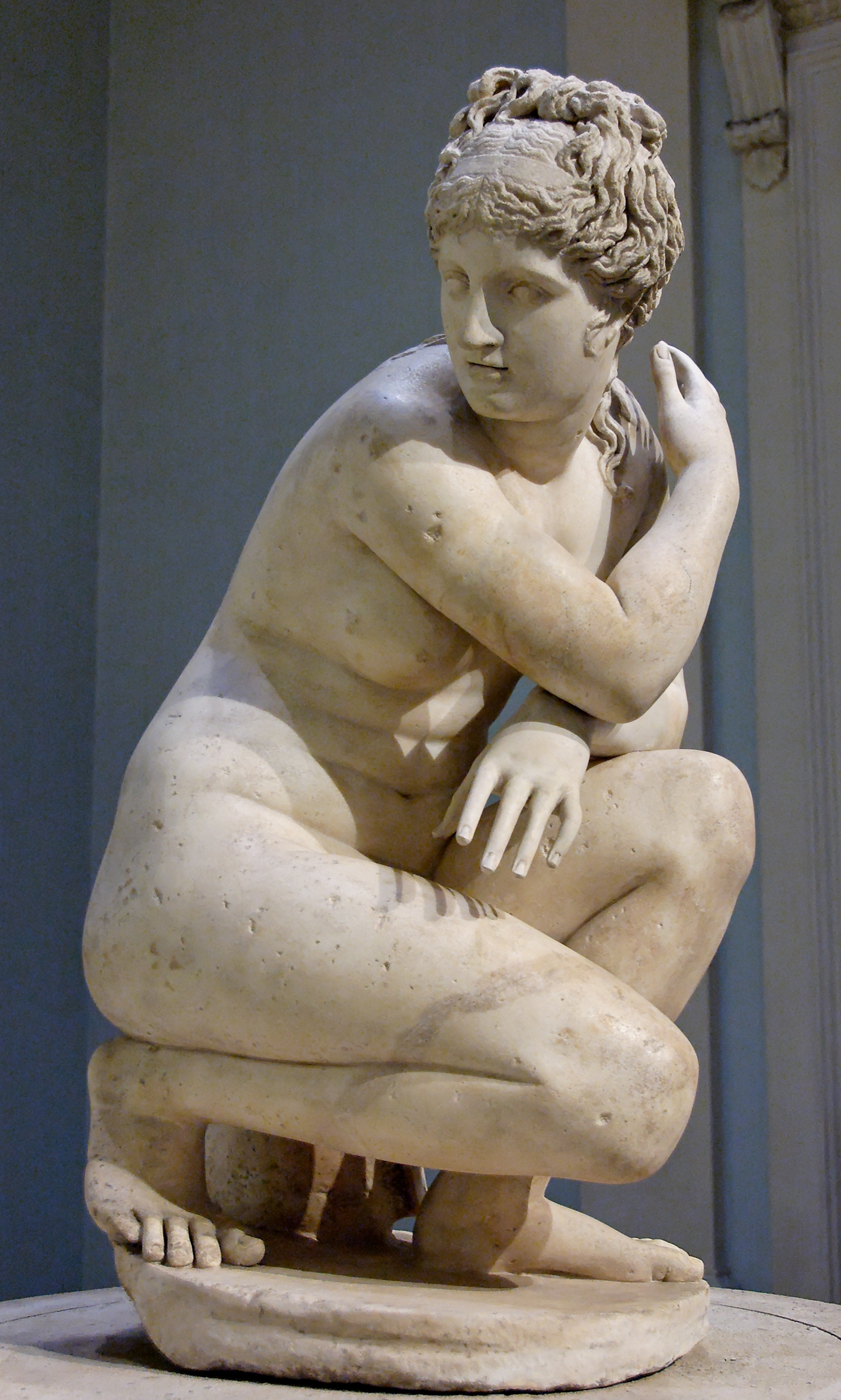
《蹲下的維納斯》，1世纪。
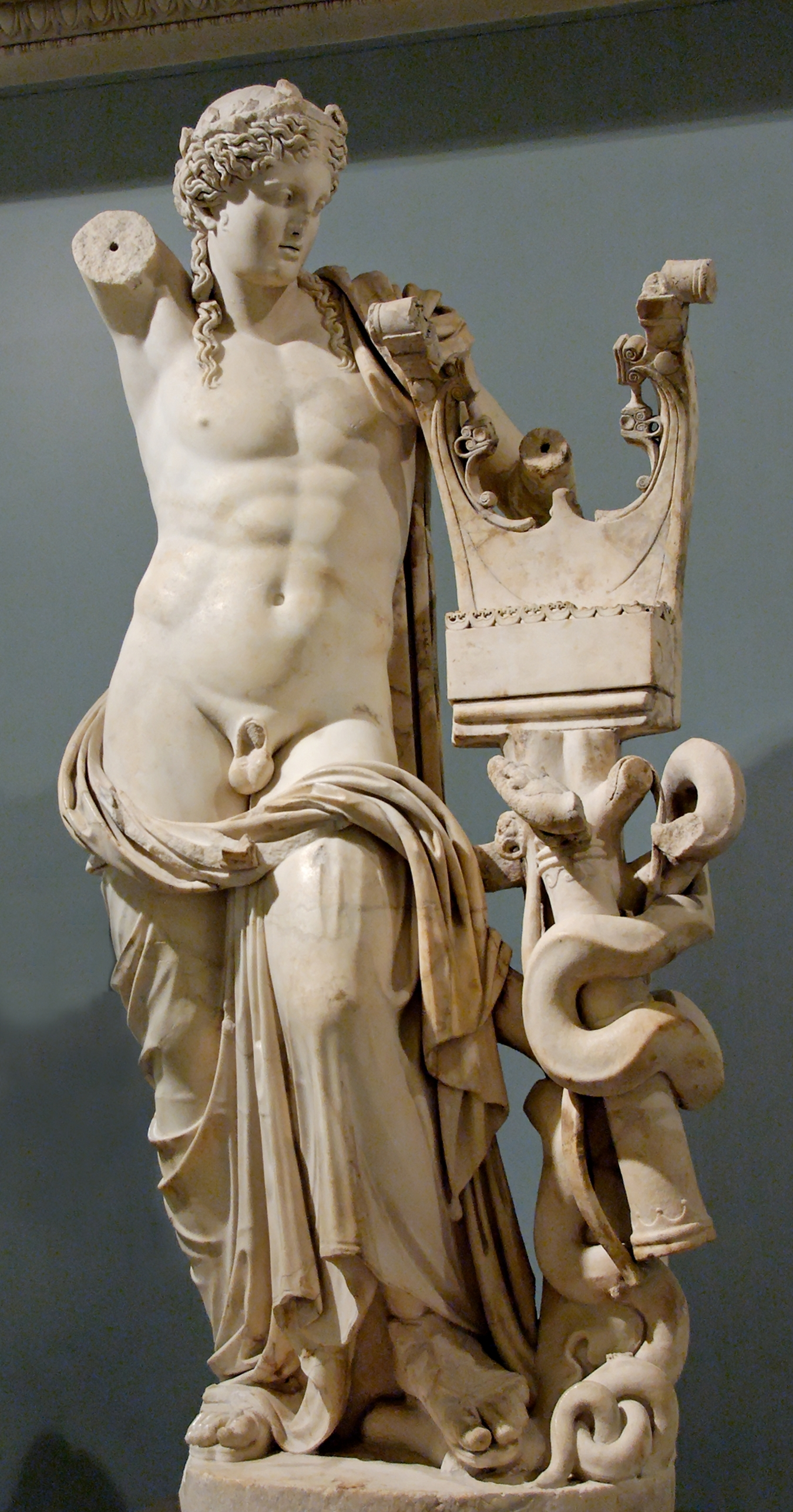
《昔兰尼的阿波罗》，2世纪。
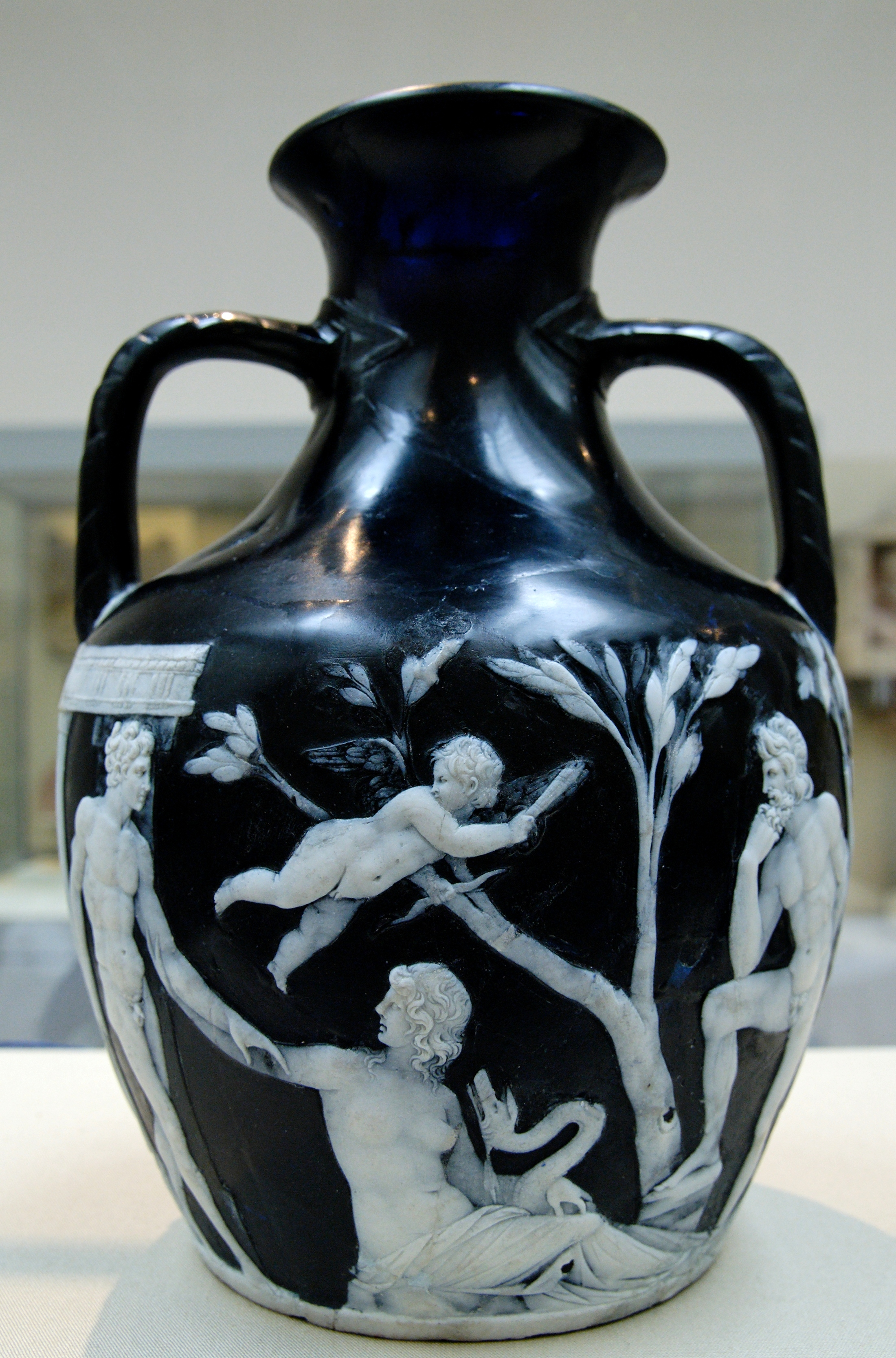
波特兰花瓶，1-25年。
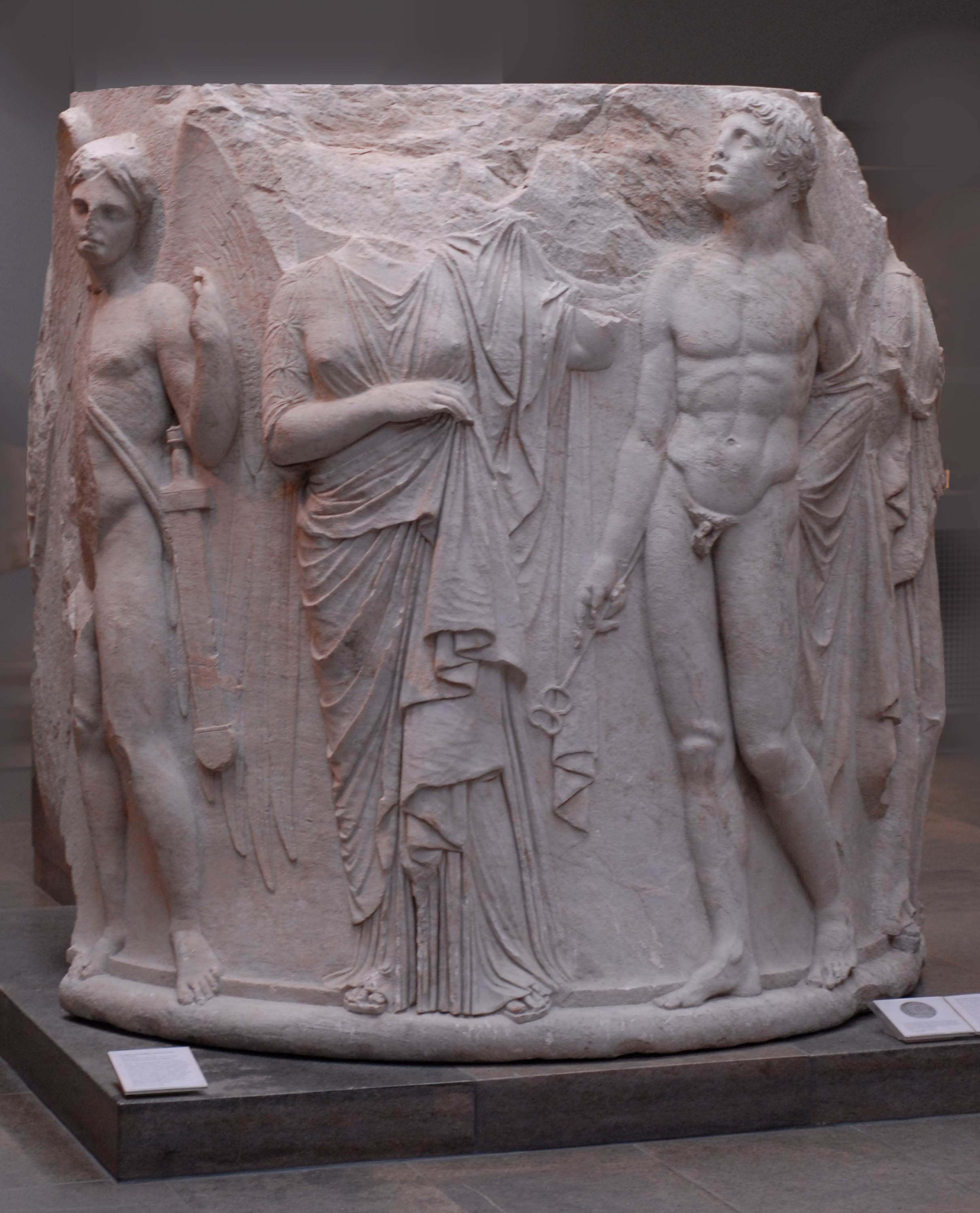
阿提蜜絲神殿的遺跡，公元前4世紀
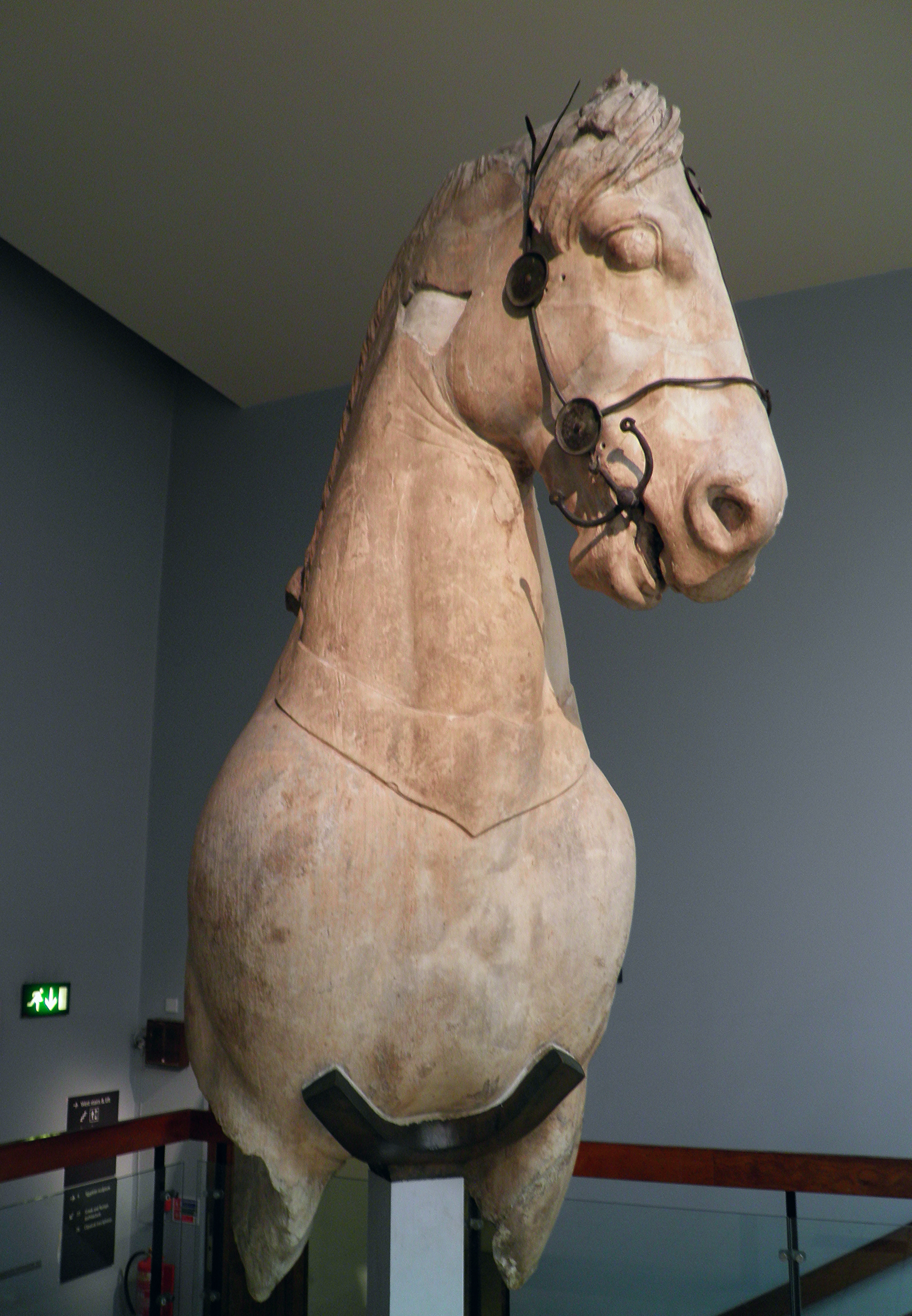
摩索拉斯王陵墓的馬雕像，公元前4世紀

### 亚洲馆
大英博物馆亚洲馆的藏品既多且杂，这近75,000件藏品见证了亚洲大陆从新石器时代到现在的物质文明的发展。这里有为数众多的藏品来源于大不列颠帝国早期殖民地的官员和探险家。例如，东方陶瓷学会会长、英国希腊裔收藏家尤摩弗帕勒斯在20世纪三十年代带走了大批中国的古董；英国东印度公司的查理斯·斯图尔特、詹姆斯·普林塞普等人收藏了大量印度的文物。

#### 源自中国
大英博物馆中总计收藏了2.3万件来自中国的各种文物。

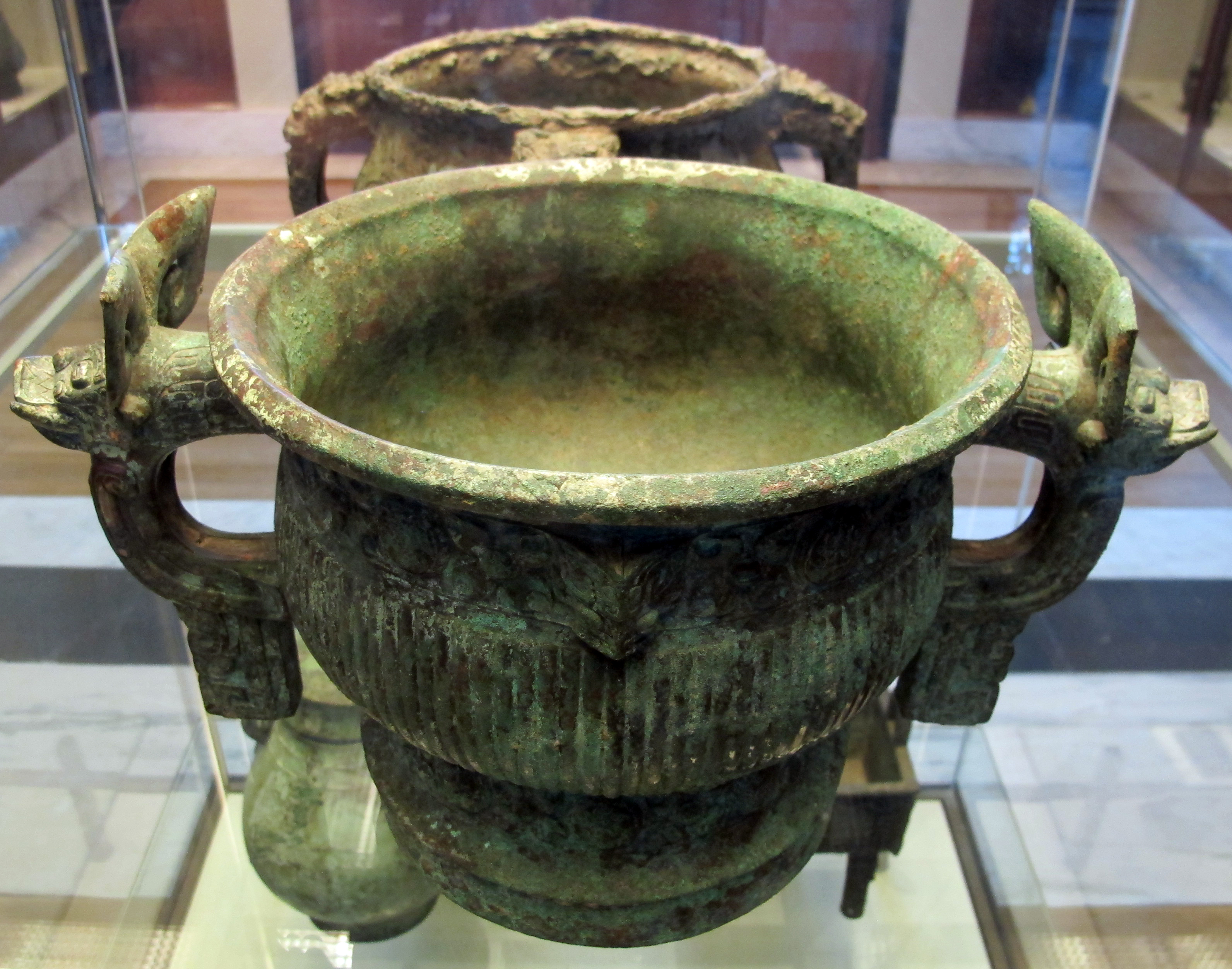
康侯簋，约公元前11世纪。
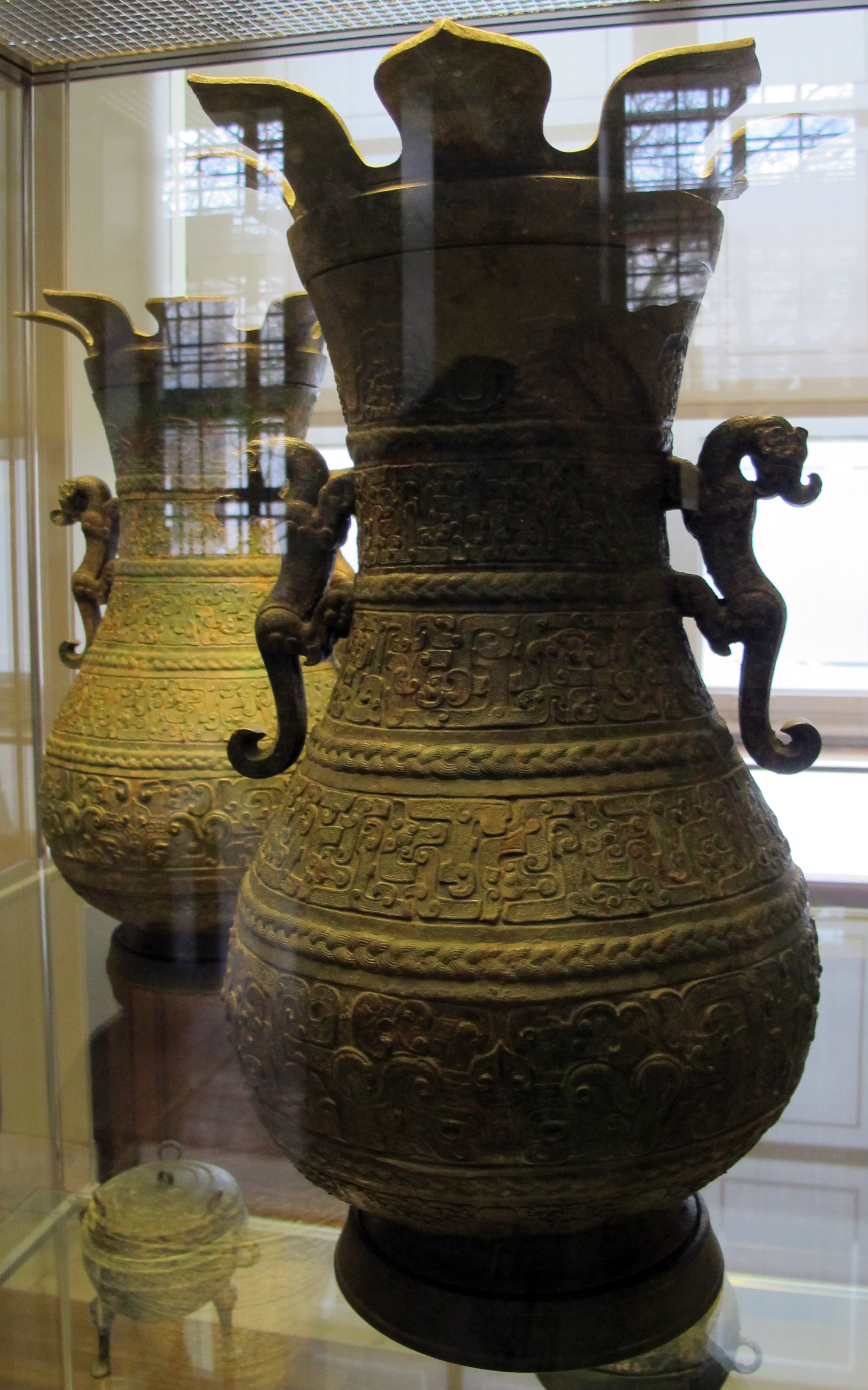
辉县铜壶，东周。
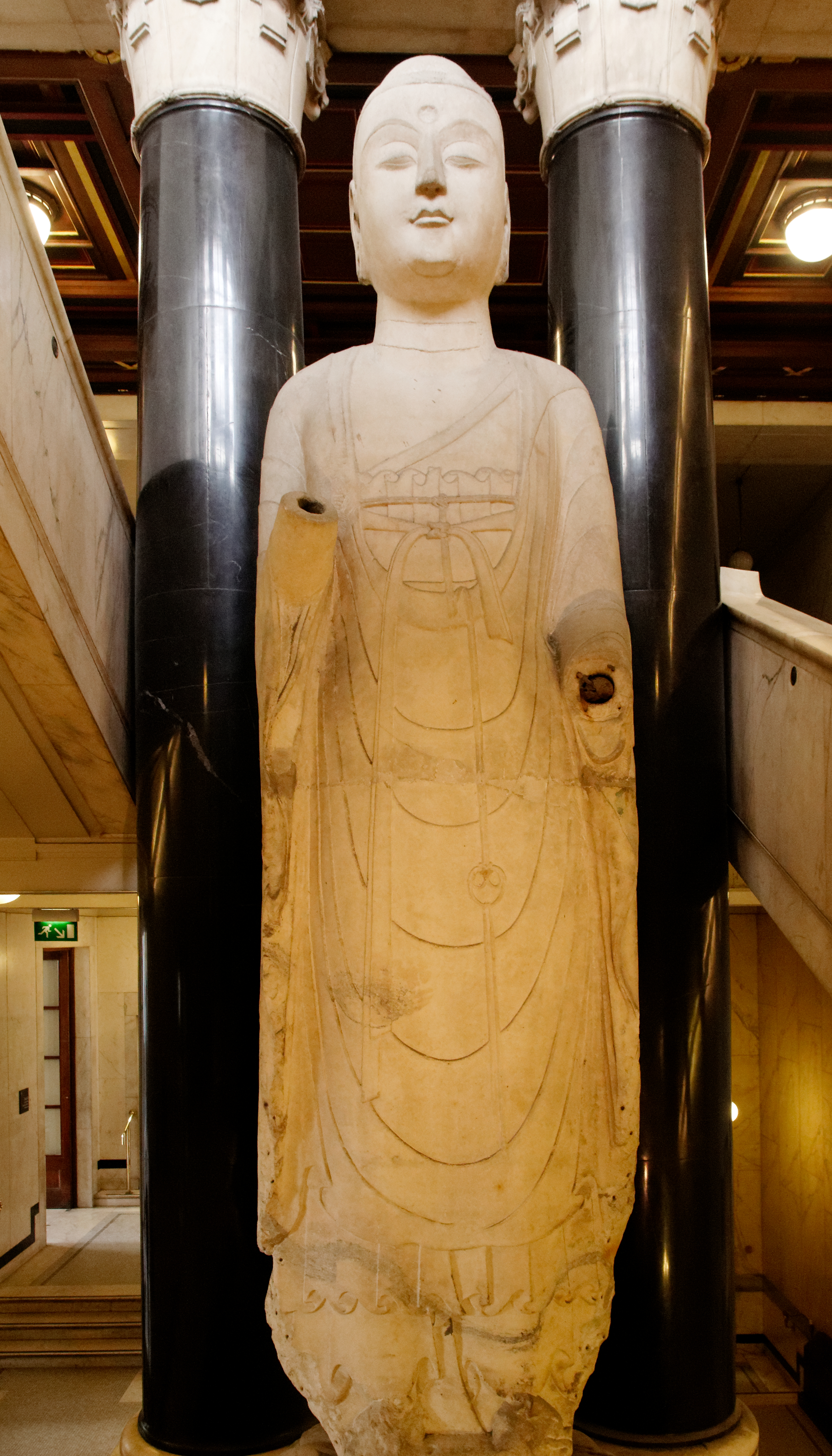
隋阿弥陀佛像, 585年。
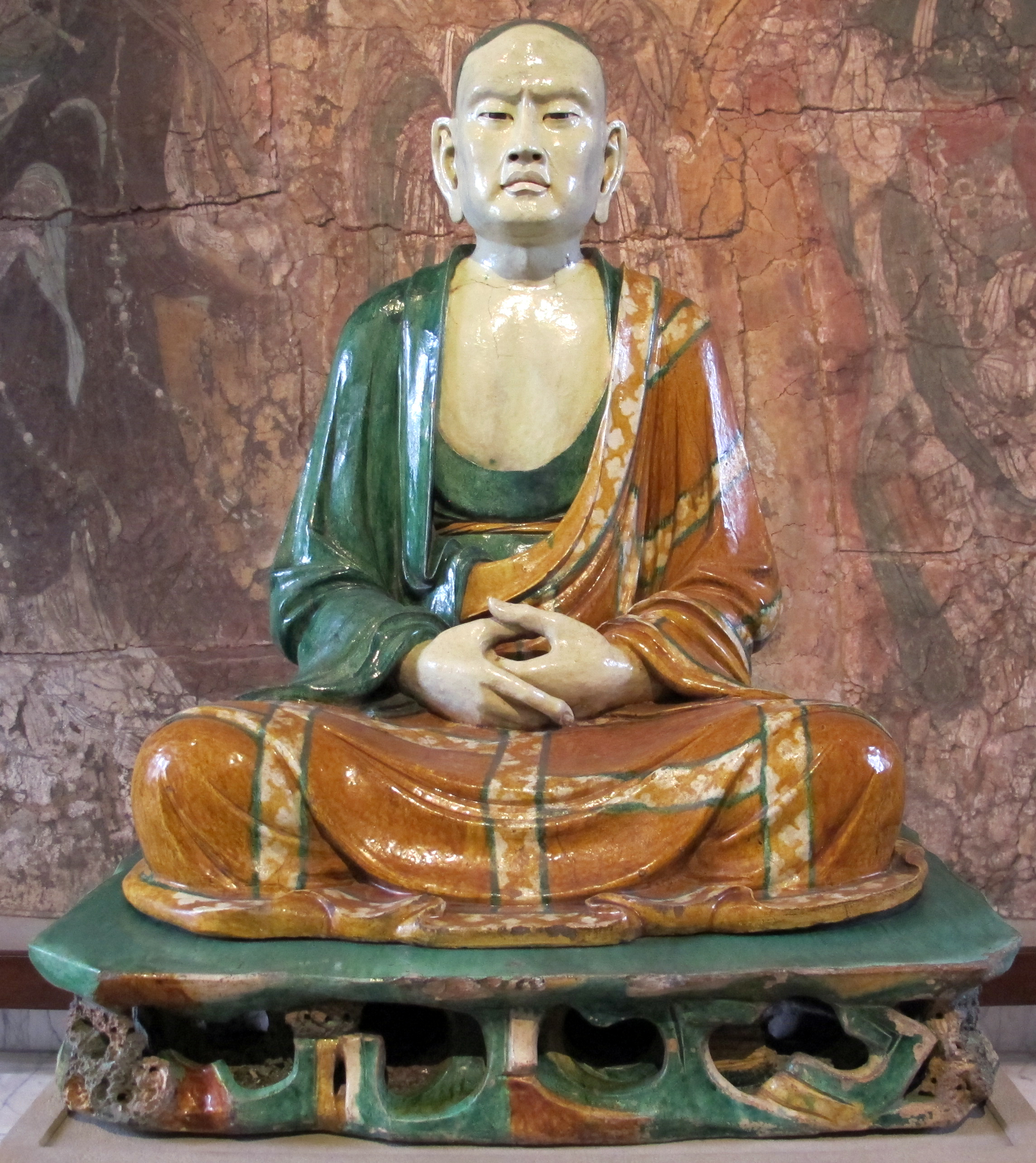
遼三彩羅漢像，907年-1125年。
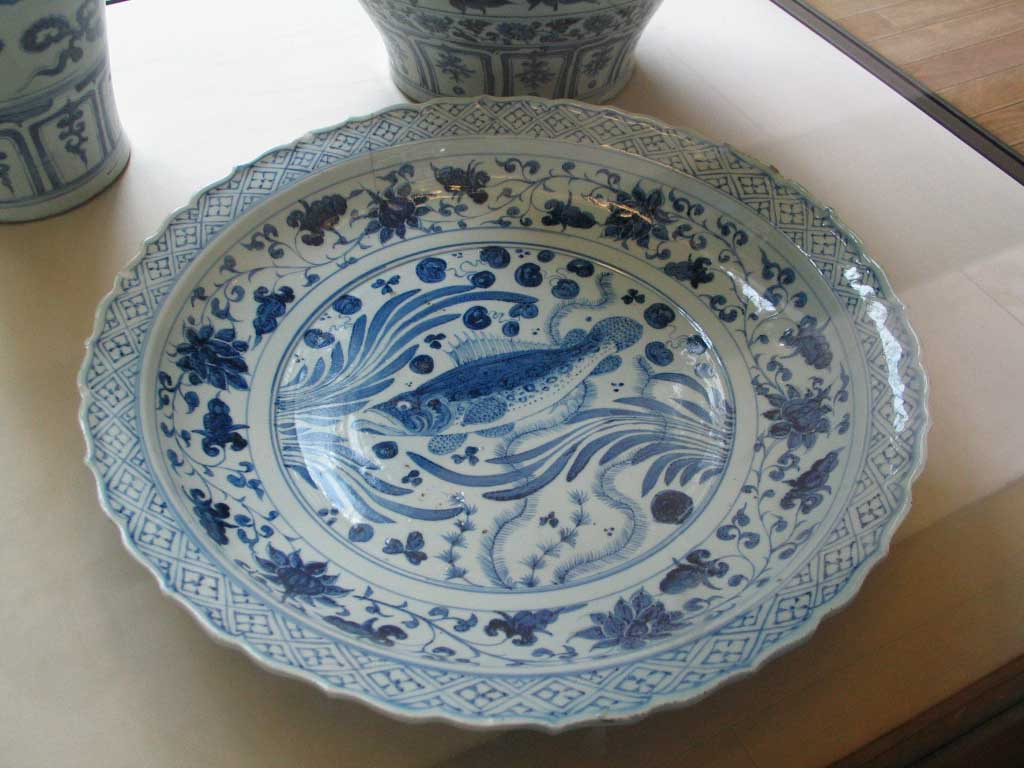
元鳜鱼青花瓷盘。
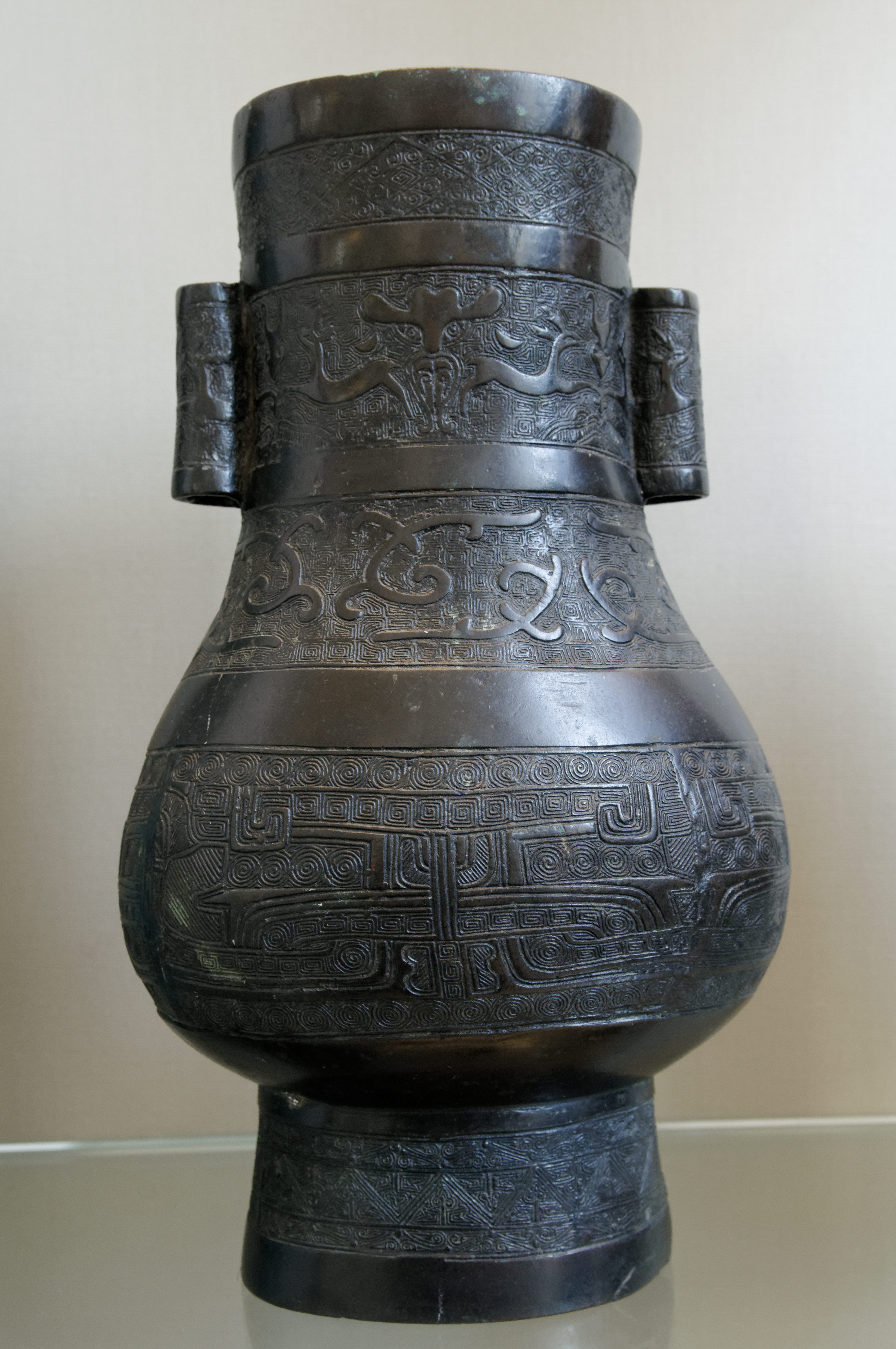
明祭坛插画壶，15-16世纪。
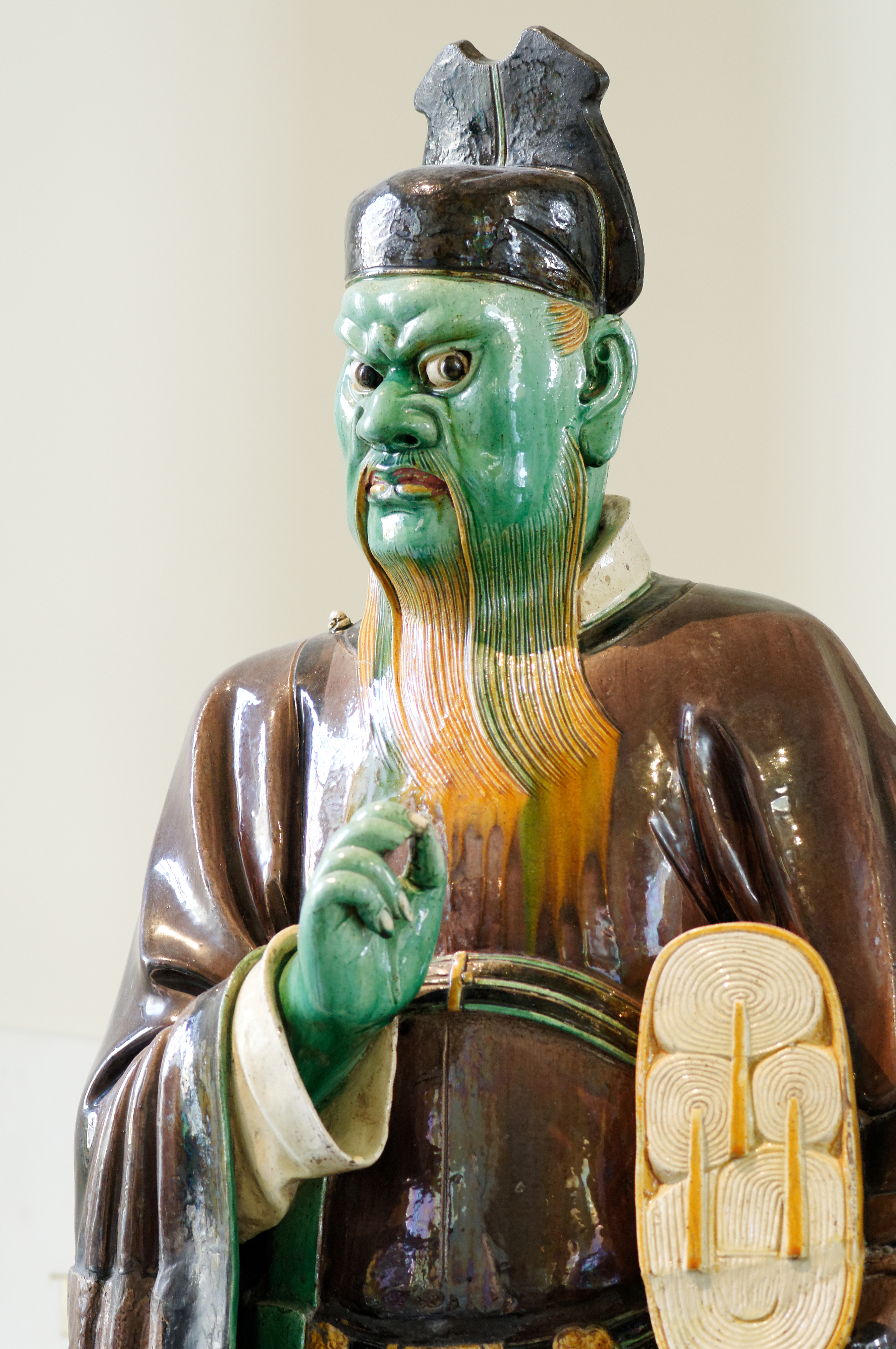
明地府判官像，16世纪。
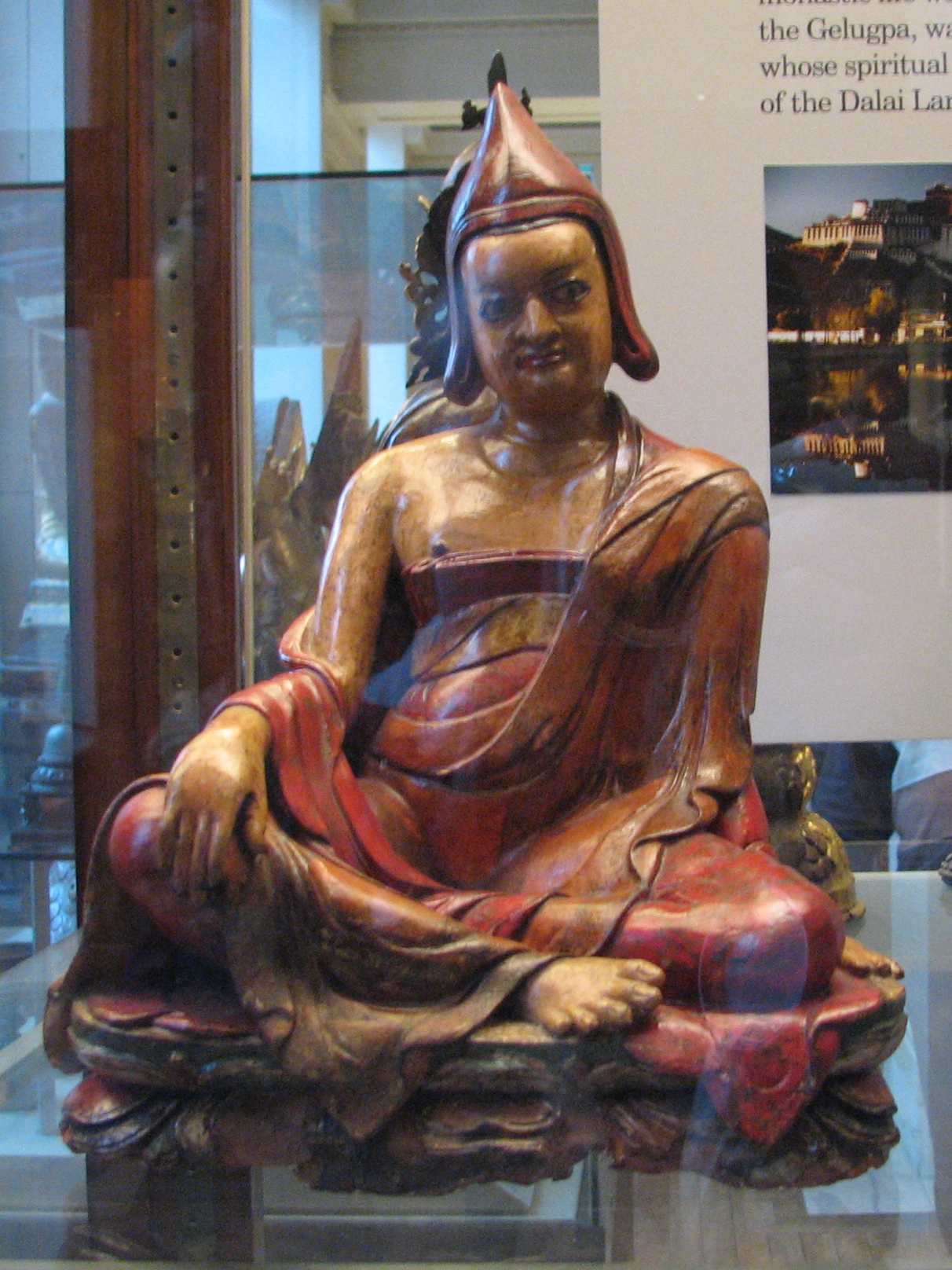
喇嘛坐像，19世纪。
顾恺之《女史箴圖》，5世纪-8世纪。
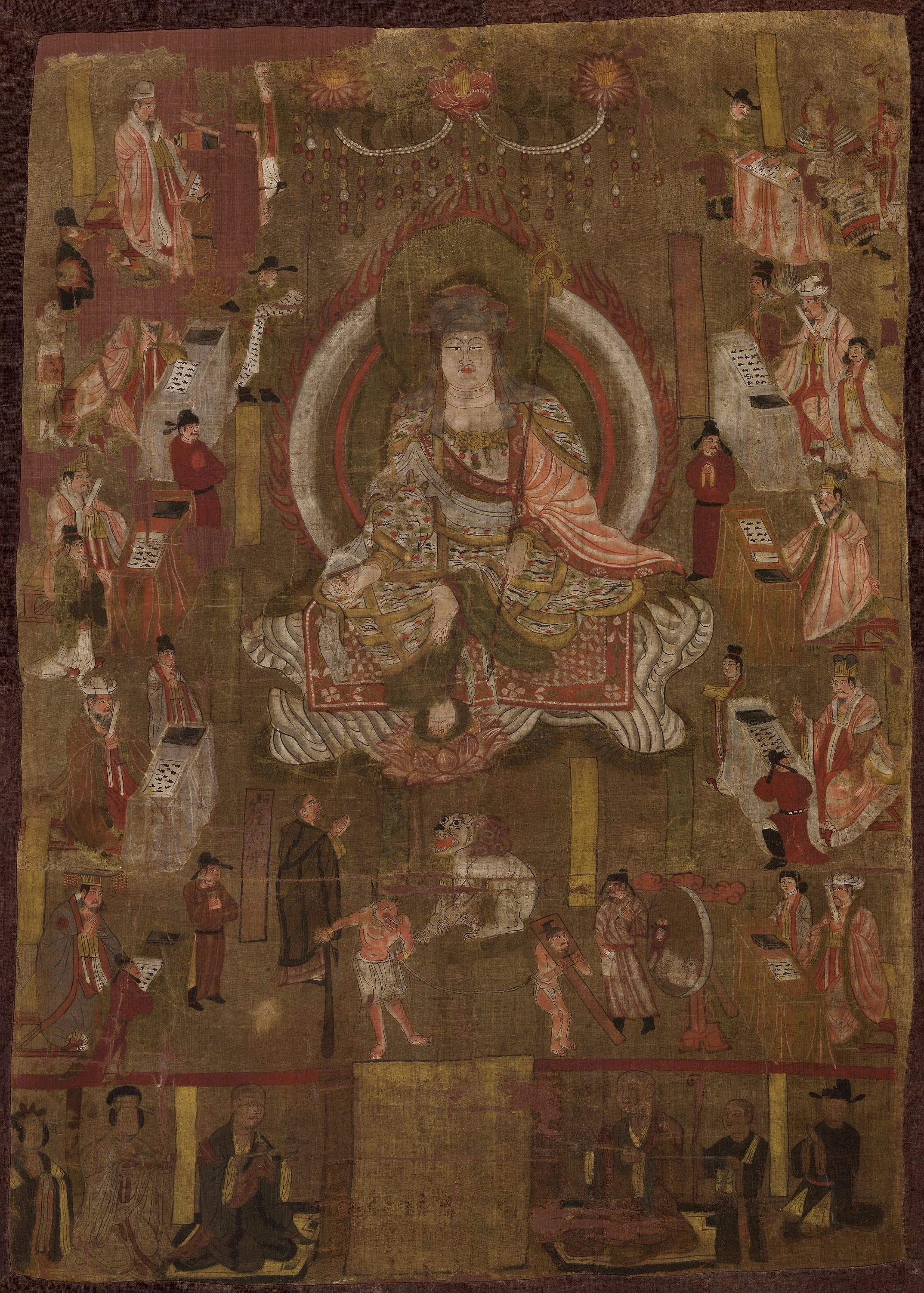
敦煌五代绢画《地藏十王图》，9世纪晚期-10世纪早期

#### 其它亚洲国家

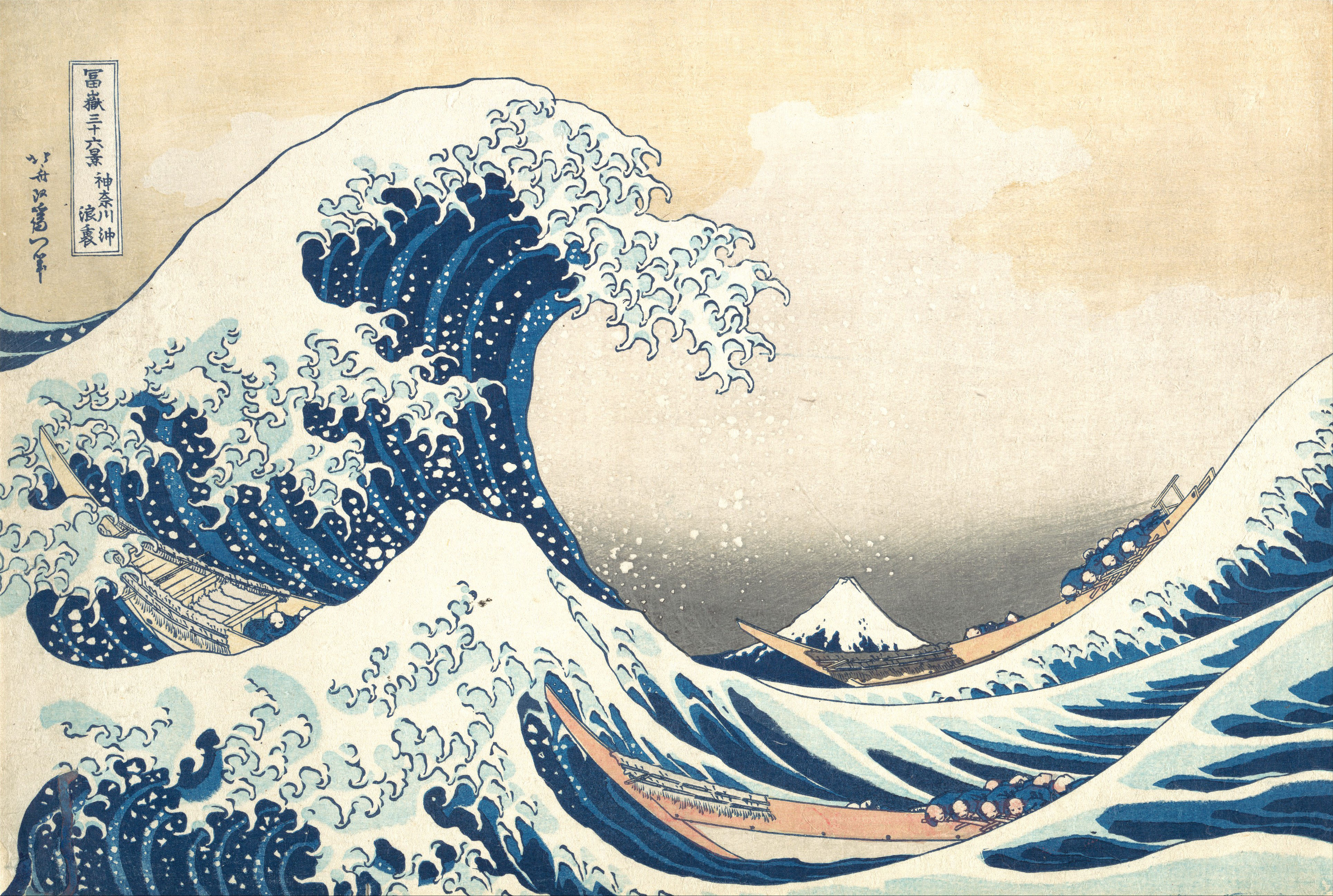
葛饰北斋《神奈川沖浪裏》，日本，1829年–1833年。
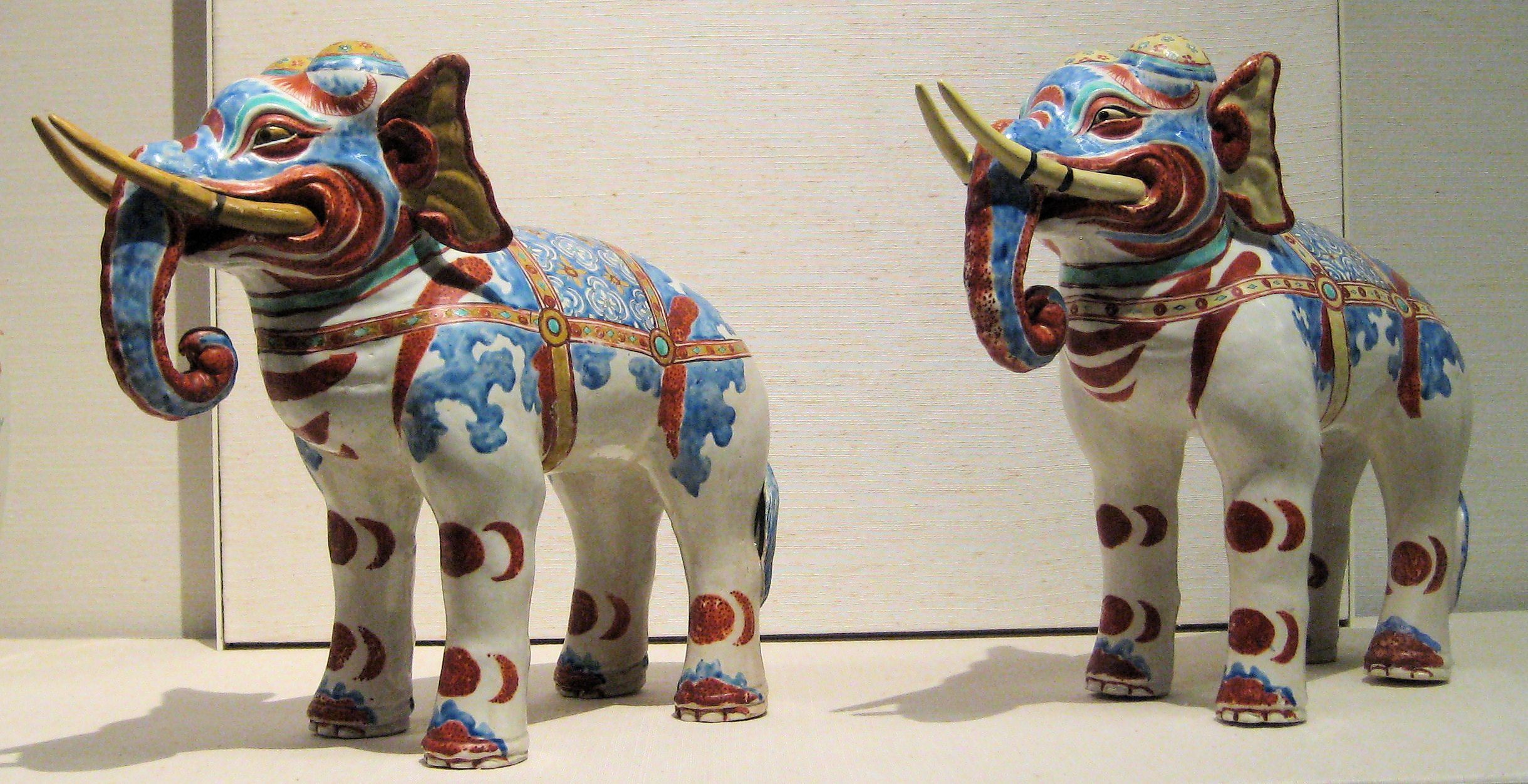
珐琅瓷双象，日本，1600年-1690年（德川时代）。
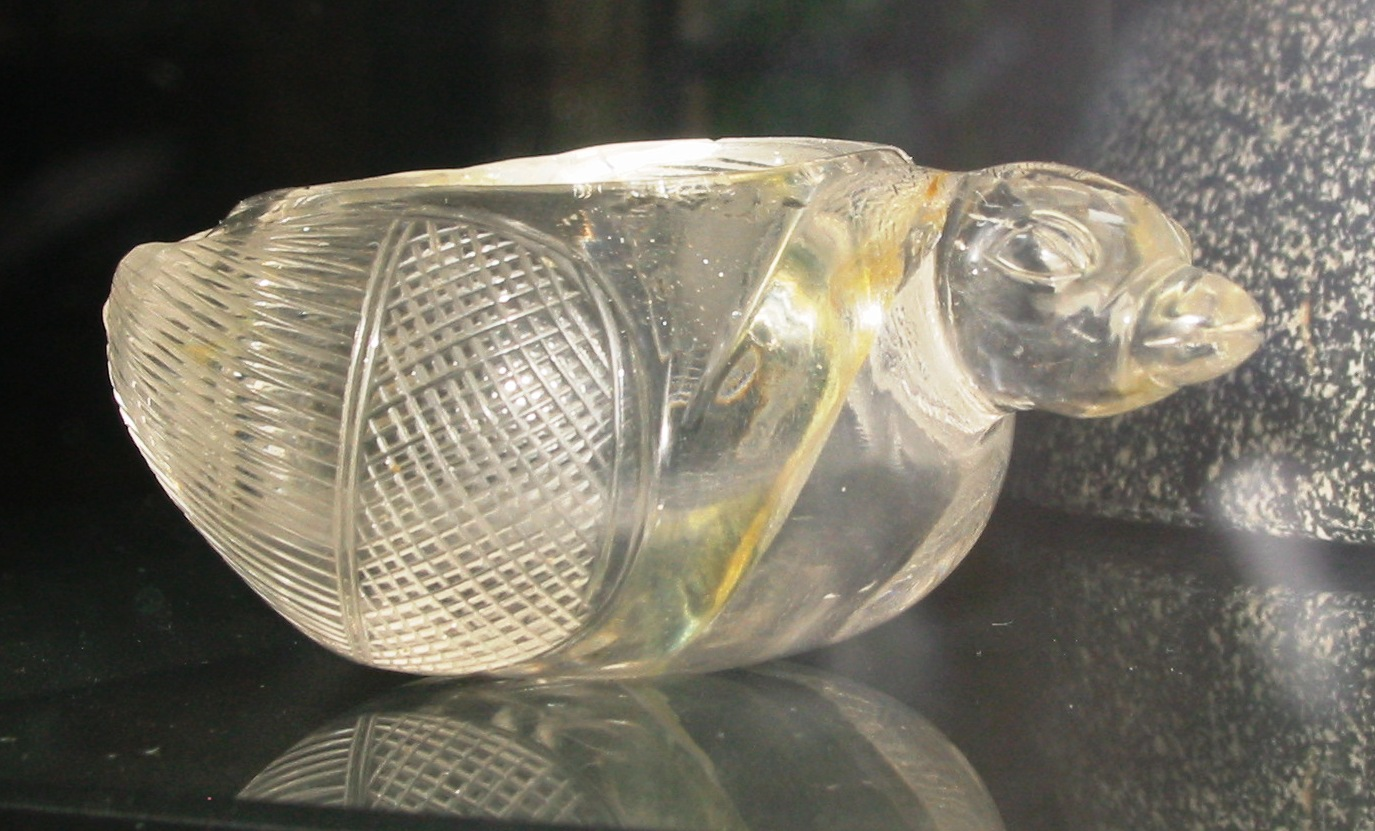
祭祀用水晶天鹅碗，巴基斯坦，公元前1世纪。
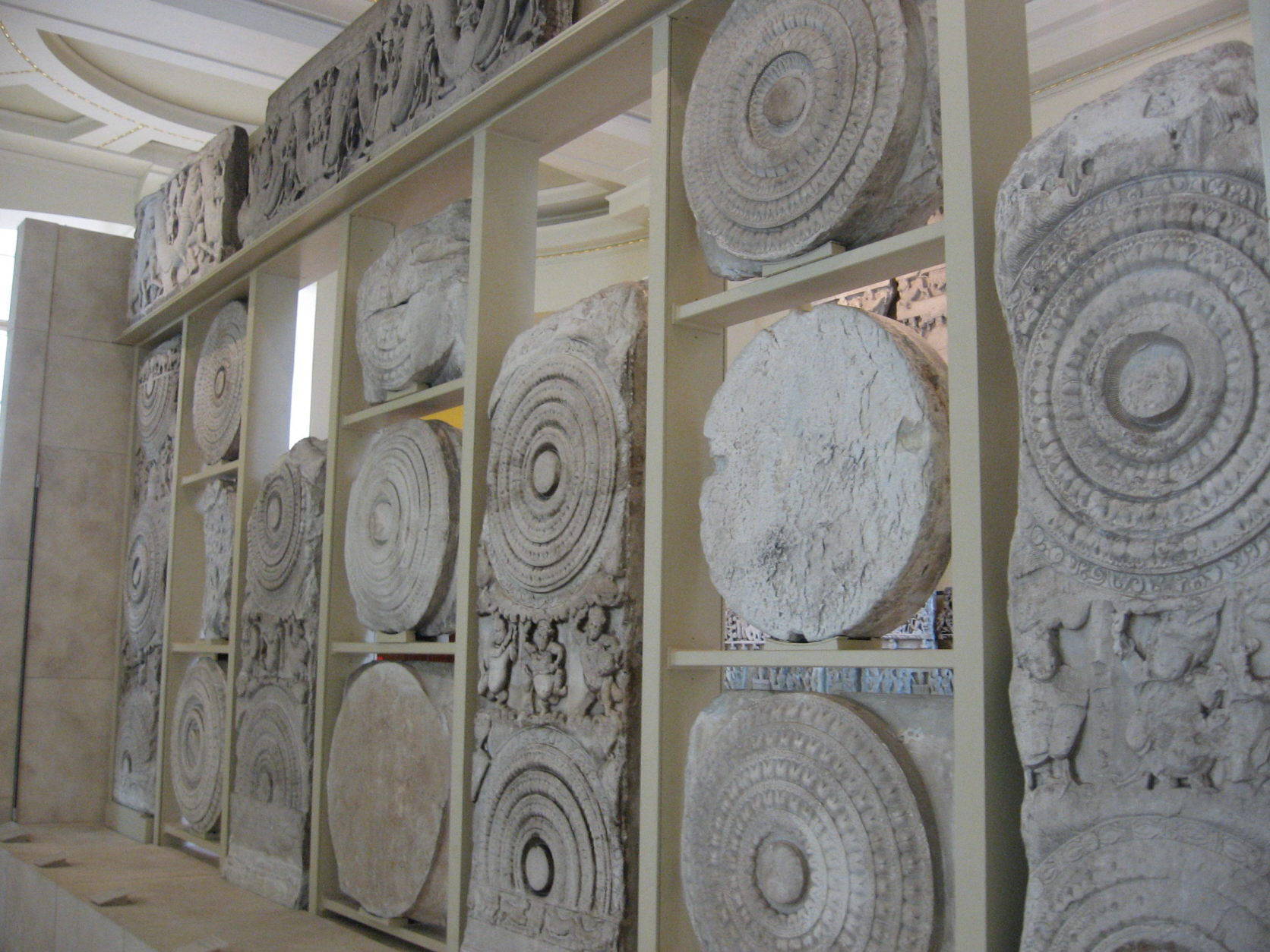
阿姆若瓦提藏雕塑，印度，公元前3世纪-1世纪。
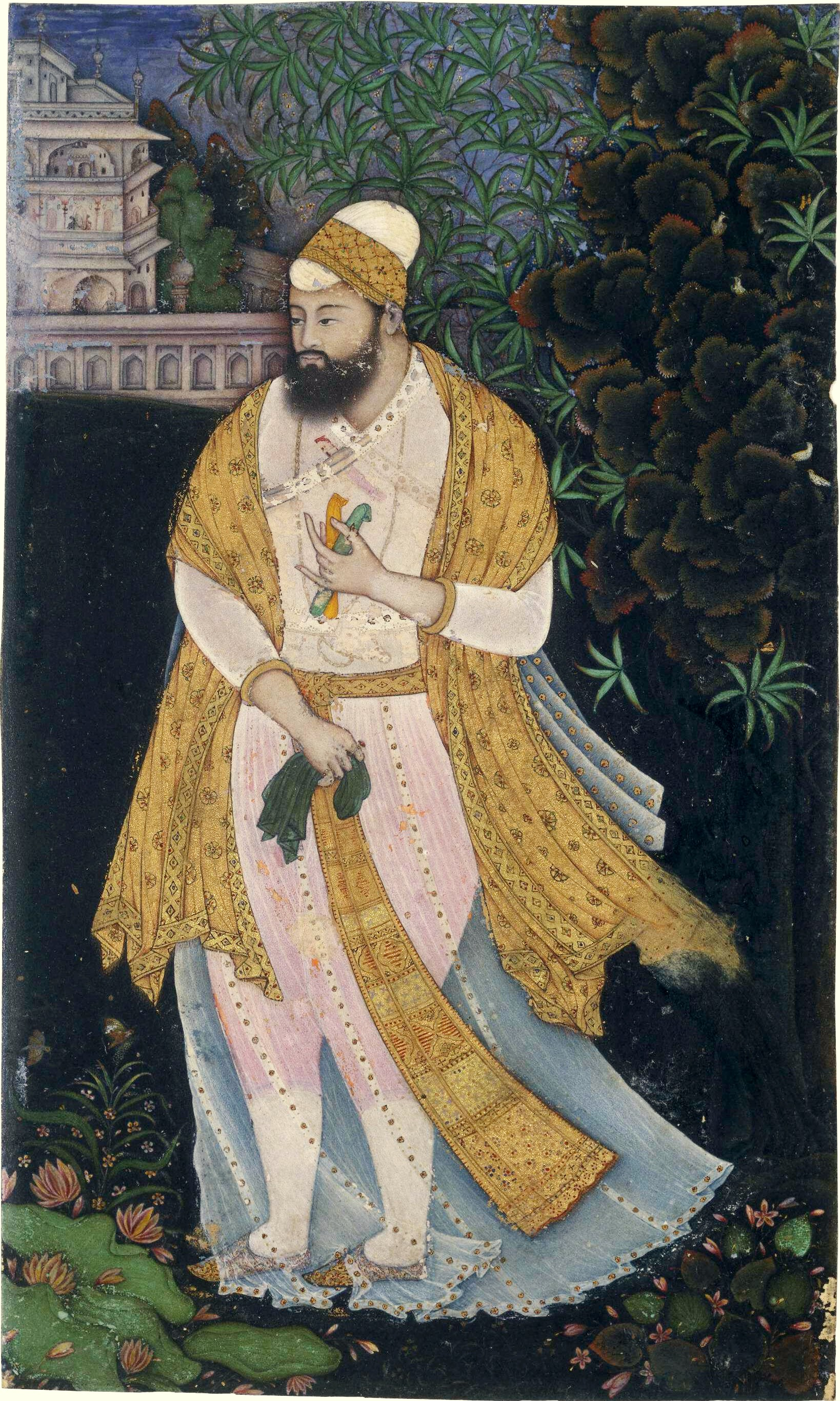
易卜拉欣·阿迪尔沙阿二世肖像，印度(1580–1626)（莫卧儿王朝）。
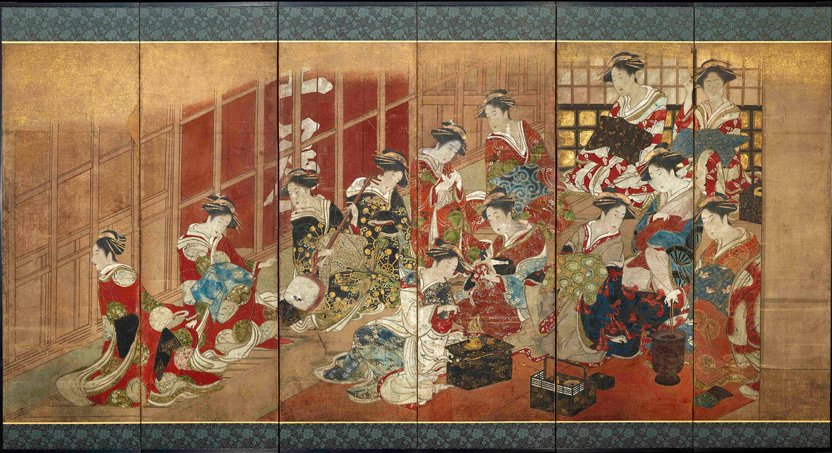
《玉屋藏娇》，日本，约1770年-1780年（德川时代）。
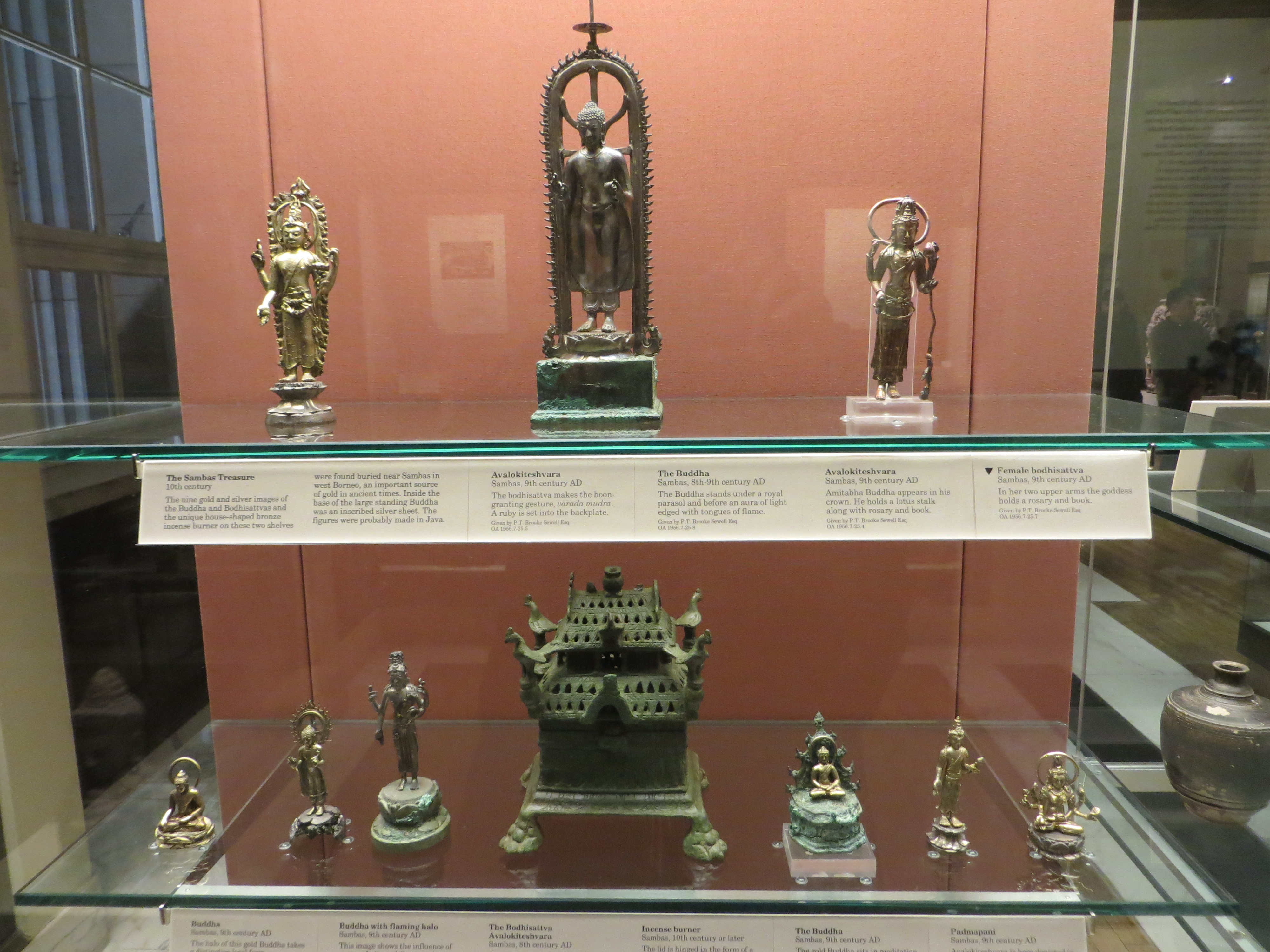
金银佛像，印度尼西亚，8世纪-9世纪。
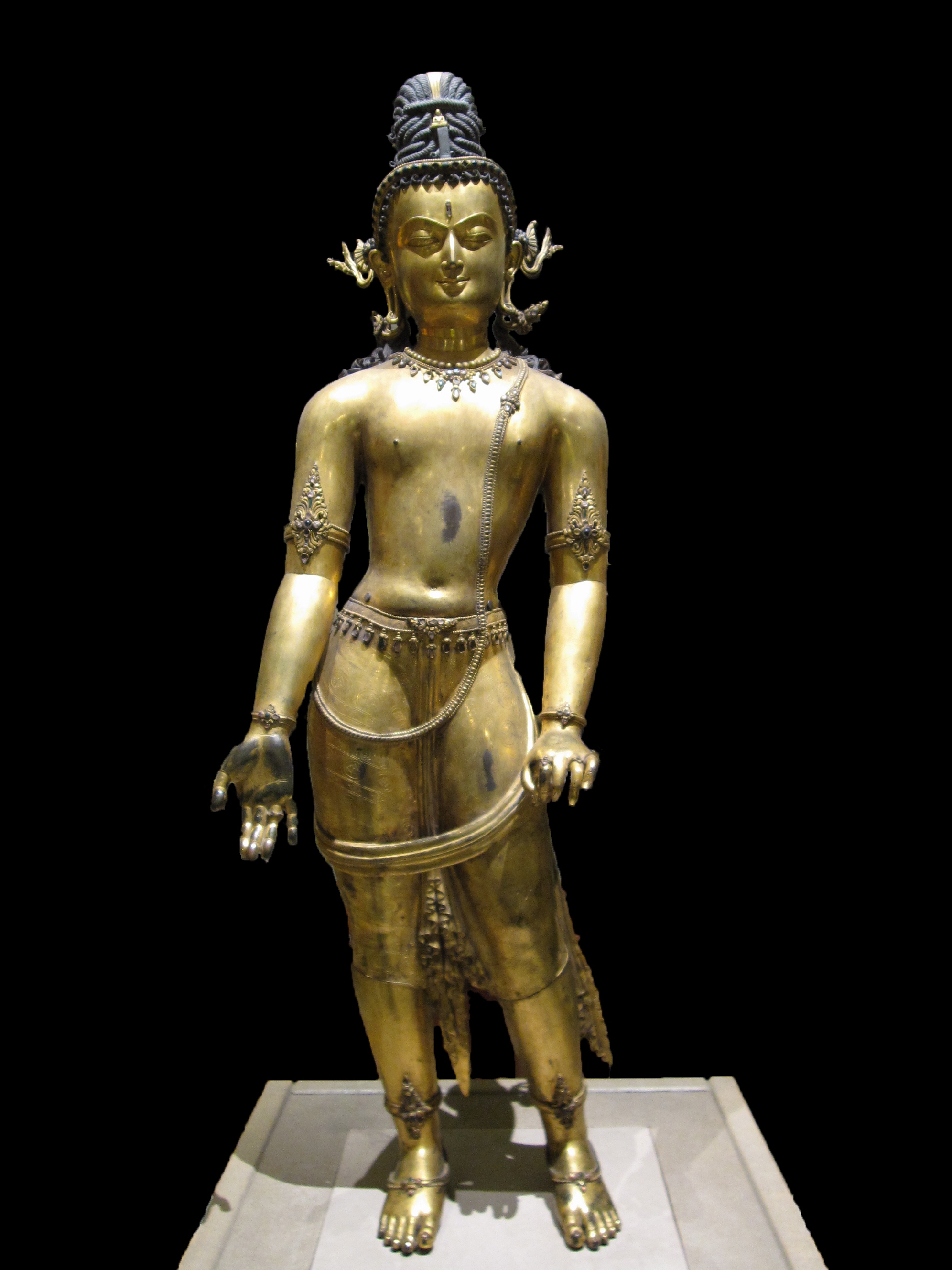
鍍金青銅的觀世音菩薩像，尼泊爾，公元 16 世紀
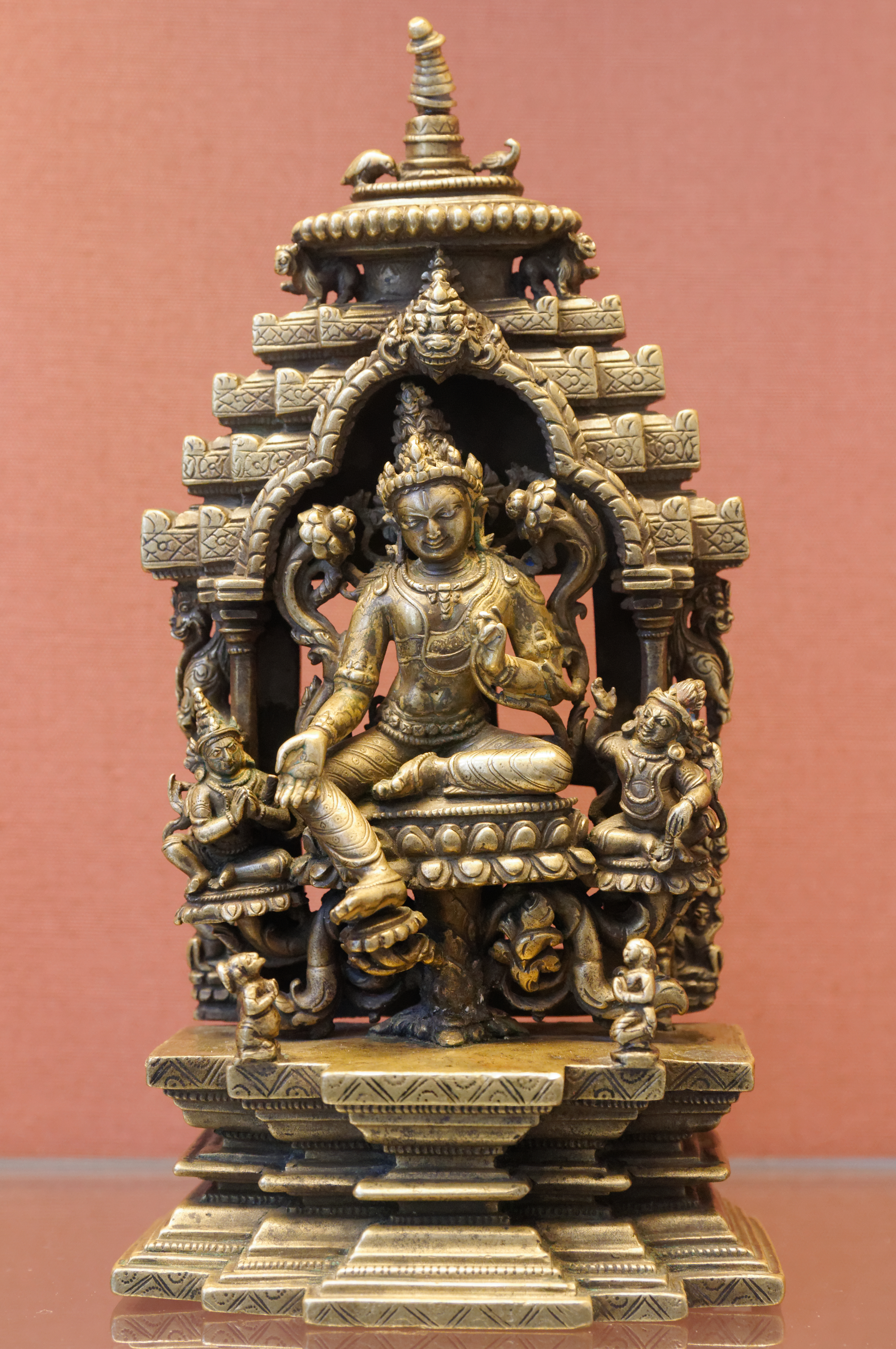
卡薩帕納觀音菩薩加冕像，印度，公元 12 世紀
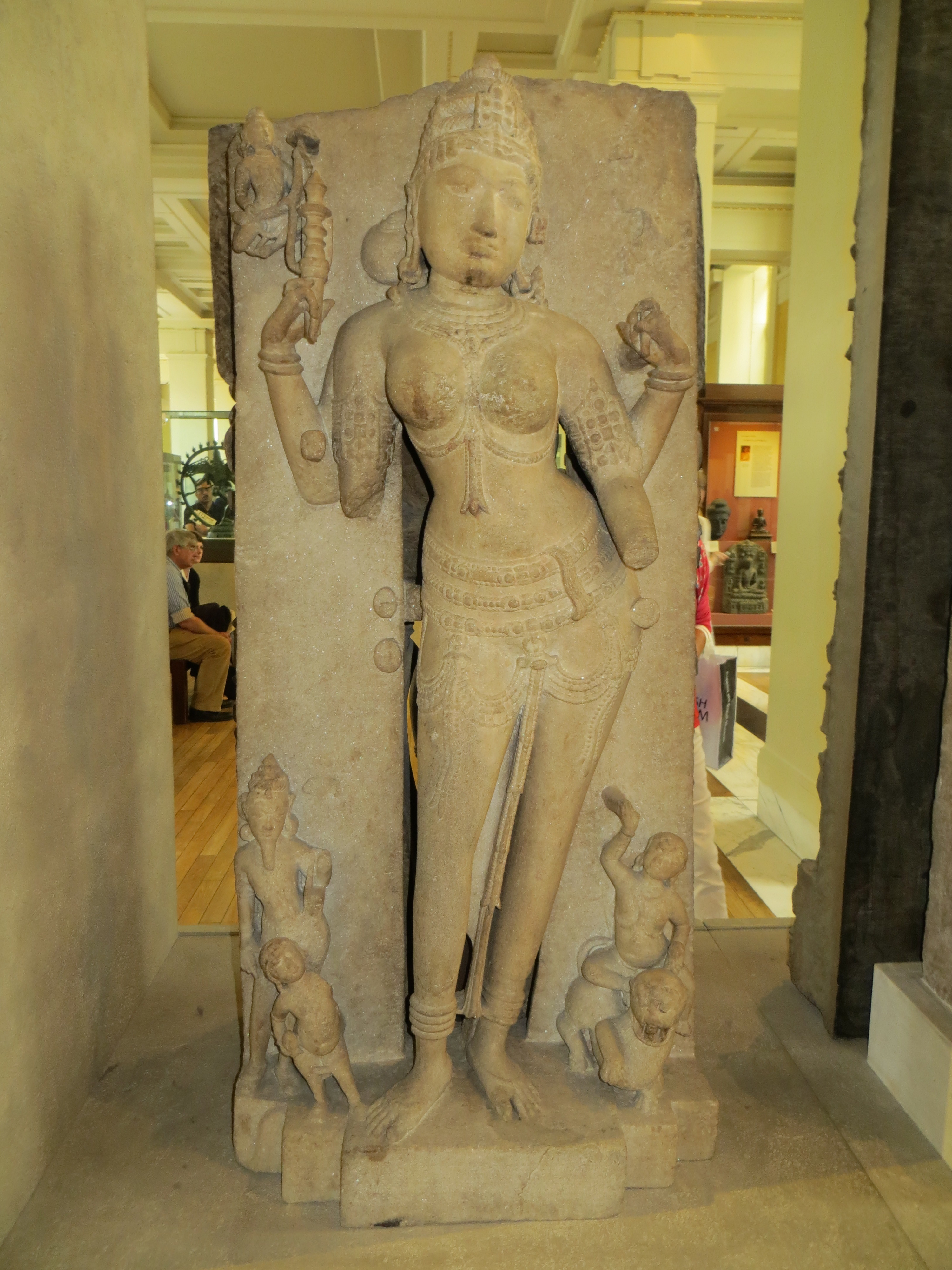
女神Ambika，印度，公元1034年
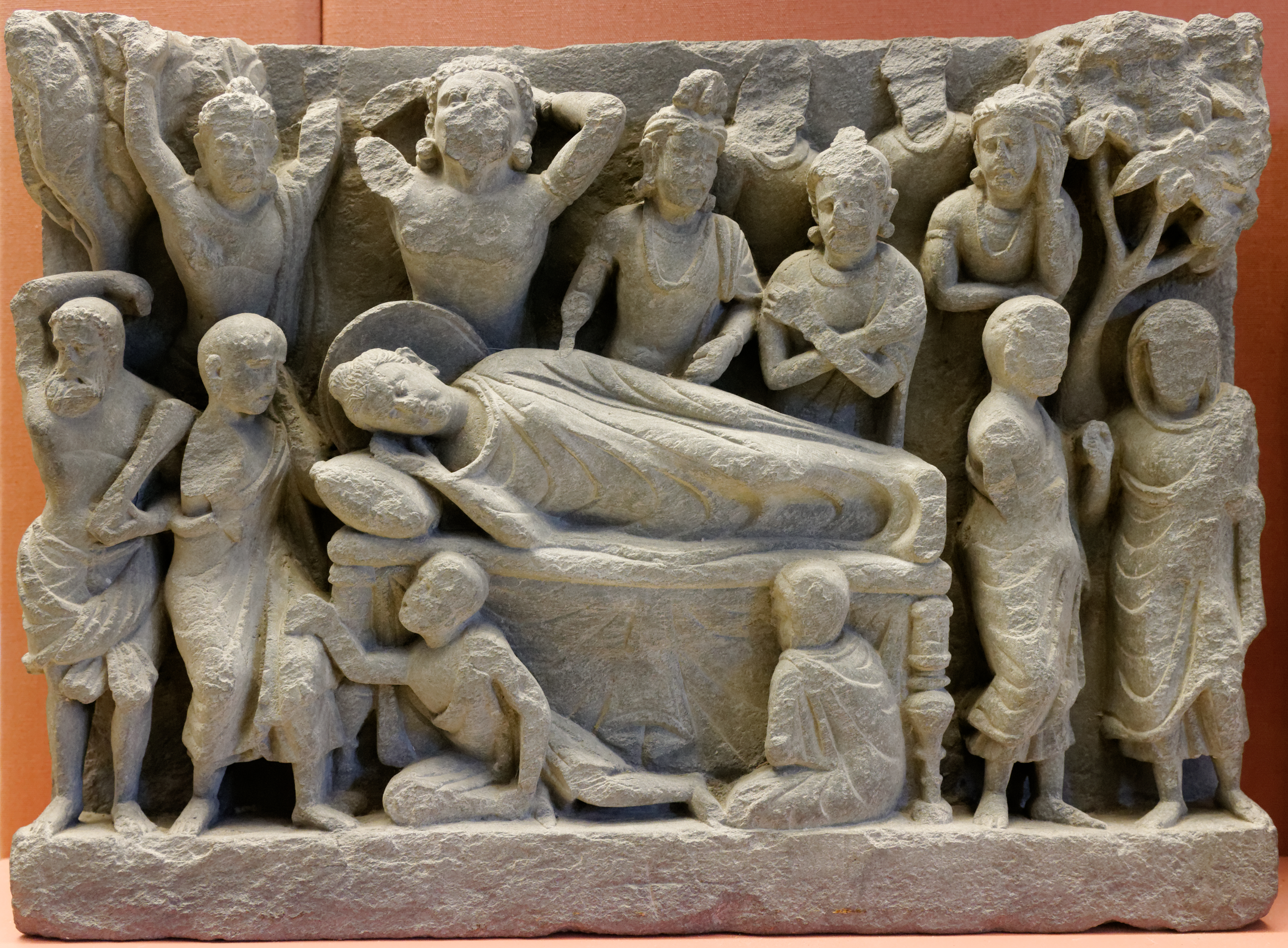
佛陀之死石雕，巴基斯坦，公元 1-3 世紀
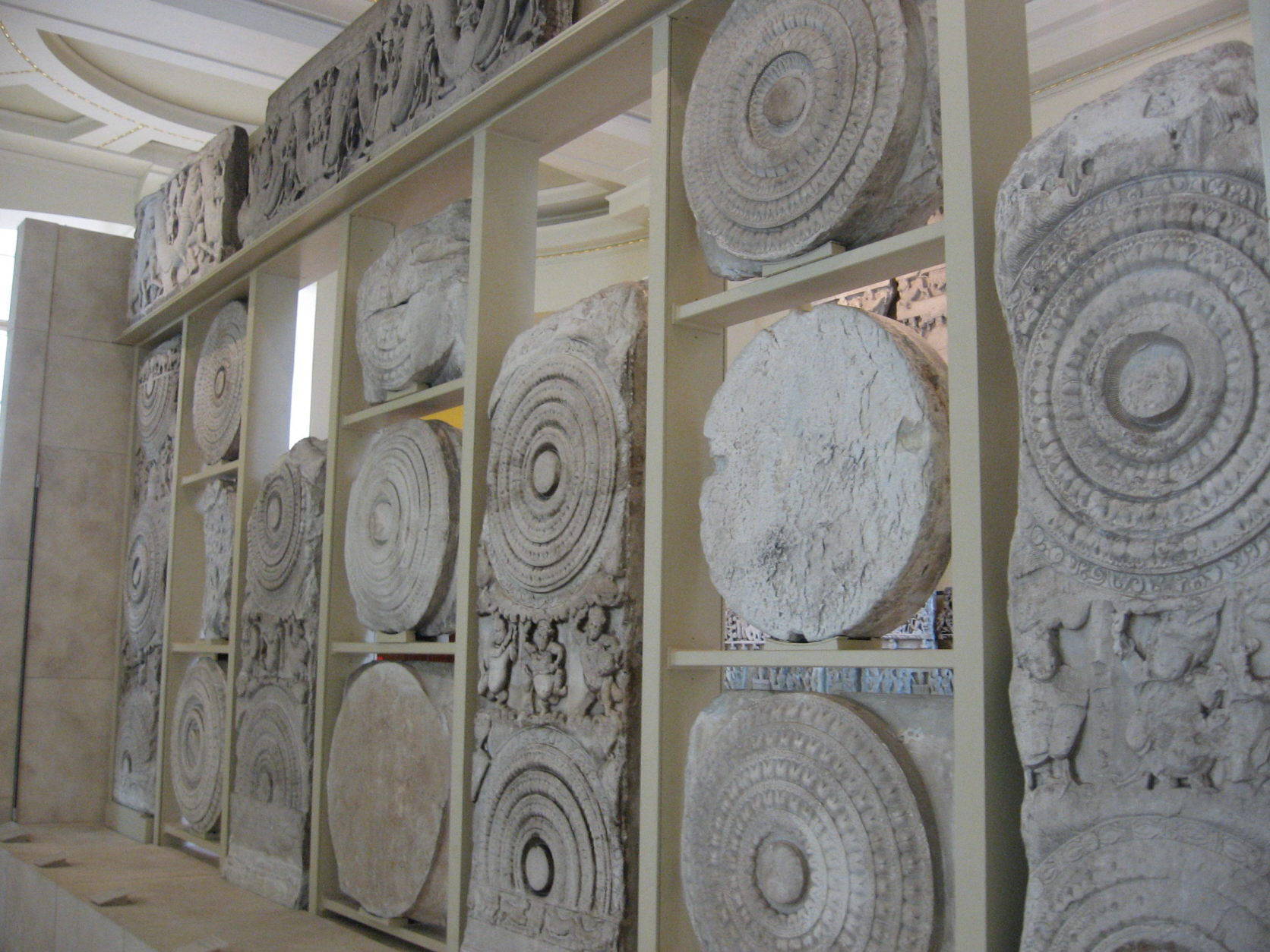
阿馬拉瓦蒂大理石，印度，公元前 1 世紀至公元 8 世紀
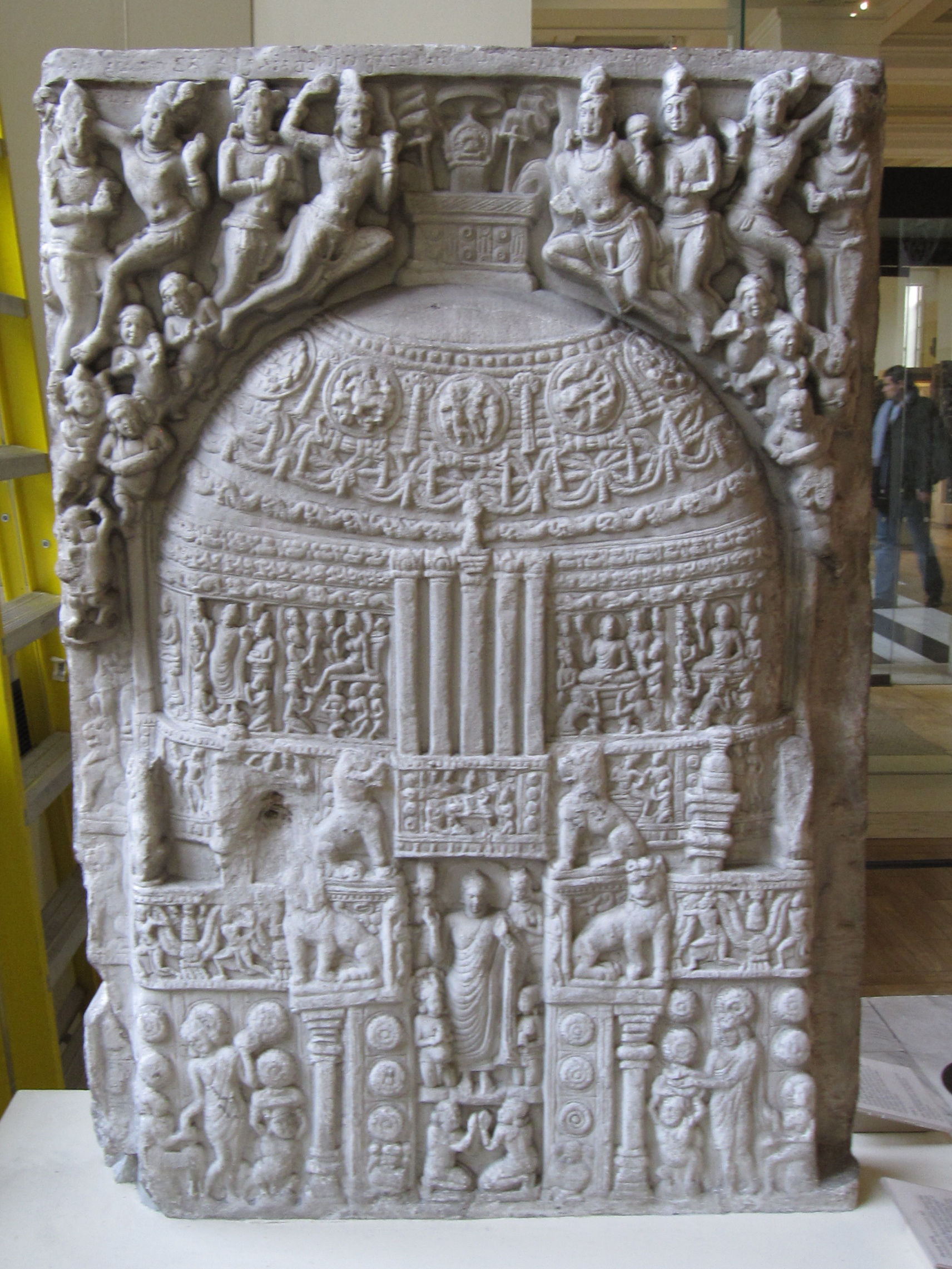
阿馬拉瓦蒂大理石，印度，公元前 1 世紀至公元 8 世紀
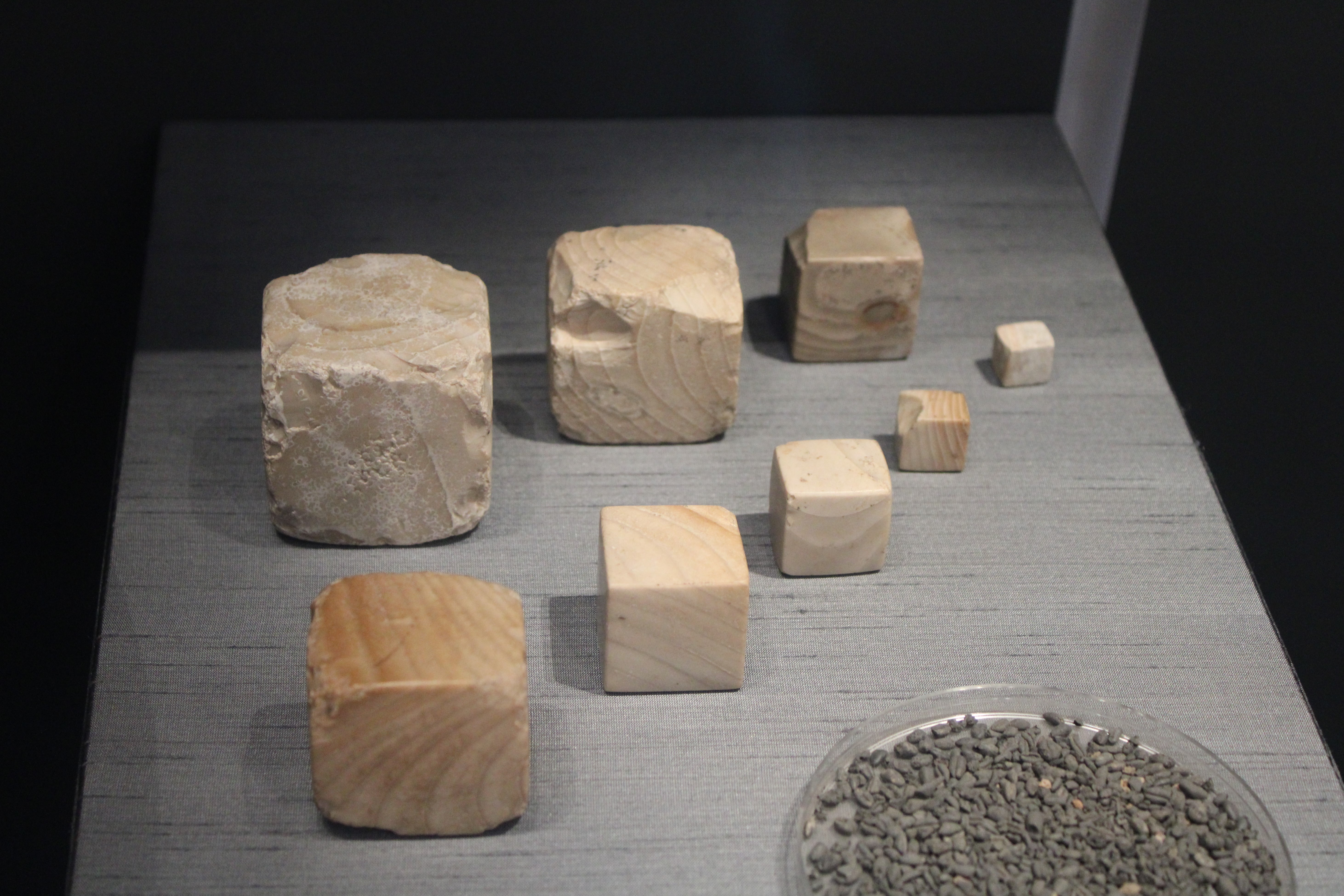
摩亨佐-達羅用燧石製成的立方砝碼，巴基斯坦，公元前 2600-1900 年
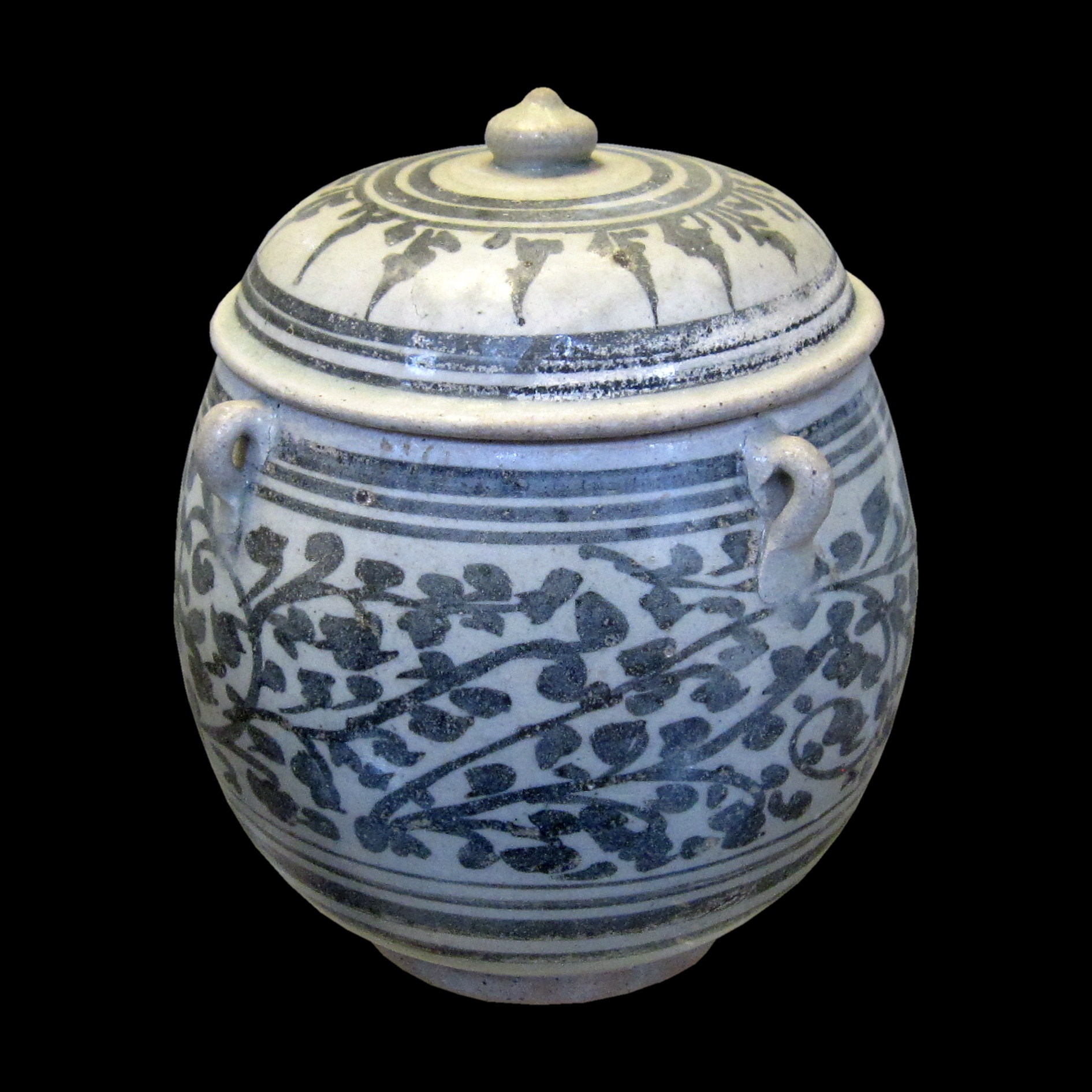
帶釉下裝飾的帶蓋懸掛罐，泰國，公元 14 至 16 世紀

### 非洲、大洋洲和美洲馆
大英博物館收藏了來自非洲、大洋洲和美洲的民族古物，代表了世界各地土著人民的文化。這些共達350,000 多件物品描述了來自三大洲的人類歷史和許多豐富多樣的文化；現代文物的收集工作則正在進行中。該部門的物品大多在地面和較低樓層的幾個畫廊中展出。

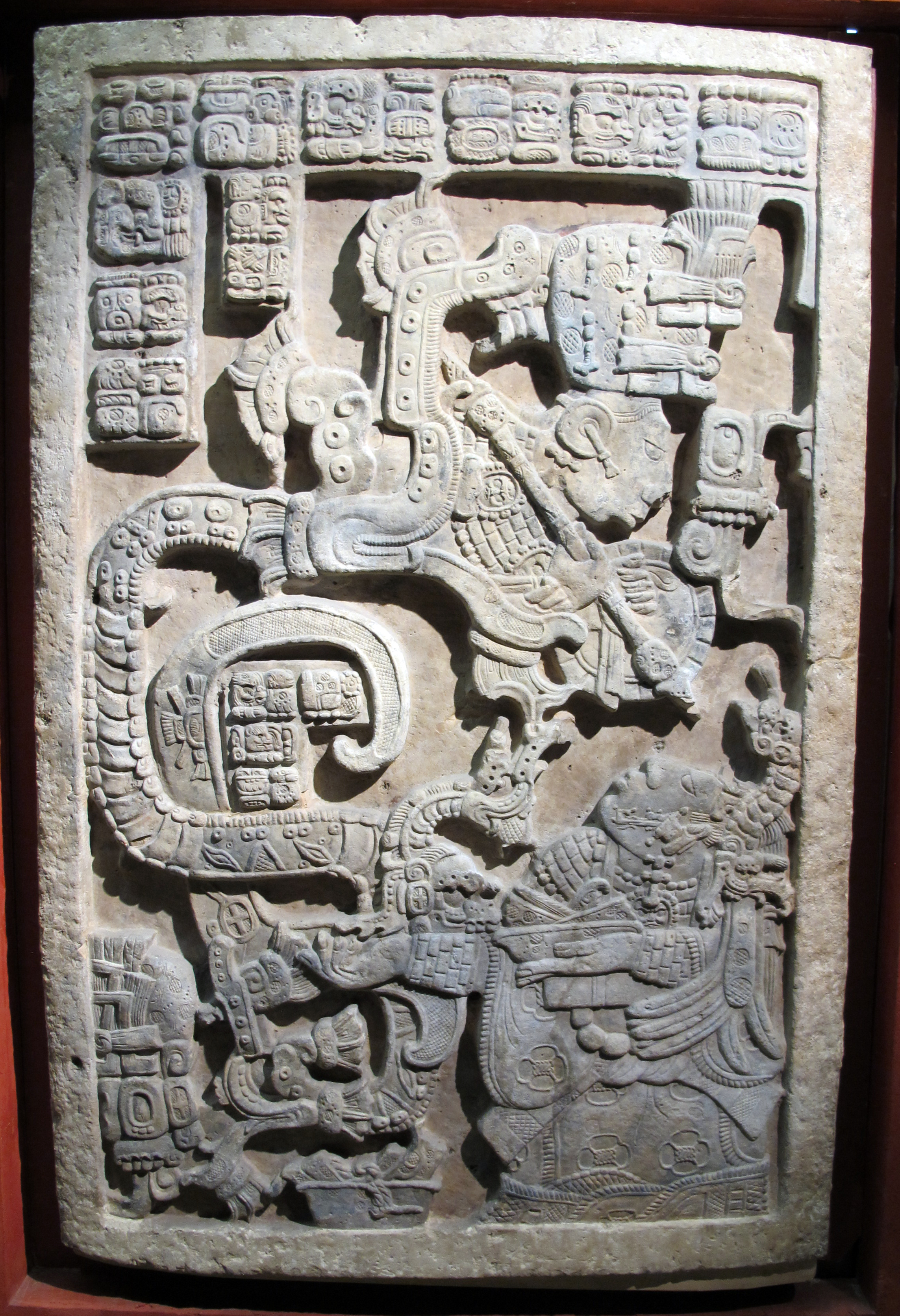
玛雅文明石门，墨西哥，公元600年-900年。
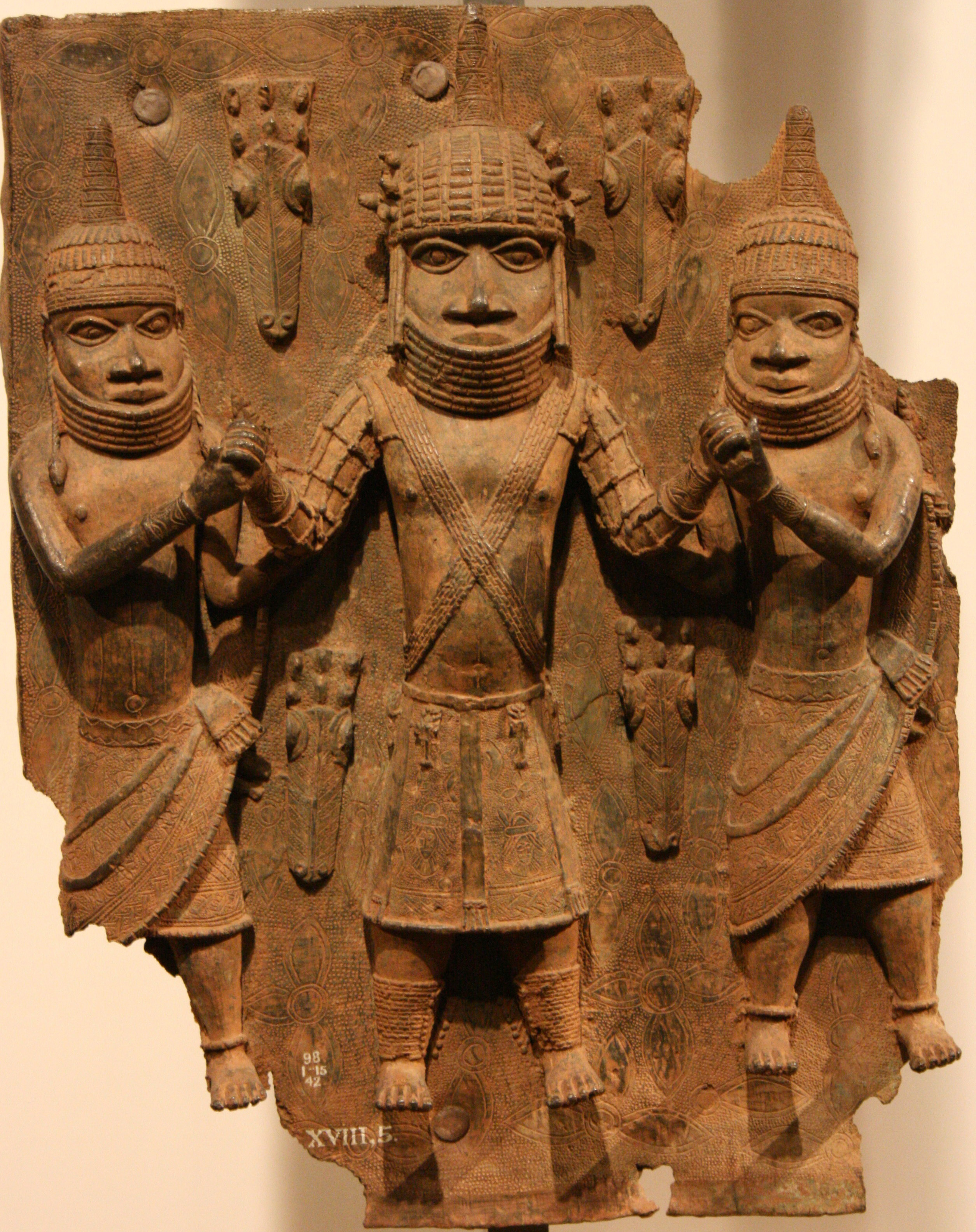
黄铜饰板，尼日利亚，1500年-1600年。
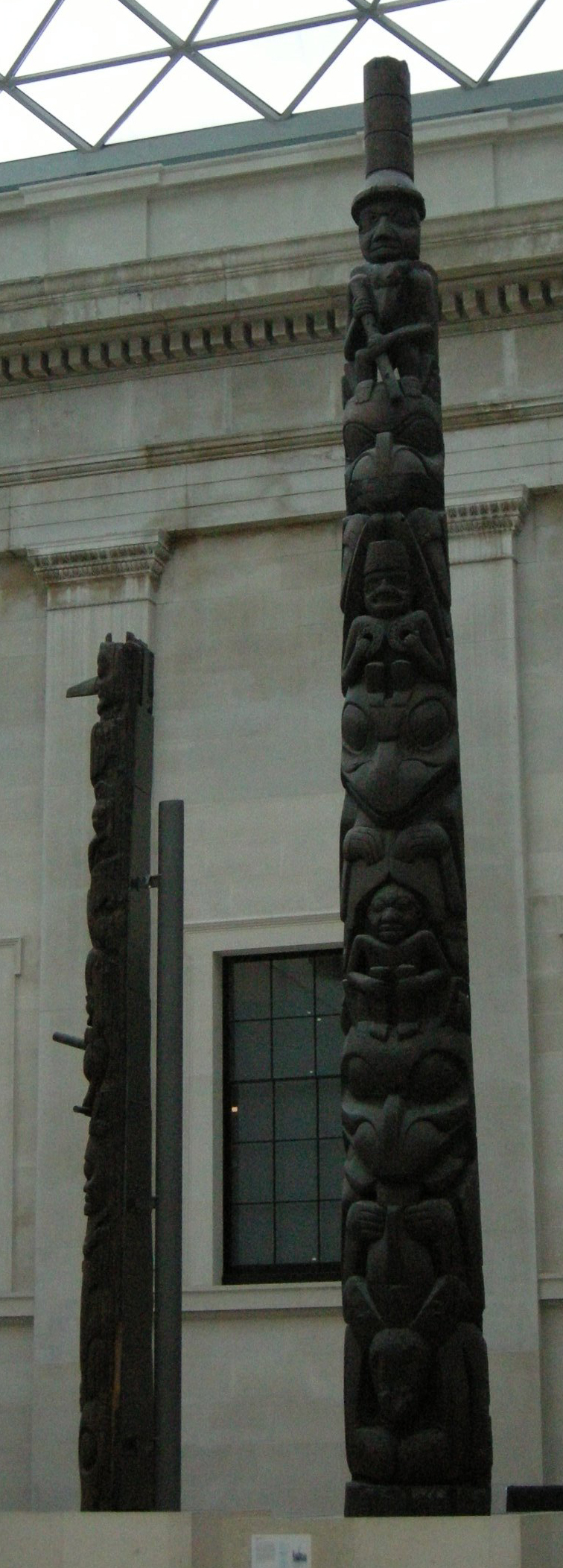
屋前图腾柱[33]，加拿大，1850年。
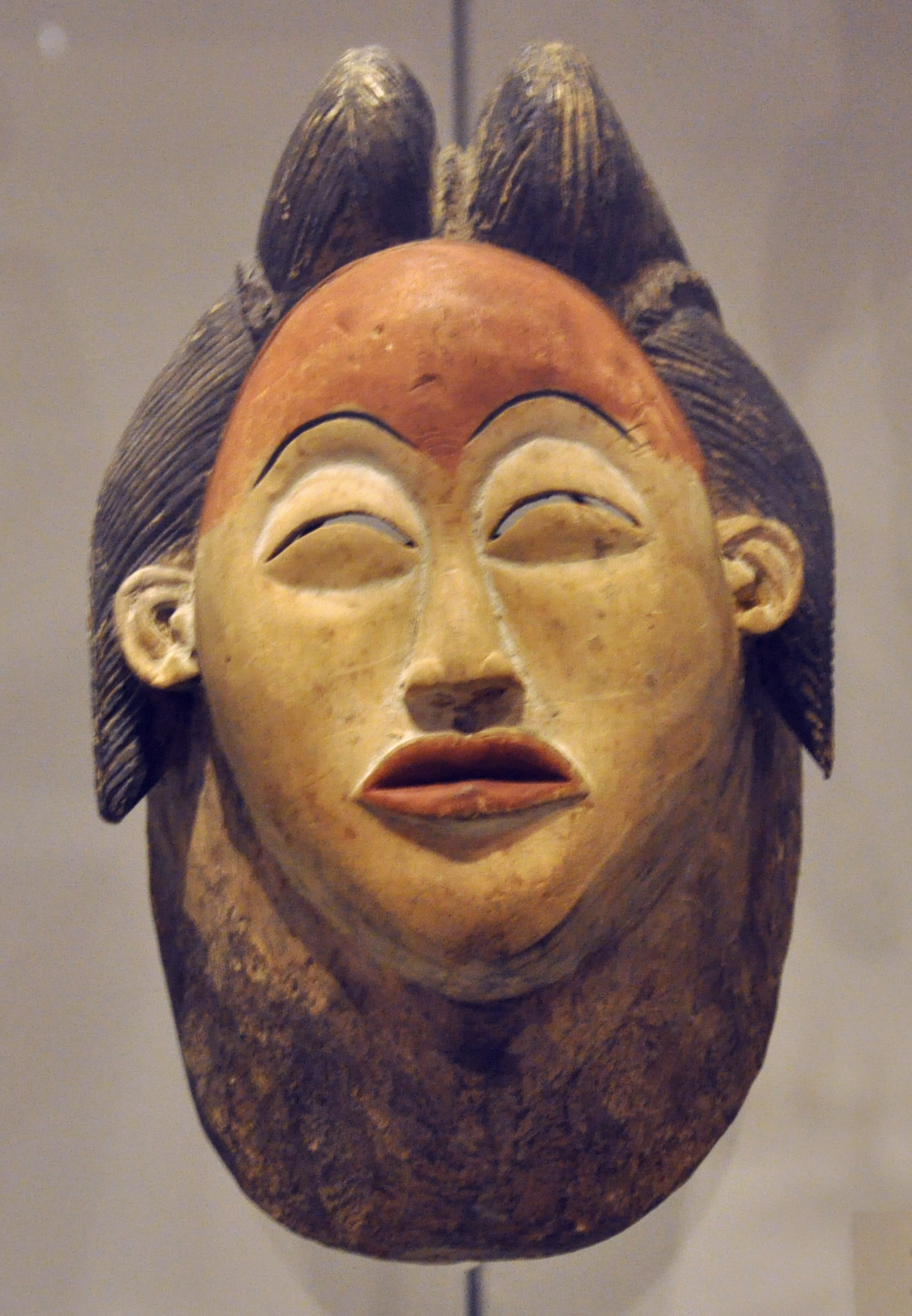
上色面具，加蓬，19世纪。
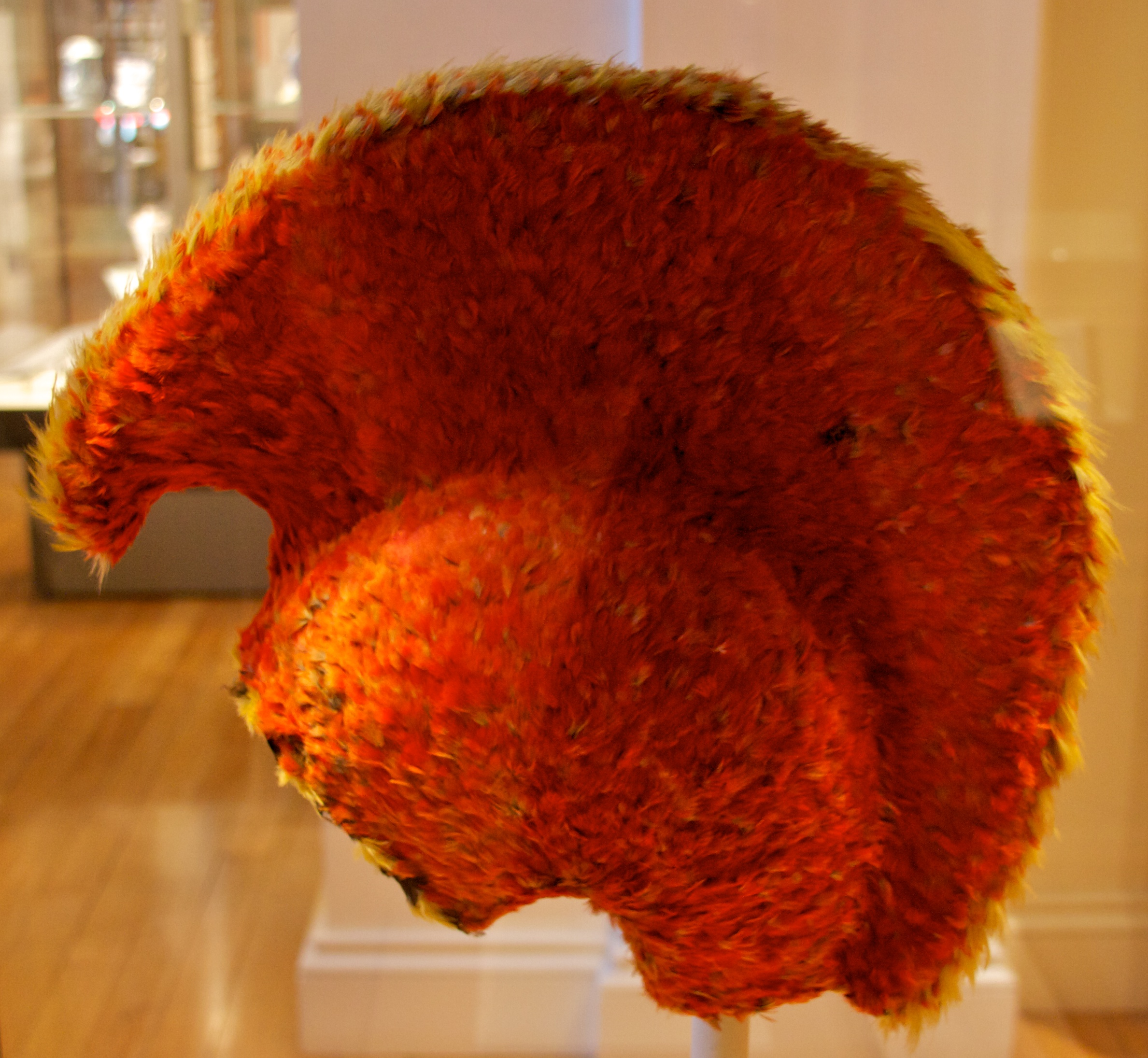
夏威夷的羽毛头饰[34]，18世纪。
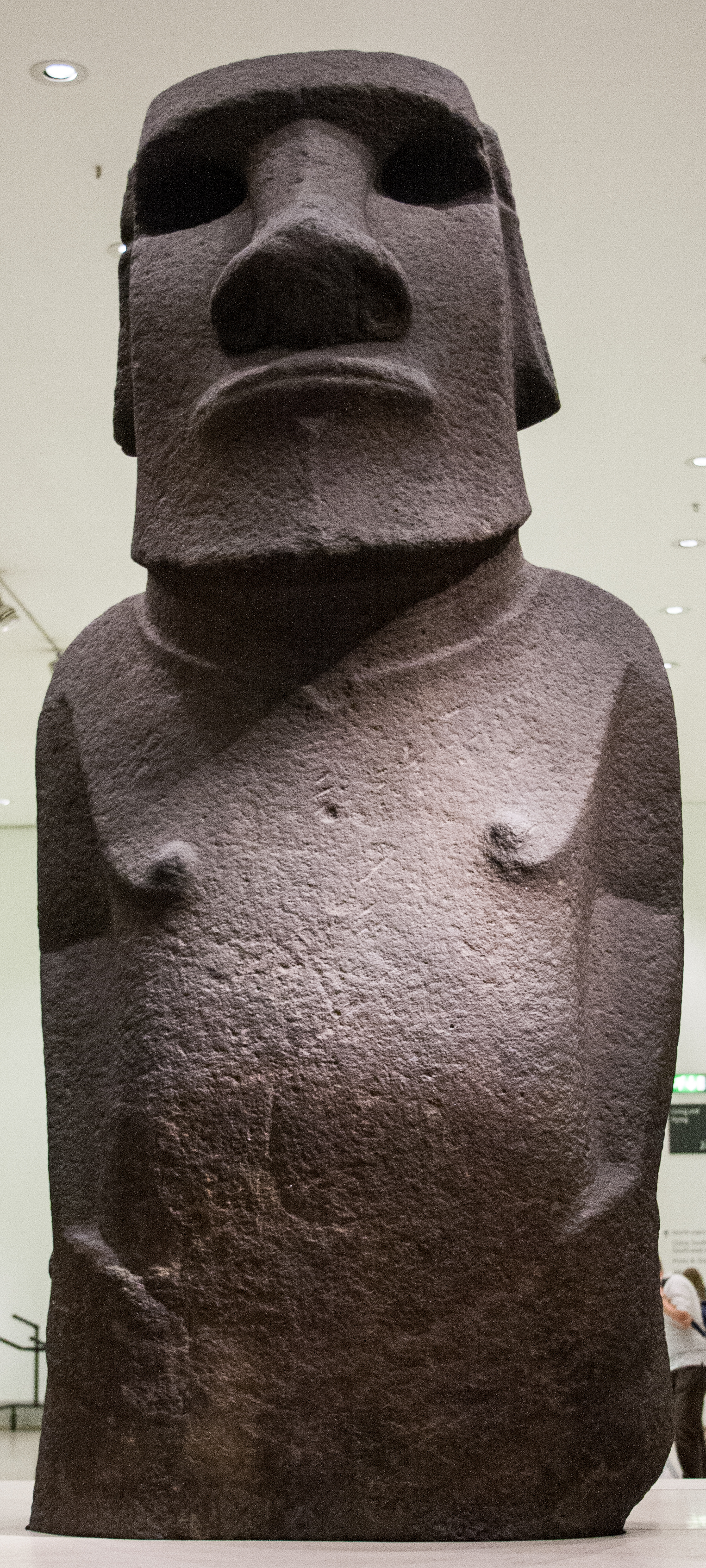
摩艾石像失落的朋友 ，復活島[35]。
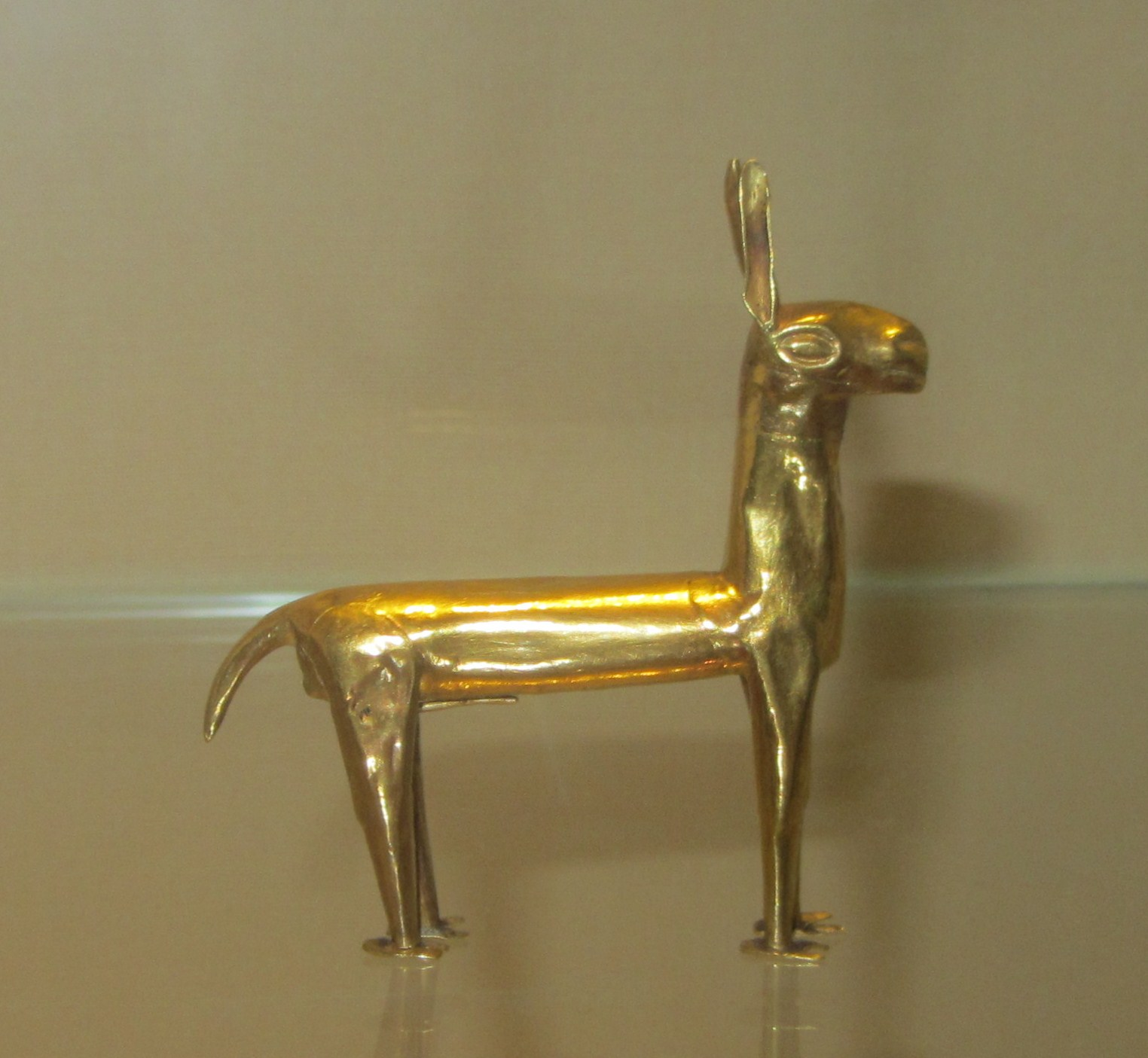
印加帝国的金制迷你美洲驼塑像，秘魯，1500年。
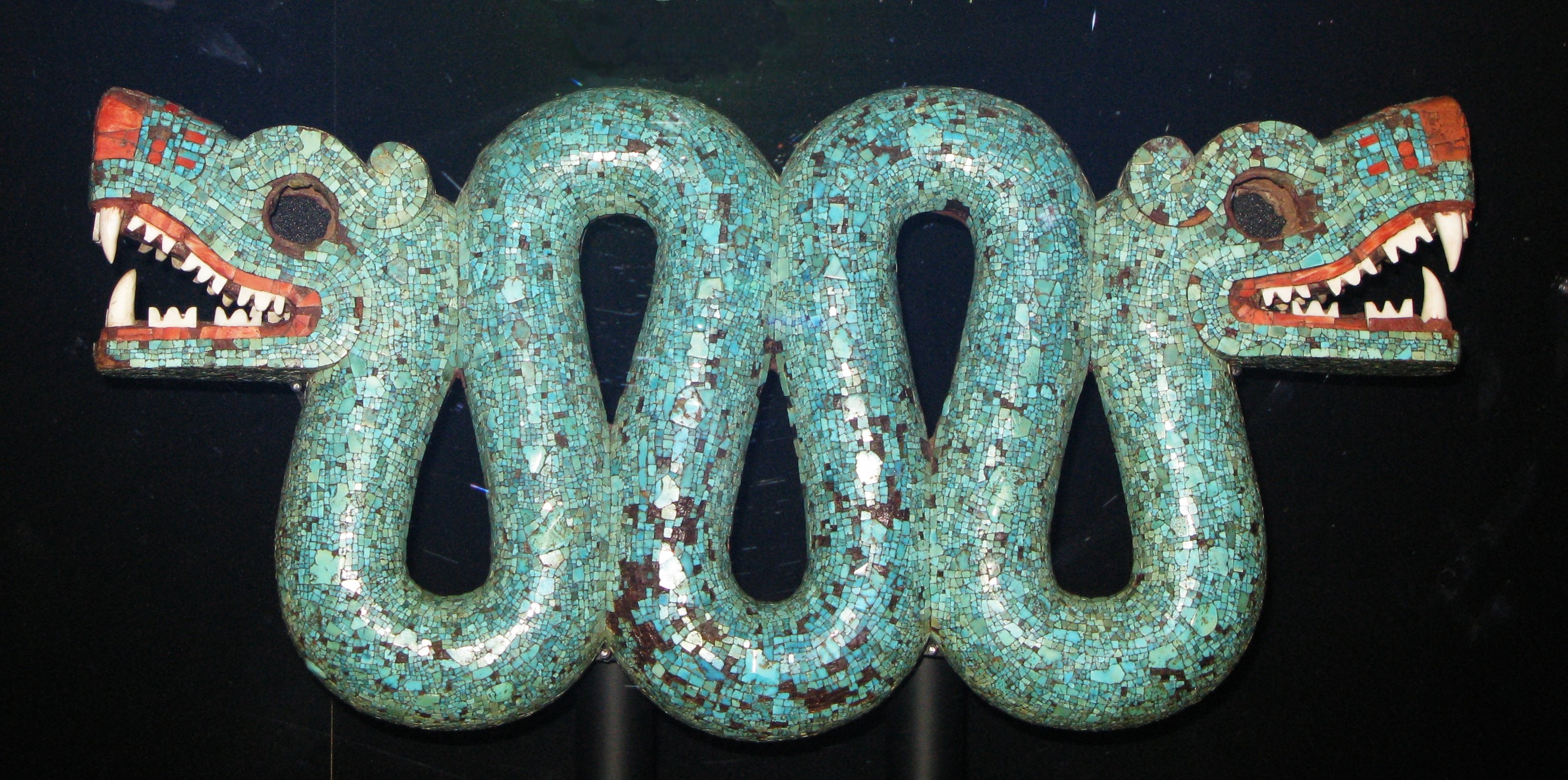
绿松石摩赛克双头蛇[36]，墨西哥，公元15-16世纪.
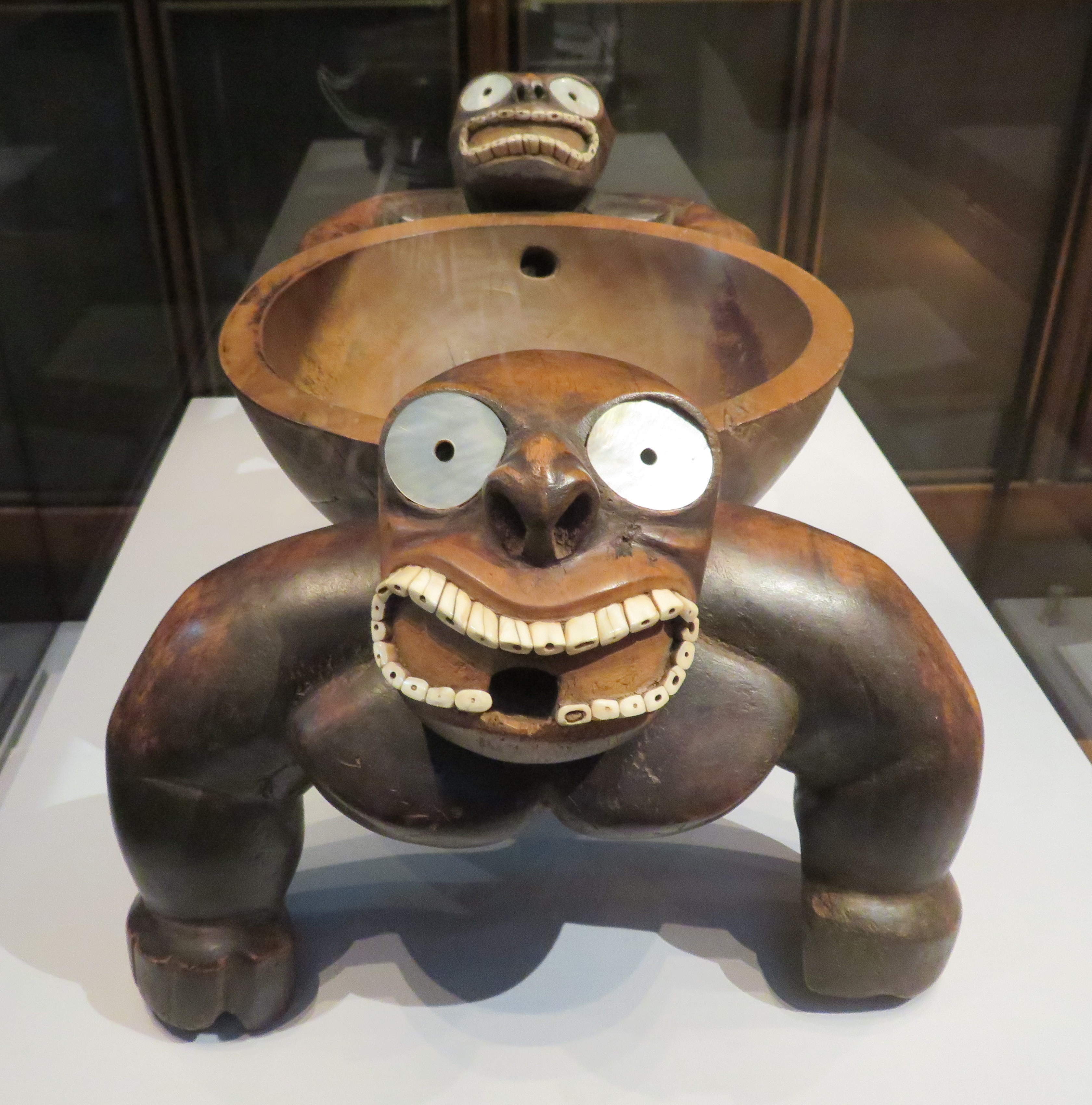
用珍珠貝殼和野豬獠牙裝飾的碗，用於供應卡瓦酒，夏威夷，公元 1700 年代後期
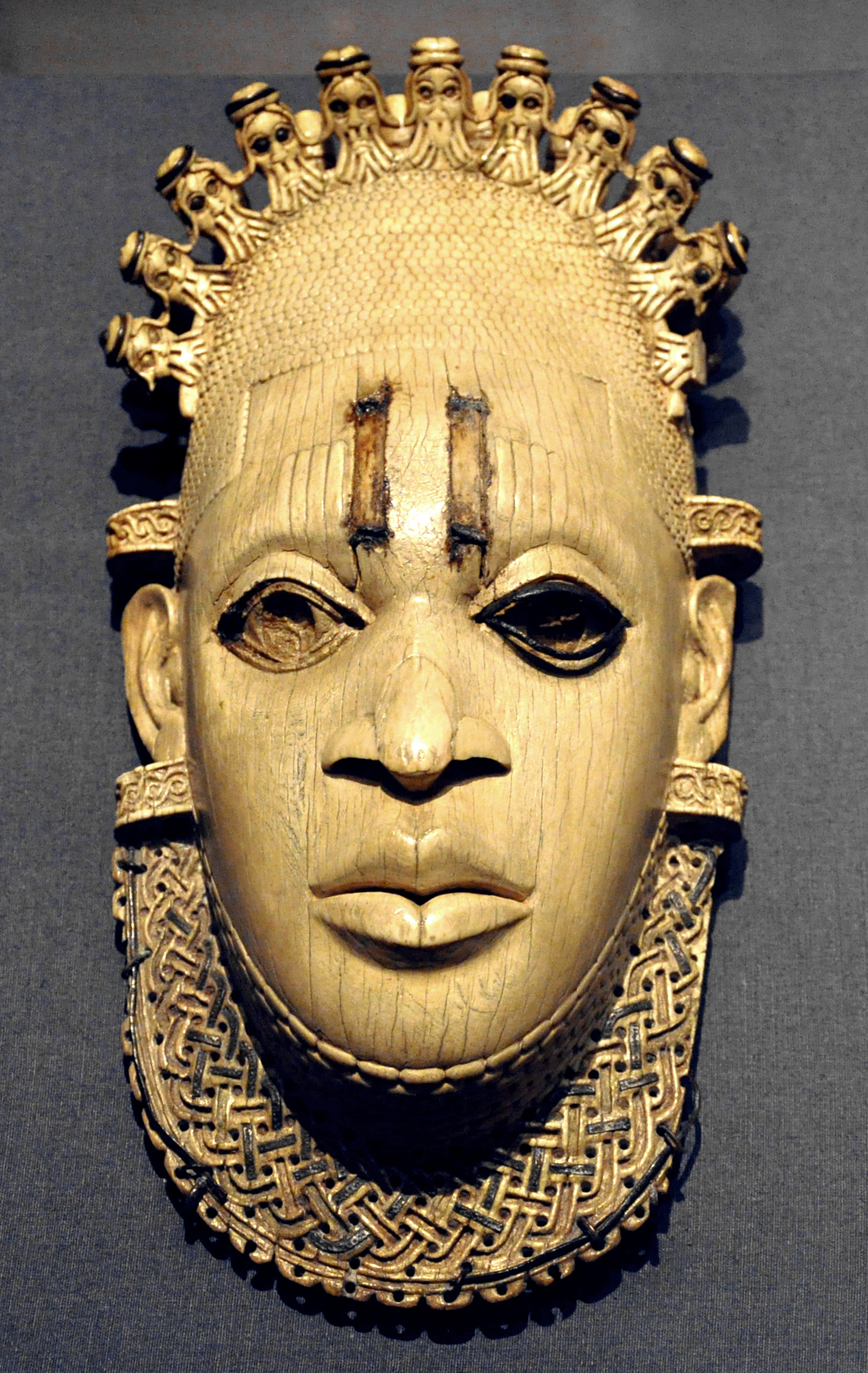
伊迪亞女王的貝寧象牙面具，尼日利亞，公元 16 世紀
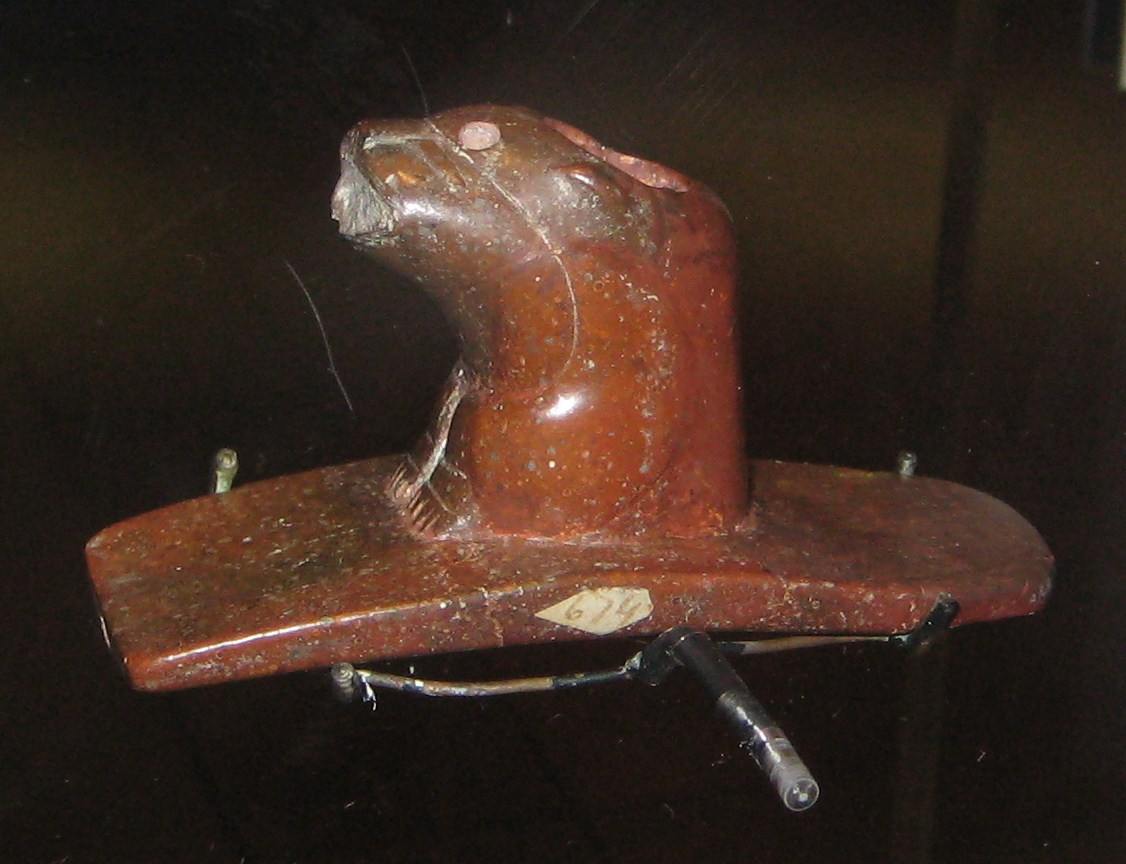
水獺石像，美國，公元前 200 年 - 公元 400 年
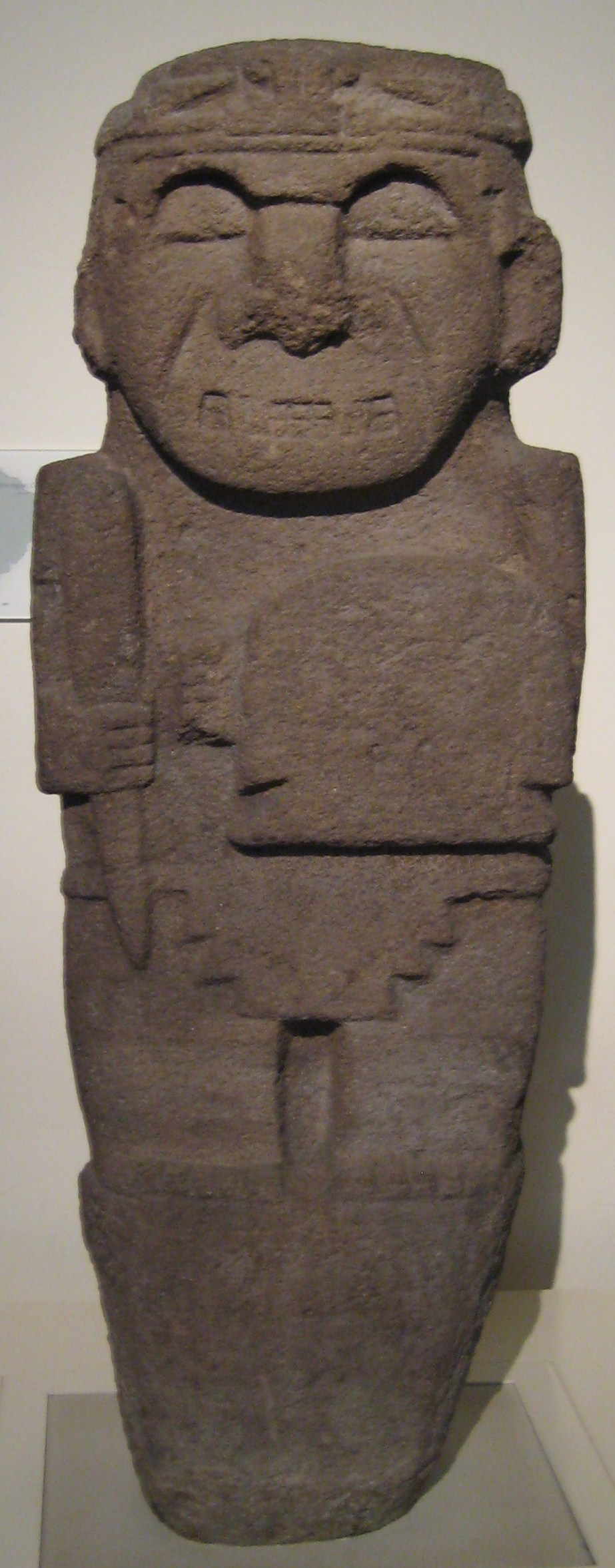
石墓守衛，哥倫比亞，公元 300-600 年
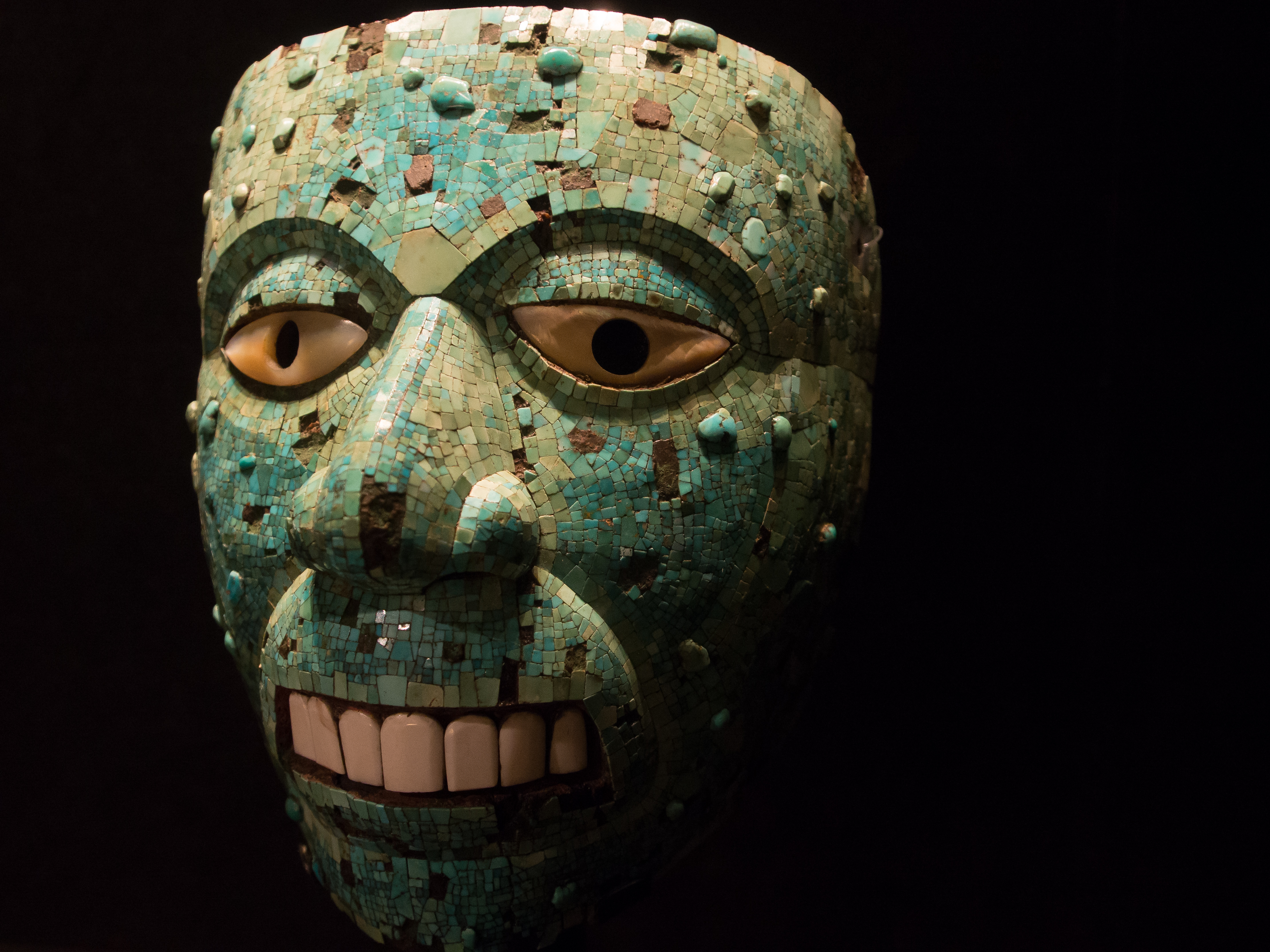
綠松石摩賽克的面具，墨西哥，公元 1400-1500 年
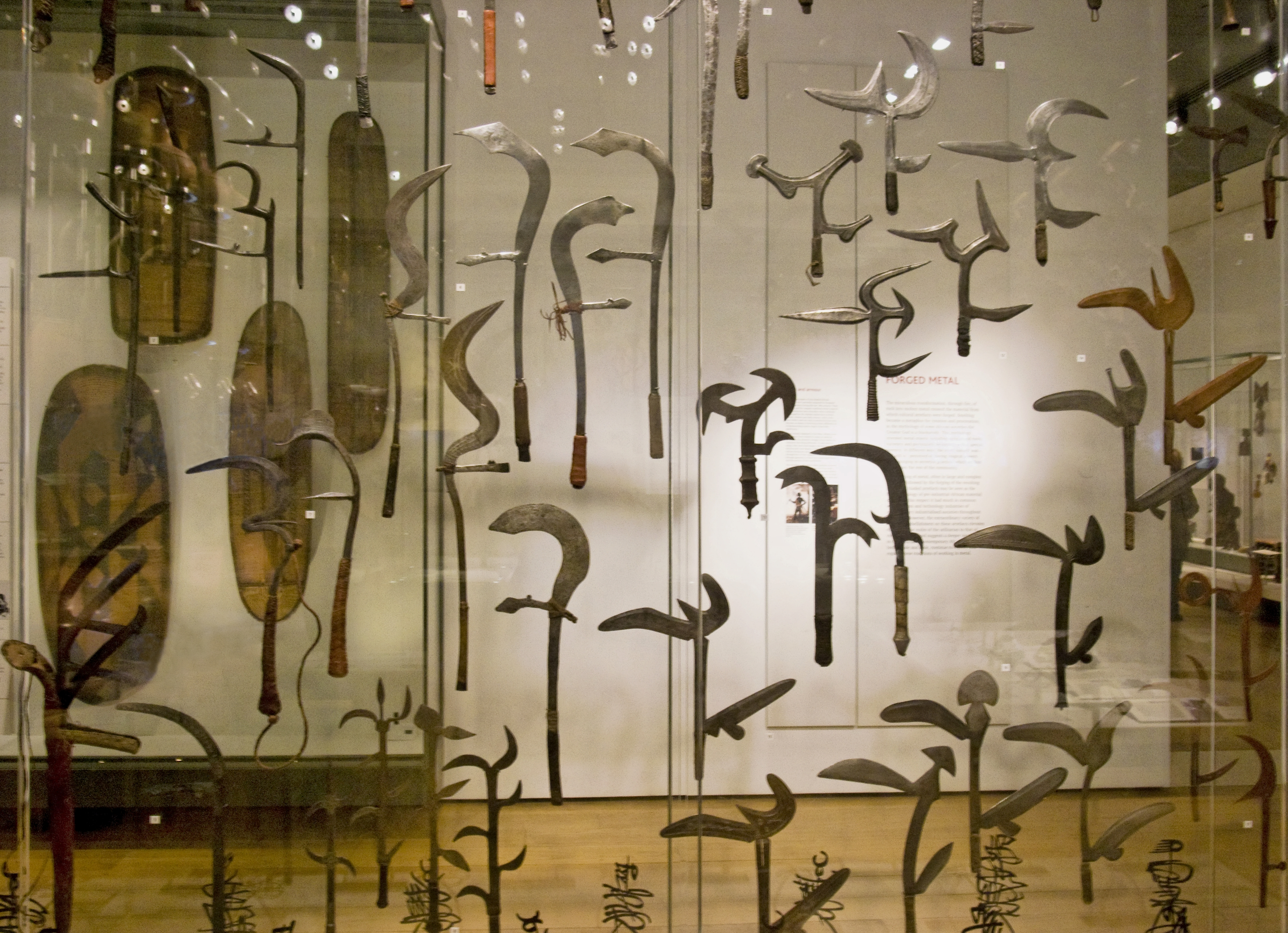
非洲飛刀收藏
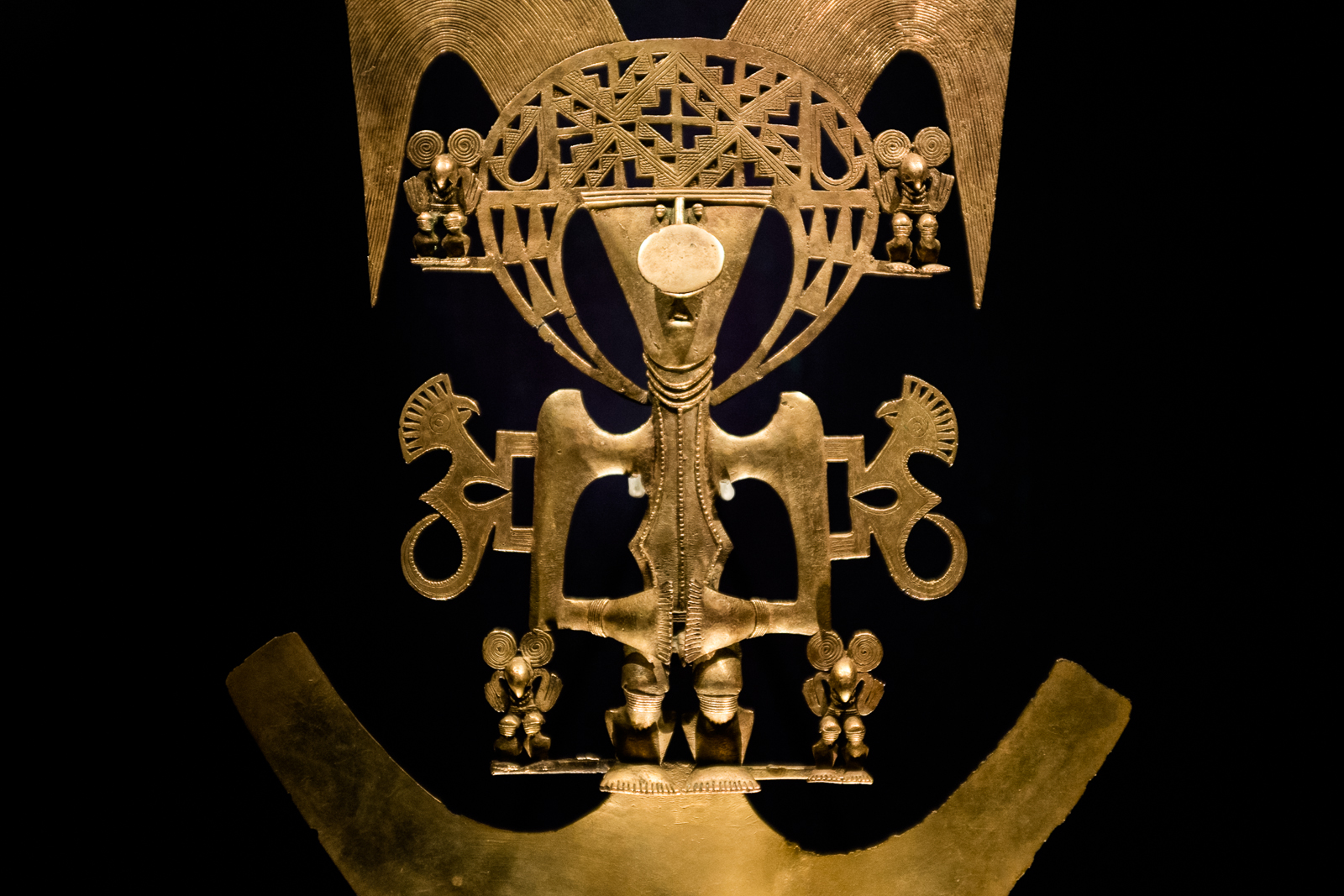
金合金製成的鳥胸，哥倫比亞，公元 900-1600 年

### 不列颠、欧洲和史前时期馆
不列颠、欧洲和史前时期馆陈列的藏品见证着广阔和悠久的人类历史。这些藏品包括两百万年前非洲人类最早的手工制品、许多地区史前时期和新石器时代的遗物、欧洲许多重要的历史遗迹的发掘成果等。这些文物代表了东起黑海，西至西班牙，北达斯堪的纳维亚，南望北非的广阔区域的历史和文明。

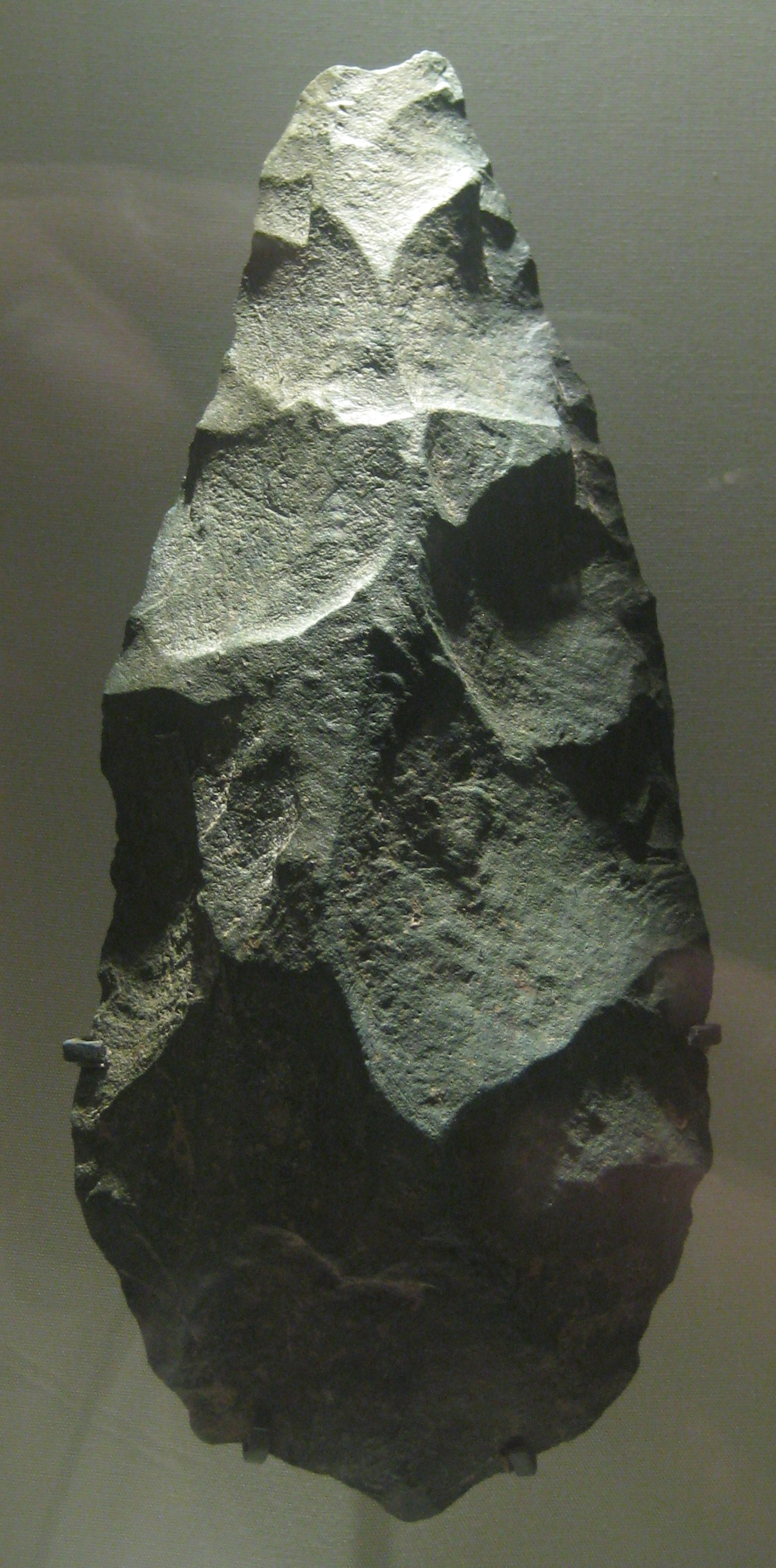
奥杜威峡谷手斧，坦桑尼亚，旧石器时代早期。
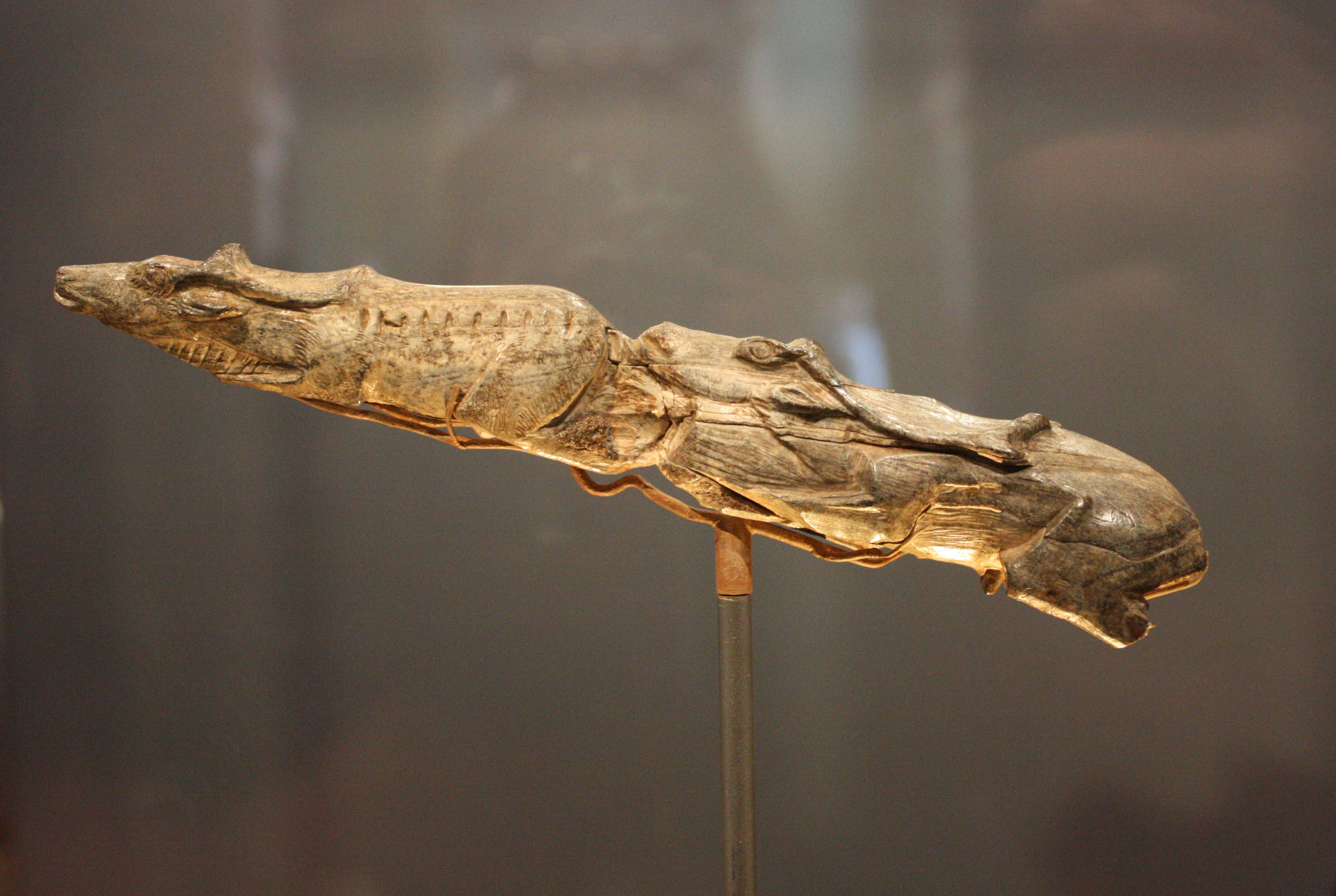
泅水驯鹿，法国，公元前13,000年。
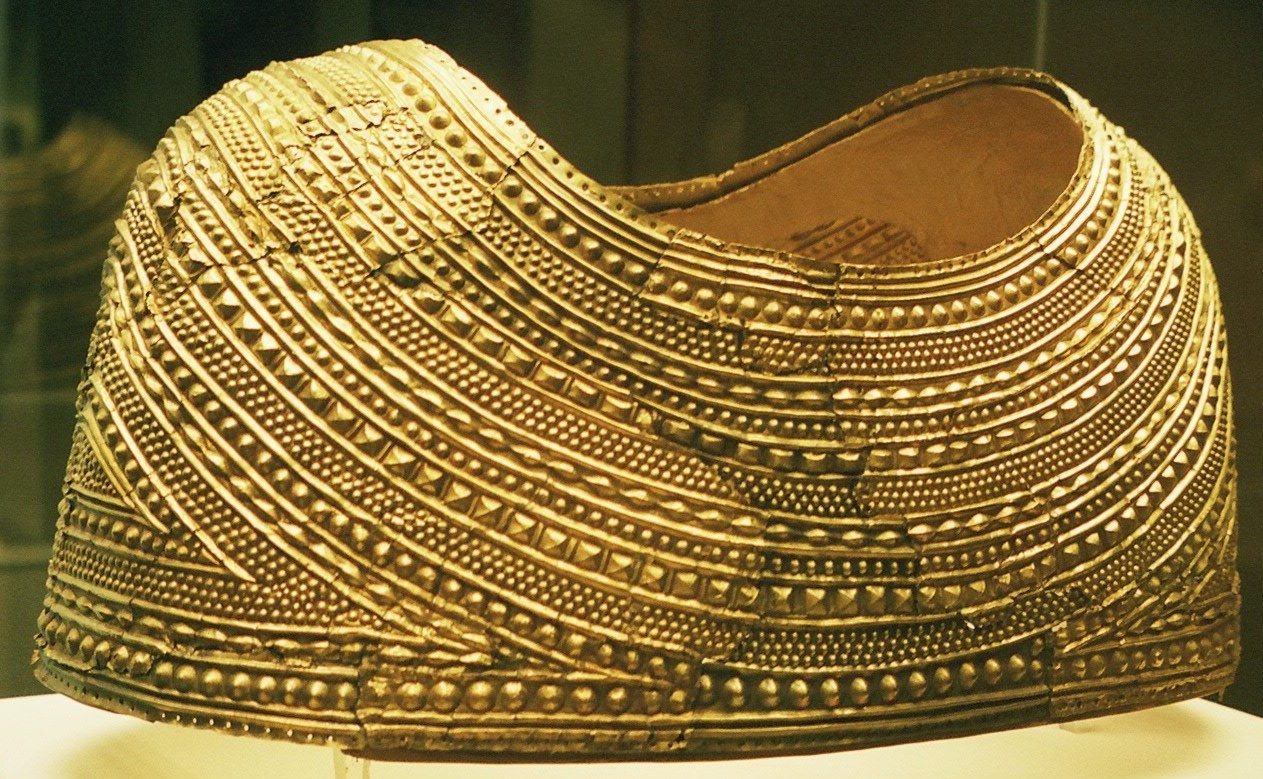
金帐篷模型[38]，北威尔士，公元前1900年-1600年。
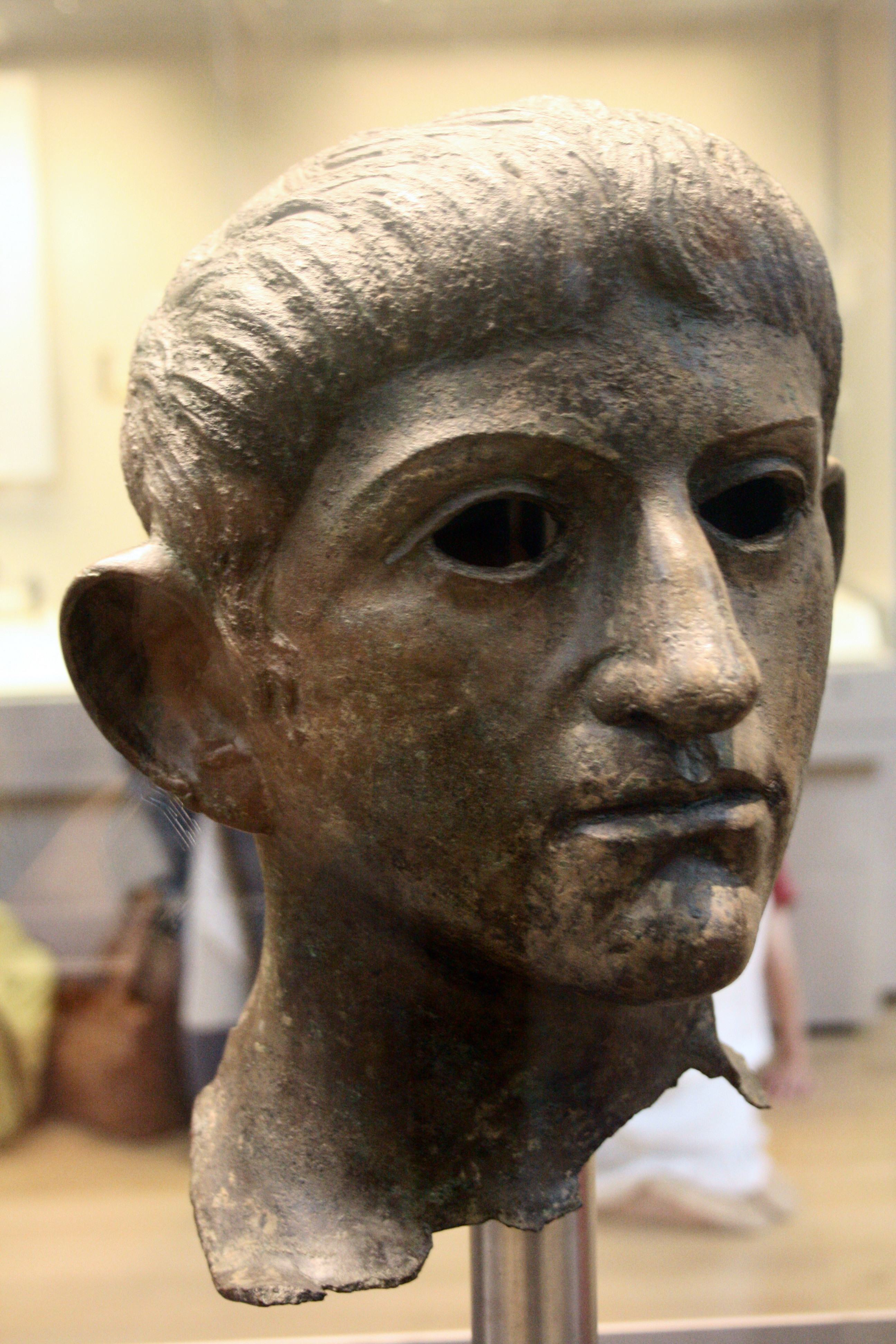
罗马帝国的皇帝克罗多斯[39]铜头像，英格兰东部，1世纪。
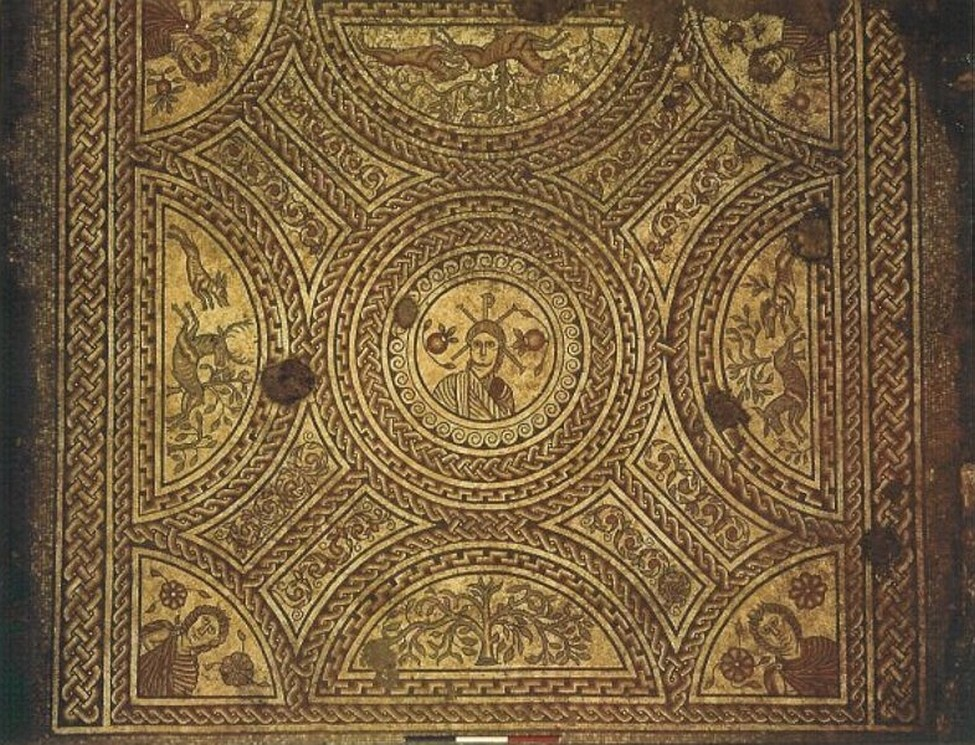
辛顿圣玛丽马赛克耶稣像[40]，英格兰南部，4世纪。
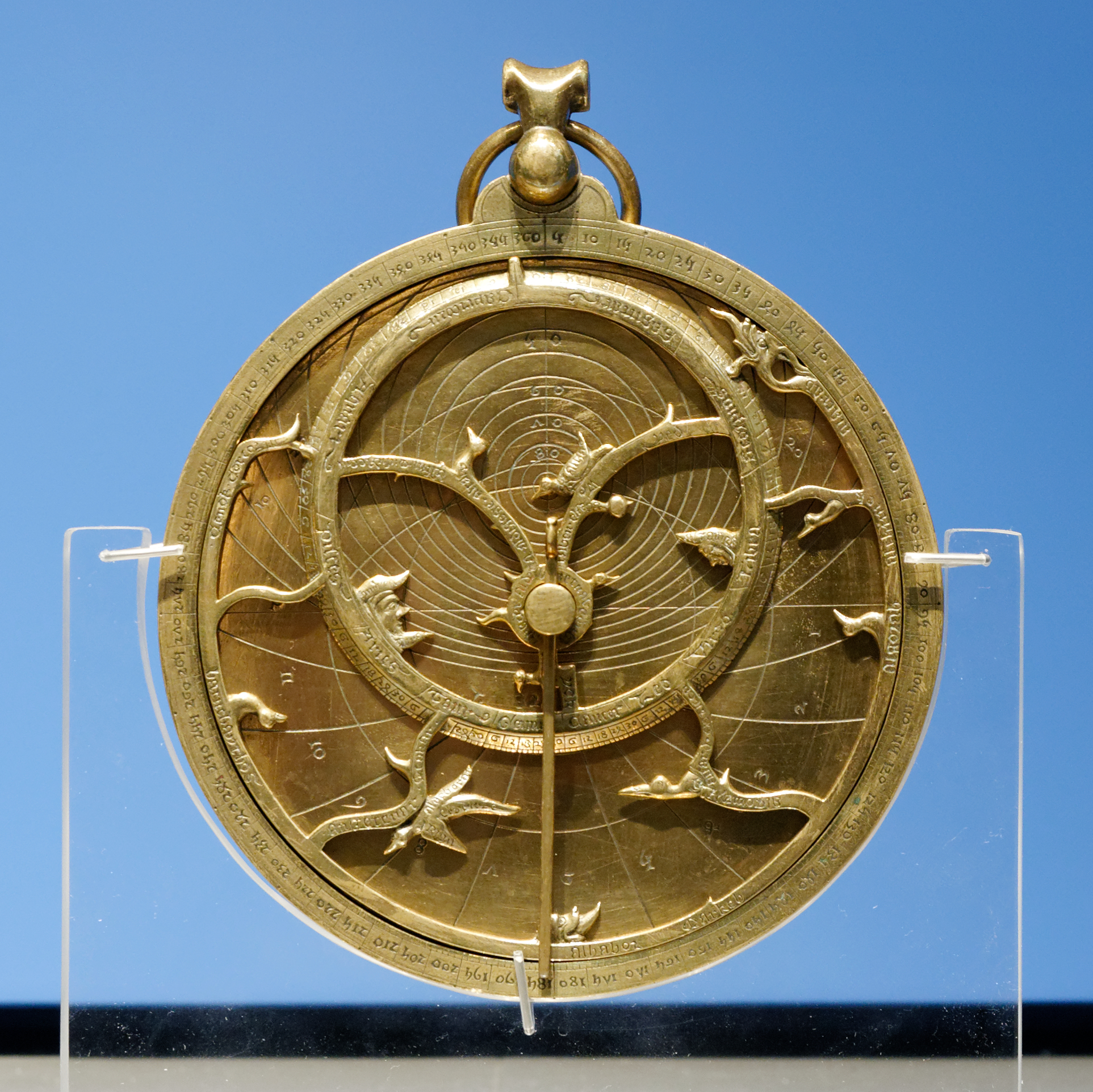
傑弗里·喬叟的星盘，欧洲最古老的星盘，1326年。
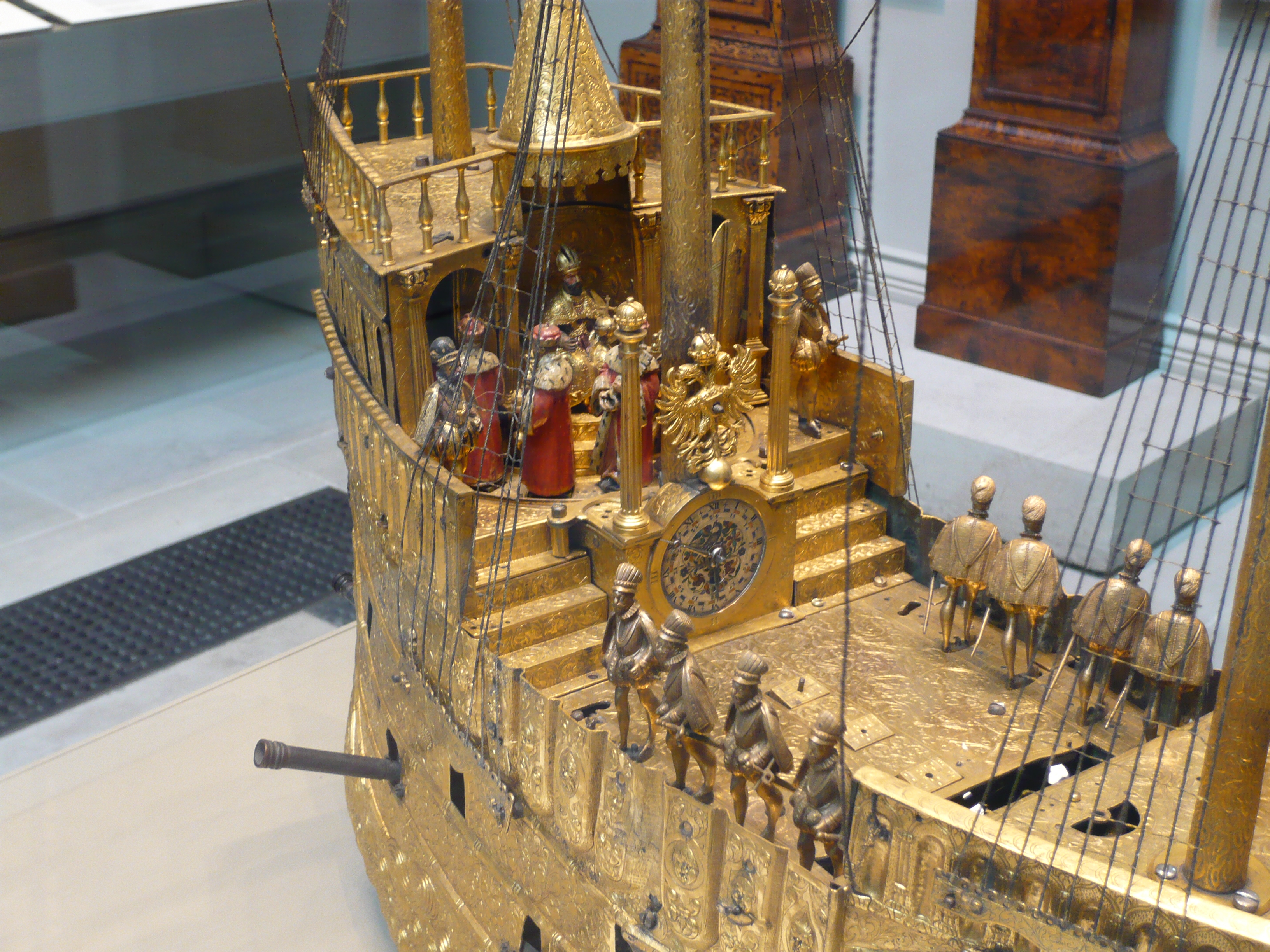
机械加仑钟，德国奥格斯堡，1585年。
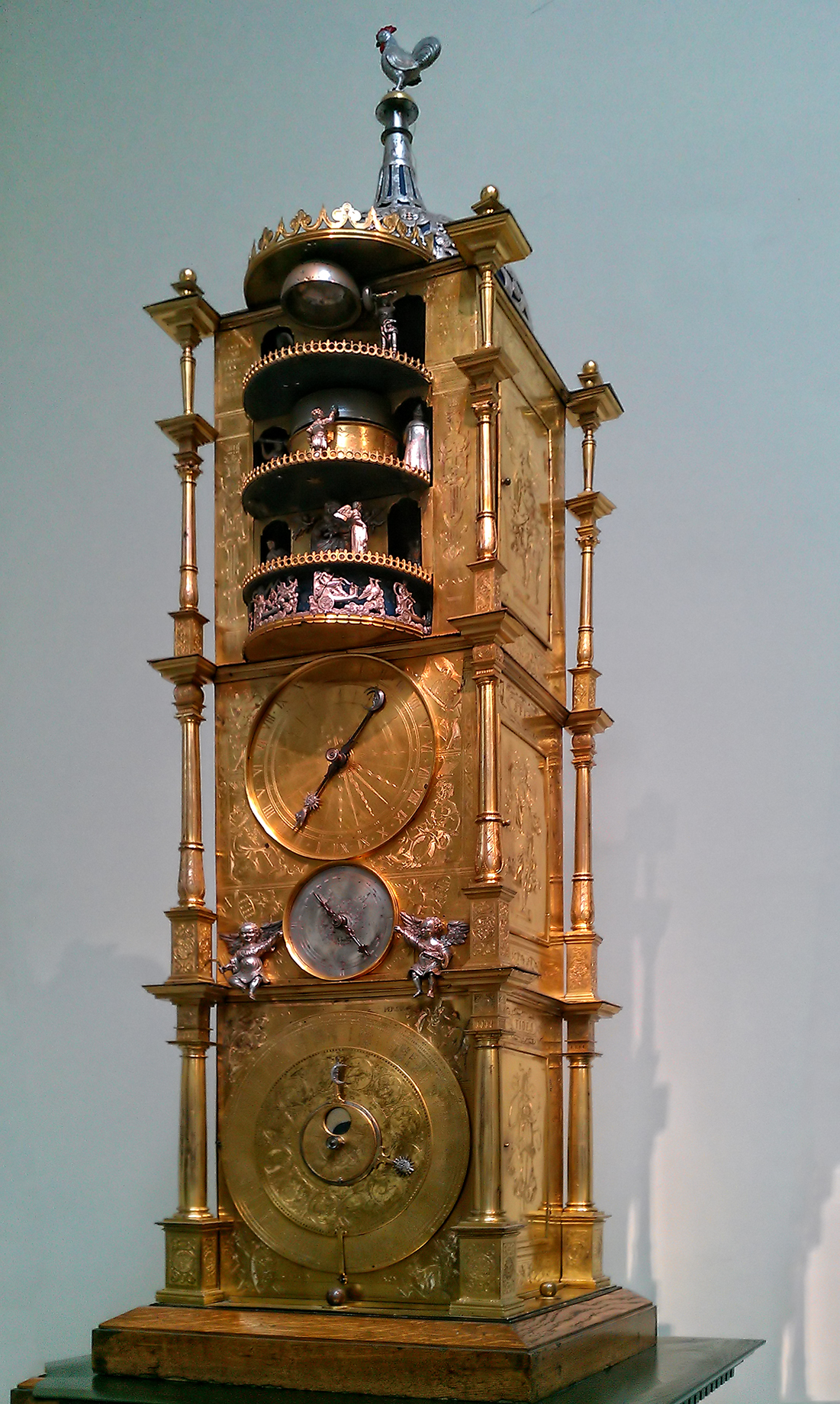
带有自动装置的组钟，瑞士，1589年。
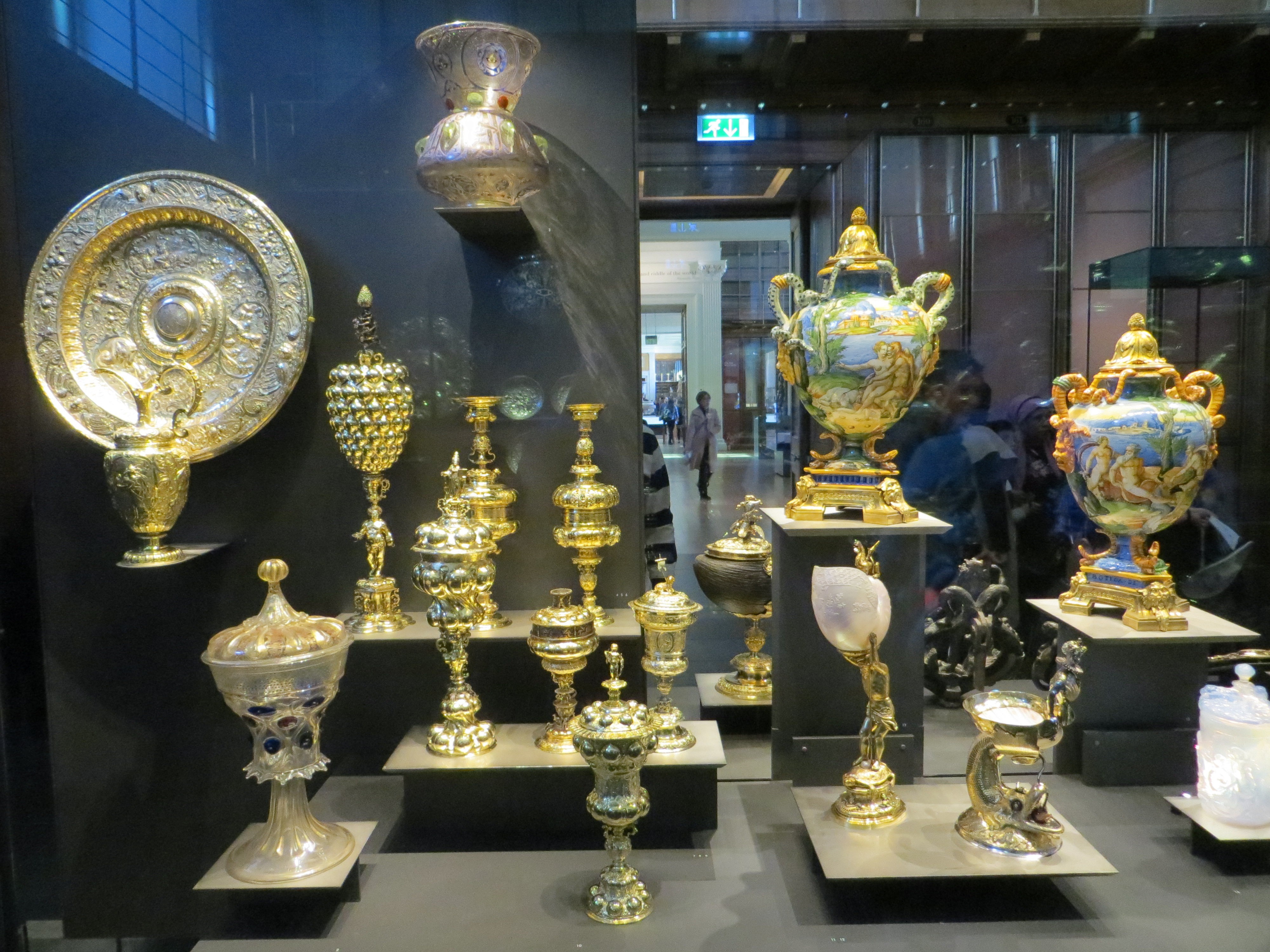
文藝復興時期金屬器皿展示櫃，15世紀
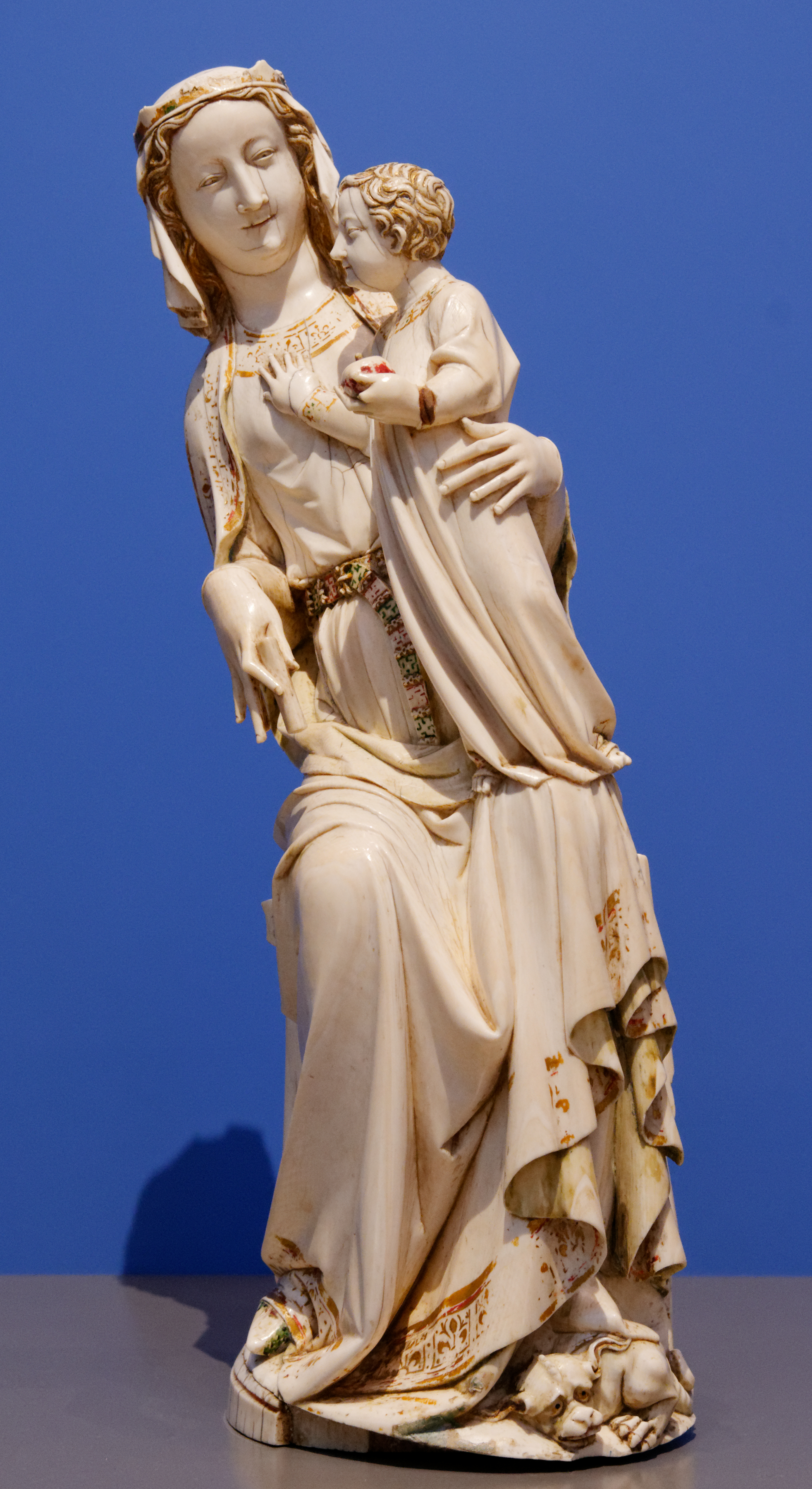
聖母瑪利亞與耶穌的象牙雕像，公元 1310-1330 年
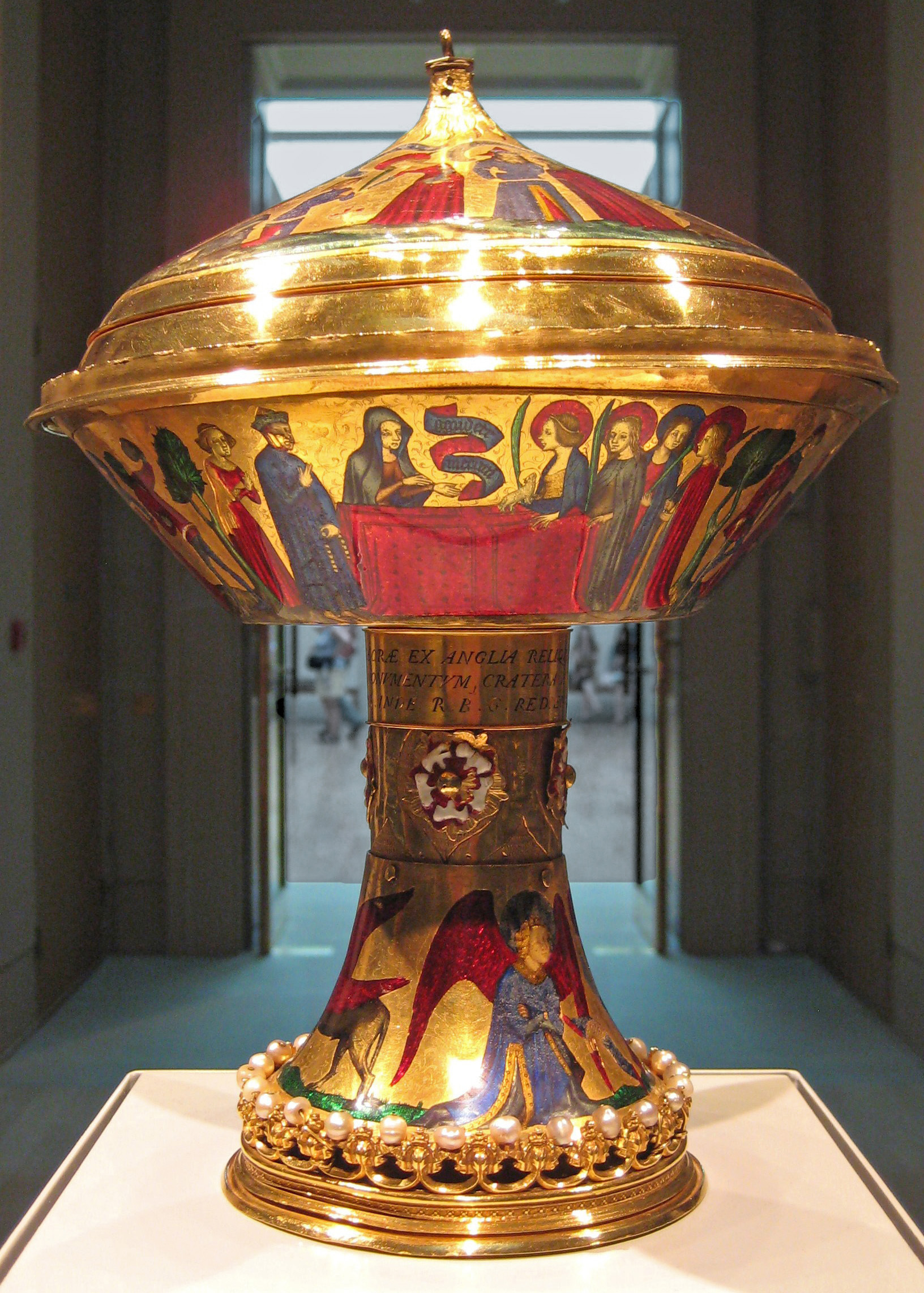
皇家金杯，法國巴黎製造，公元1370-80年
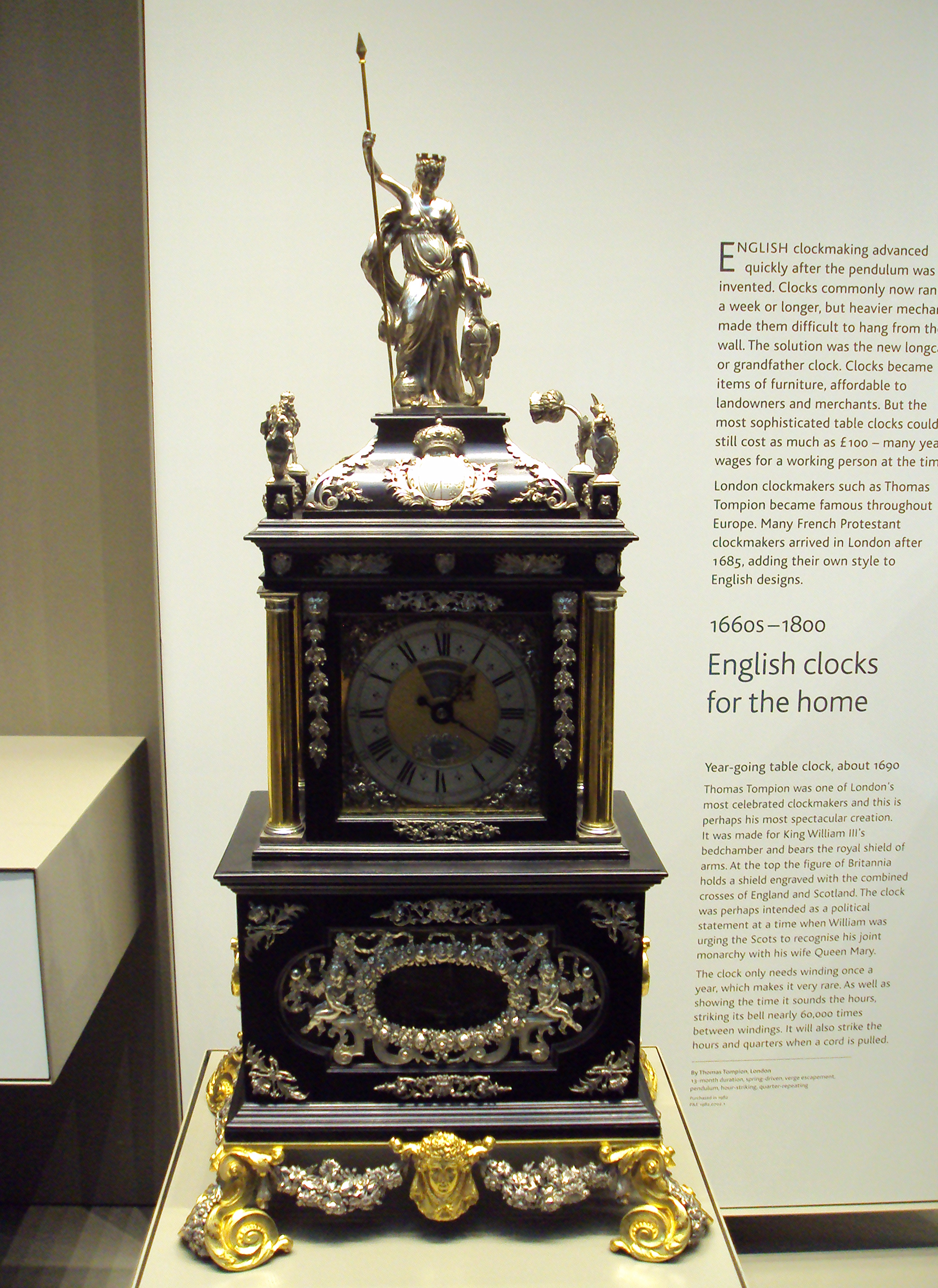
公元 1690 年，英格蘭的湯瑪斯·湯皮恩製作的華麗時鐘
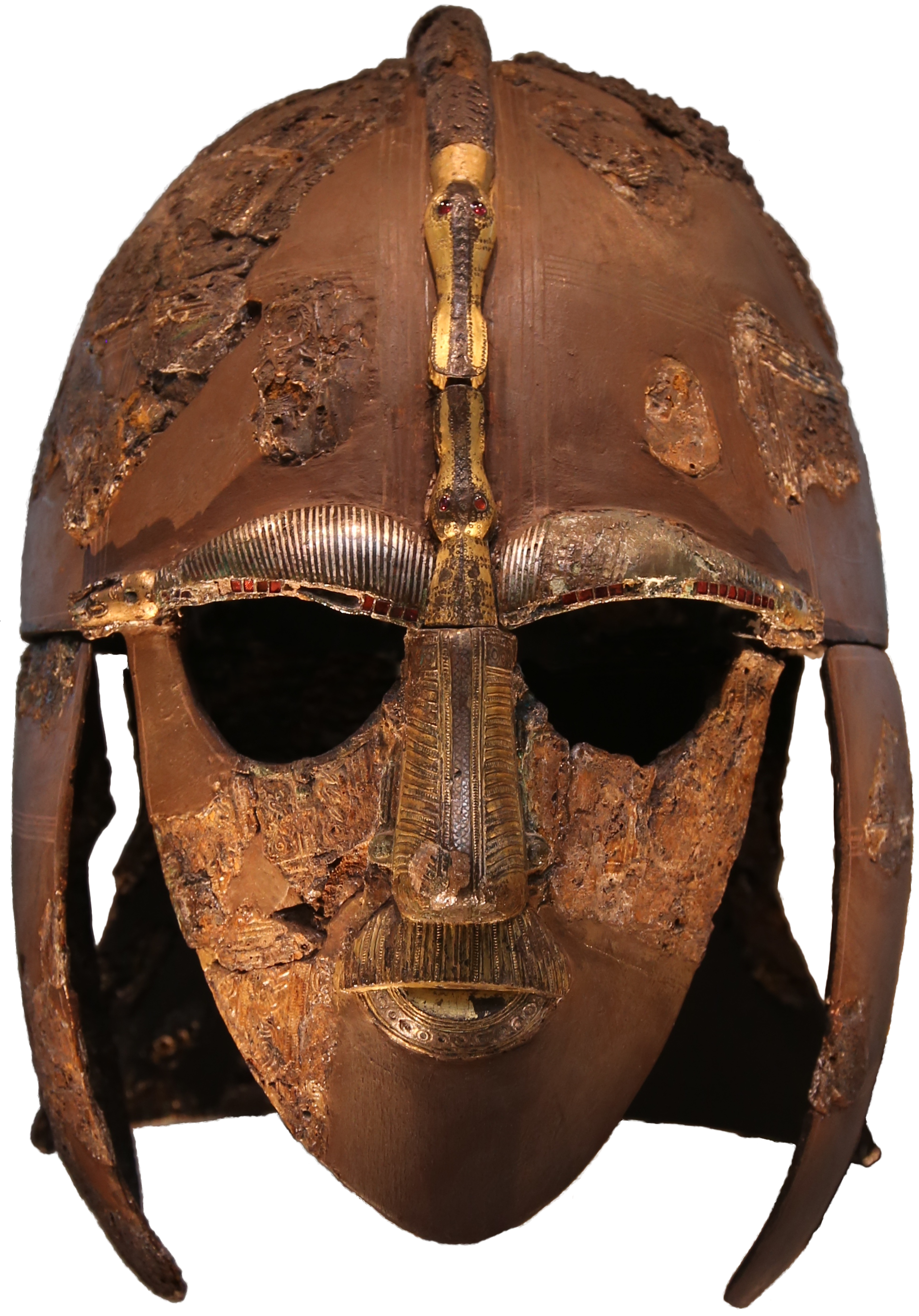
薩頓胡頭盔，英格蘭盎格魯-撒克遜文明，公元 7 世紀初
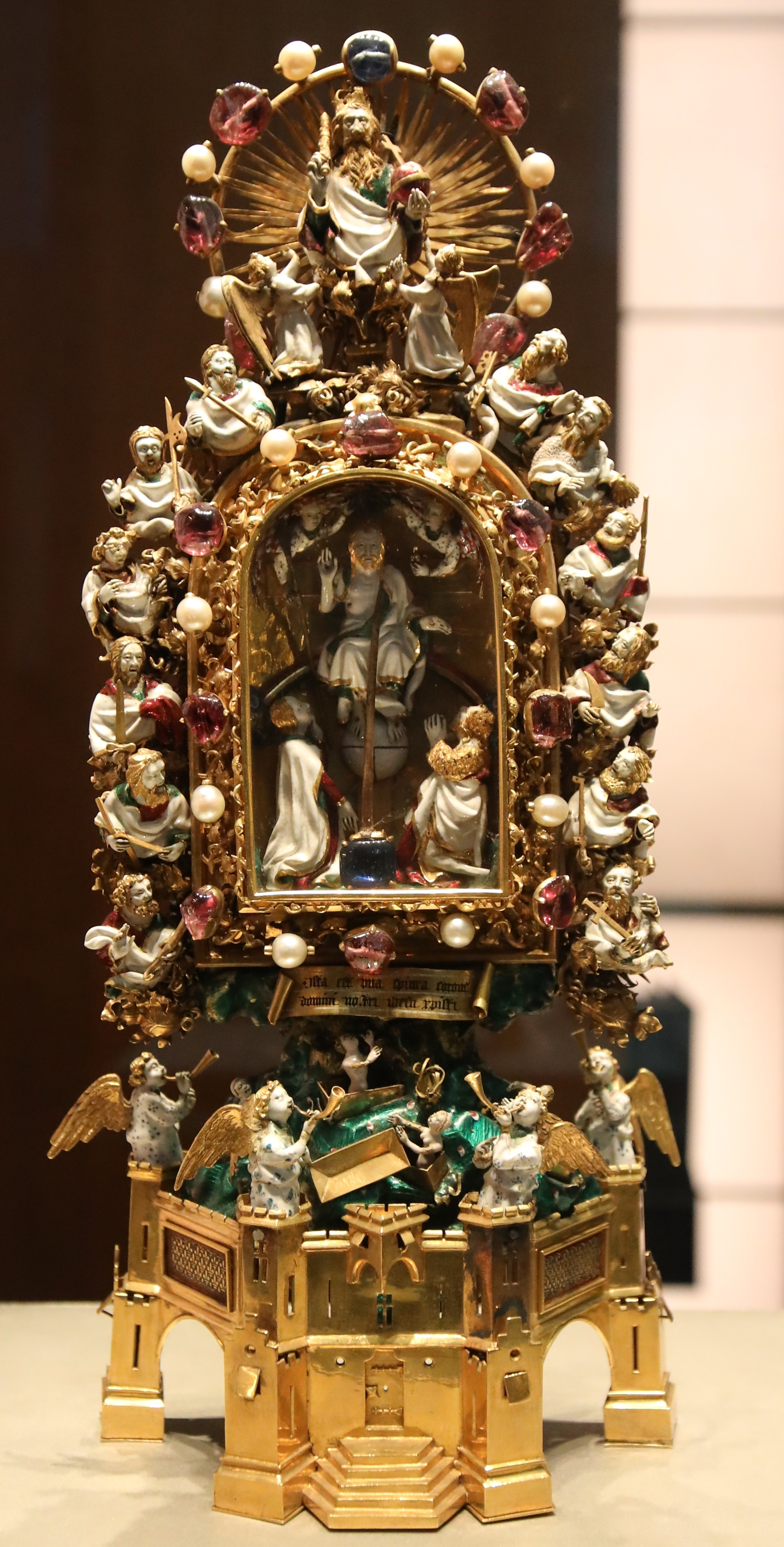
用來存放荊棘王冠的聖刺聖物箱，法國巴黎製造。公元 1390 年代
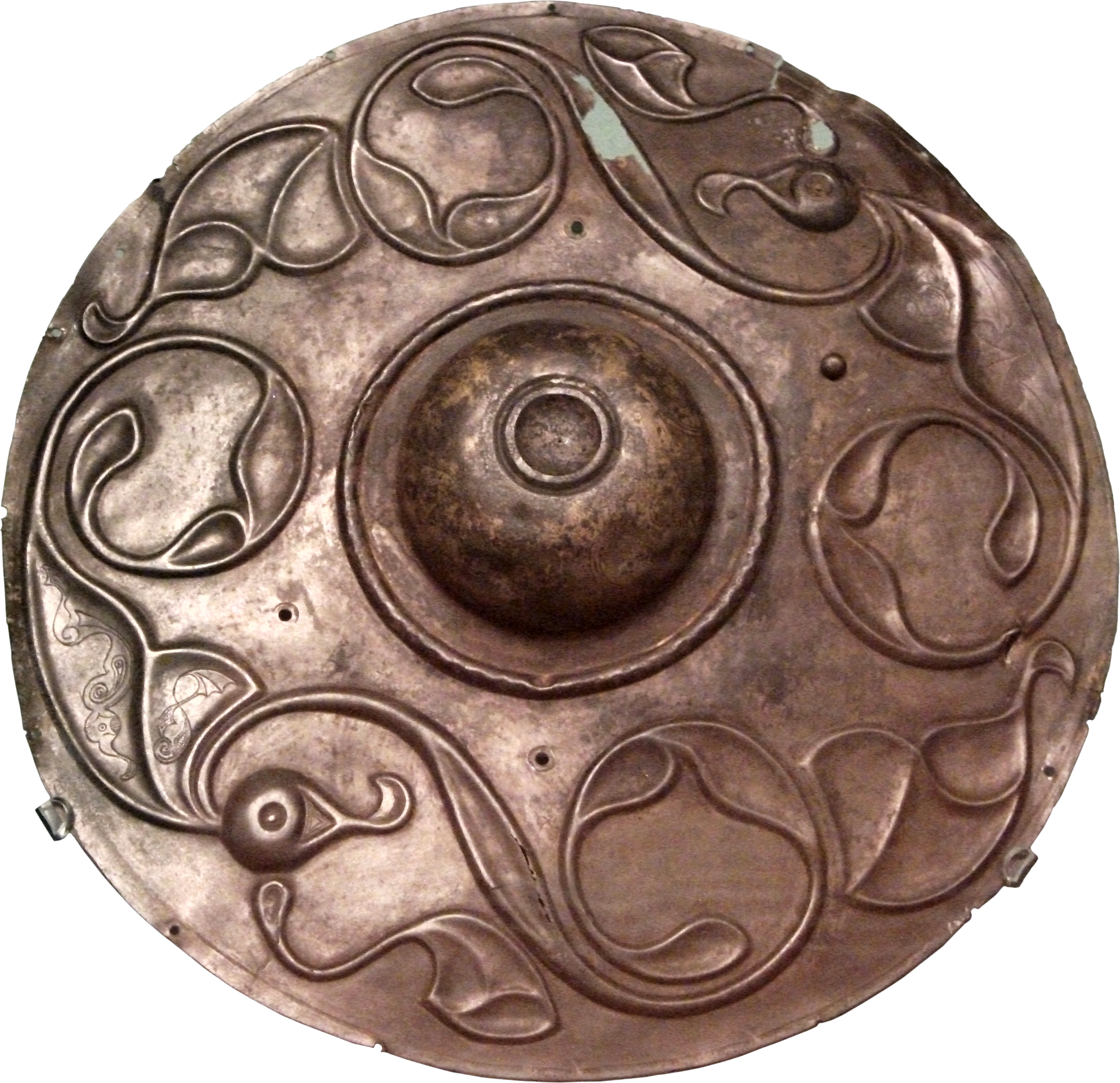
旺茲沃斯之盾，公元前 2 世紀
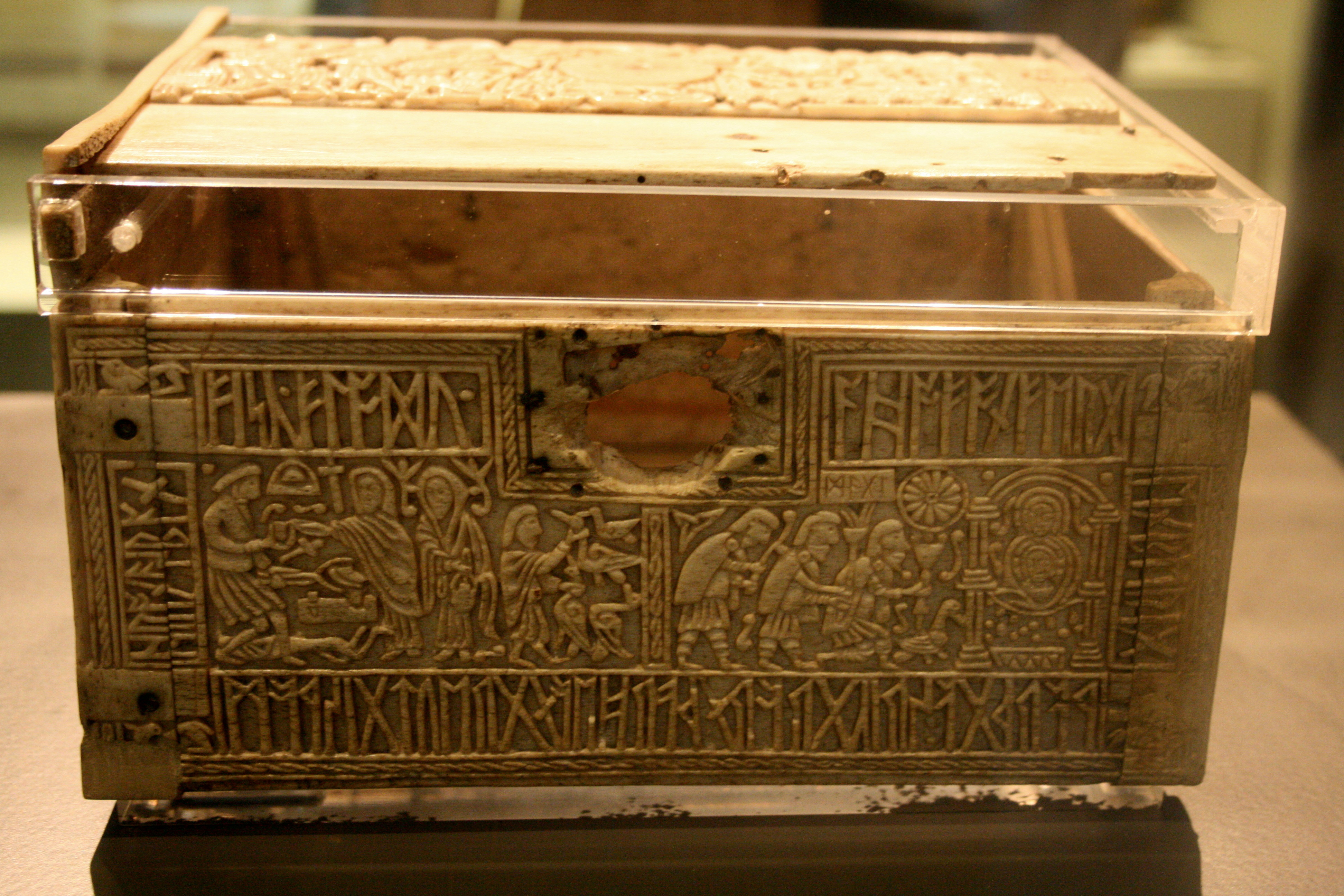
法蘭克斯的首飾盒（英语：Franks Casket）

### 中东馆
大英博物館收藏了大約330,000件中东展品，擁有除了伊拉克以外世界上最大和最重要的美索不達米亞古物收藏。其中包含亞述、巴比倫和蘇美爾文明，這些藏品代表了古代近東及其鄰近地區的文明的發展。也涵蓋了美索不達米亞、波斯、阿拉伯半島、安納托利亞，高加索，中亞，部分敘利亞的聖地和腓尼基和地中海地區從史前時期，包括公元7世紀伊斯蘭教的歷史。
1825年，克勞迪烏斯·里希(Claudius James Rich)收藏了第一批重要的美索不達米亞物品。 後來，隨著奧斯丁·亨利·萊亞德在1845年至 1851年間在尼姆魯德與和尼尼微地區亞述遺址的發掘，使得收藏急劇擴大。使得宮廷浮雕、石碑，包括沙爾馬那塞爾三世的黑色方尖碑也被帶到了大英博物館。

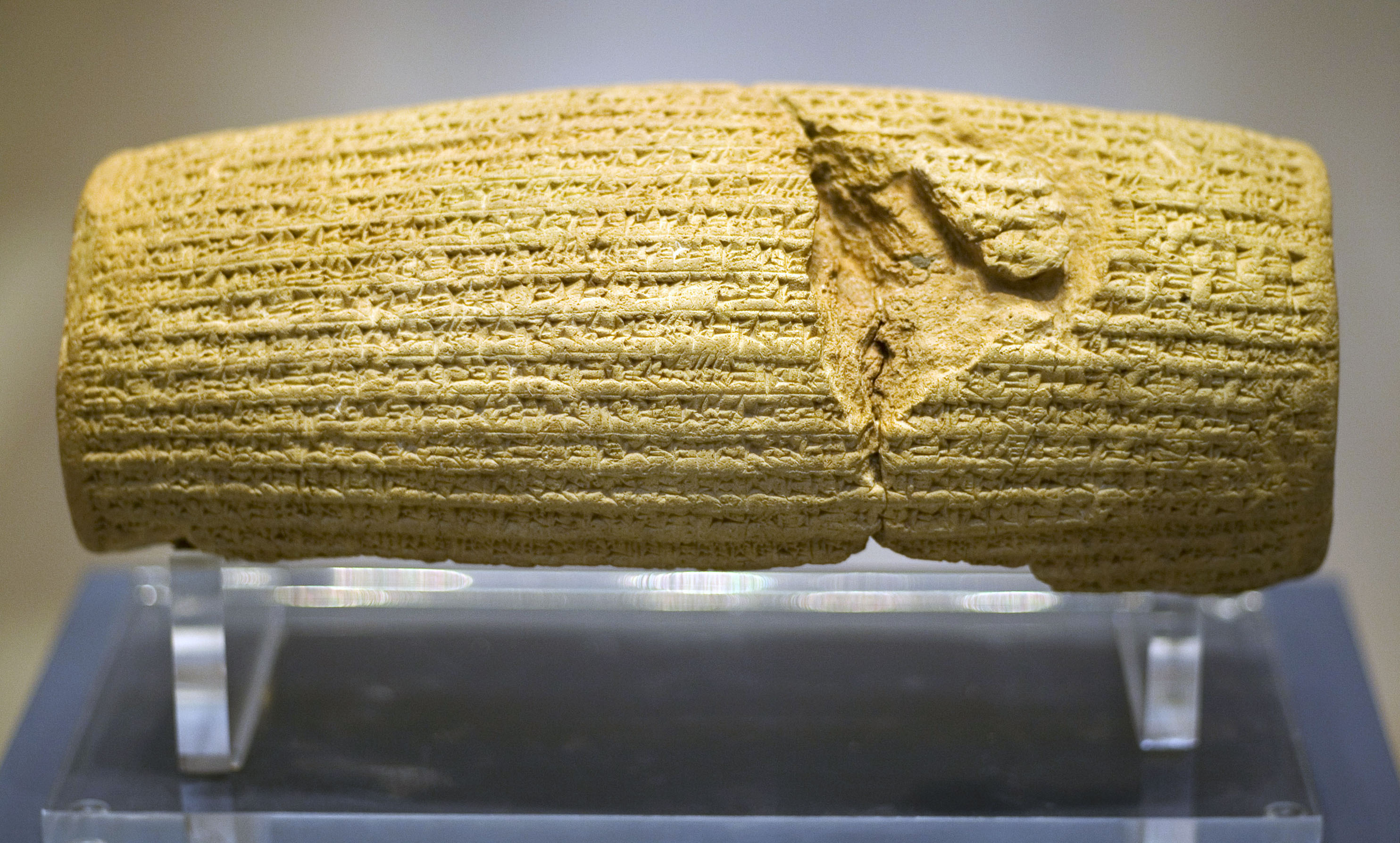
居魯士文書[41]，上书有阿卡德楔形文字，被认为是世界上最早的人权宣言，公元前559年-530年。
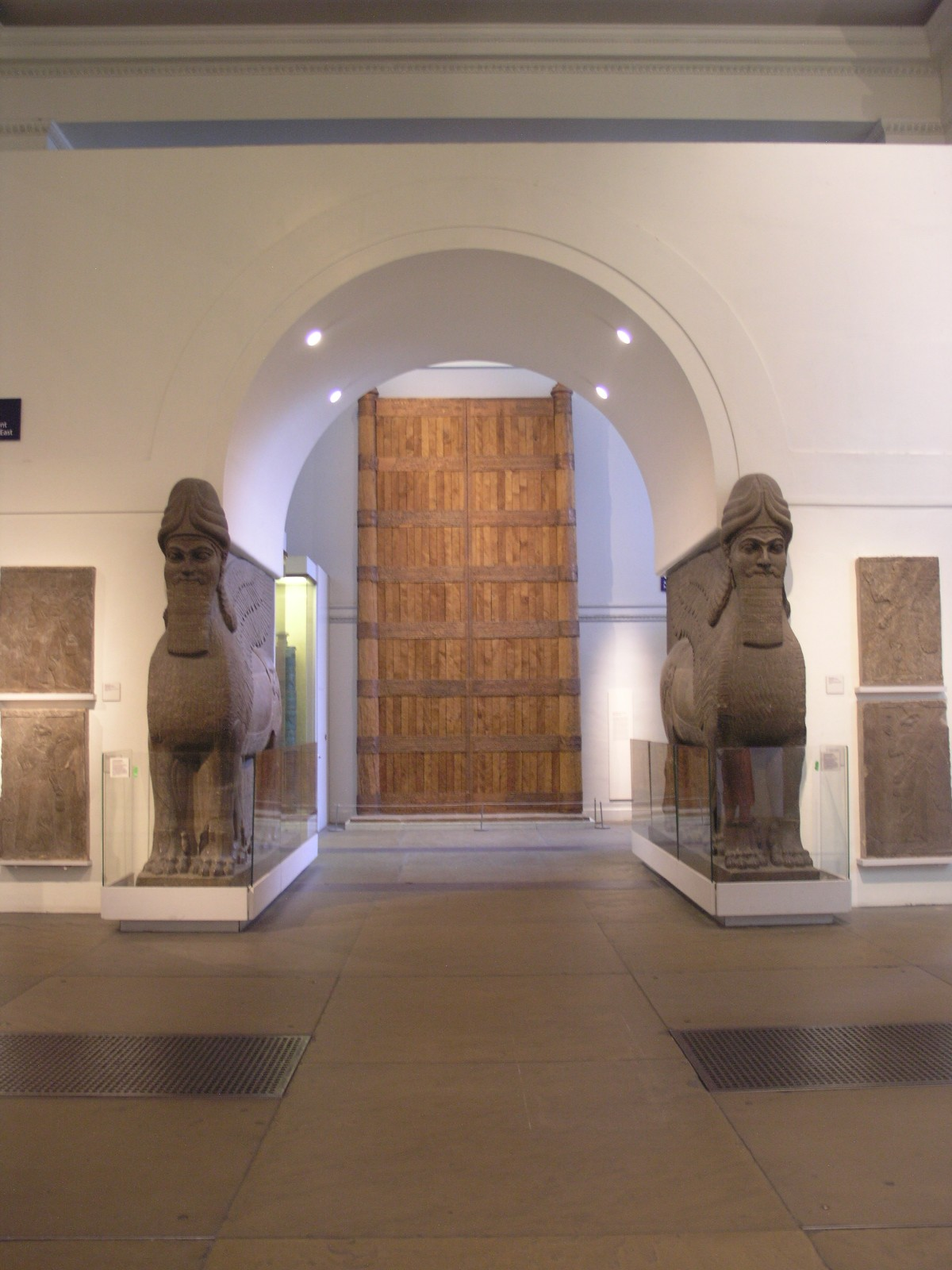
鸟翼狮身人面像（一对），尼鲁德，公元前860年。
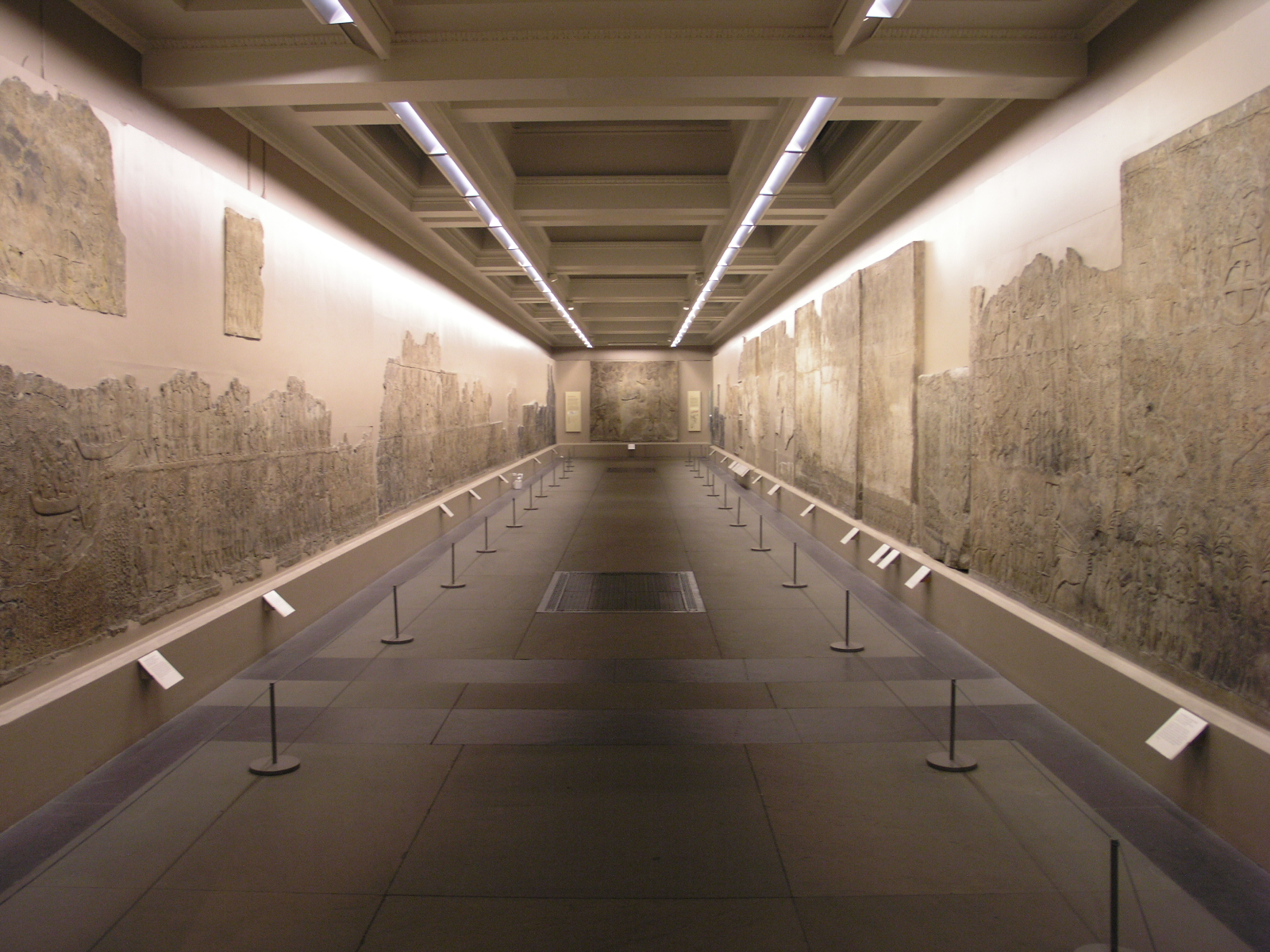
亞瑟宮殿的浮雕，公元前701-681年
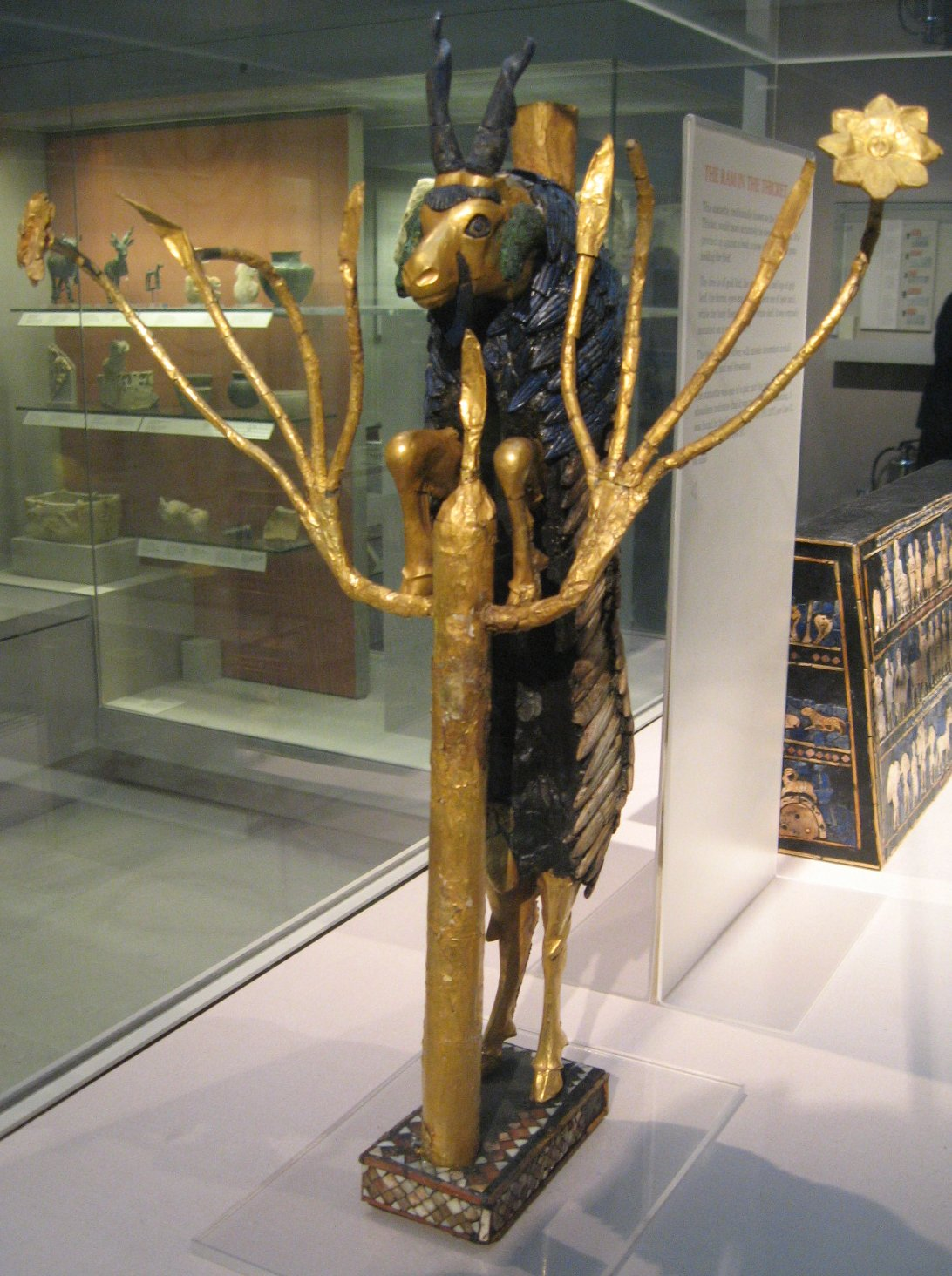
灌木丛中的公羊，伊拉克北部，公元前2600年。
乌尔市民的生活概览(Standard of Ur)[42]，Ur,公元前2600年。
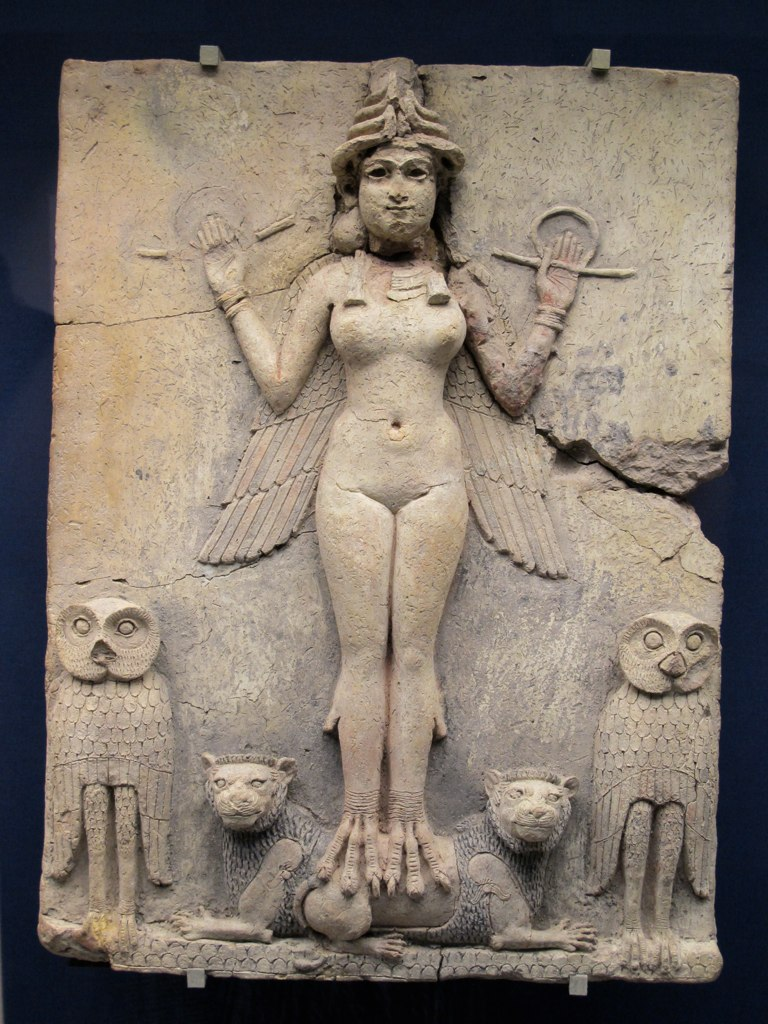
巴比伦夜之女王浮雕，伊拉克，公元前1790年。
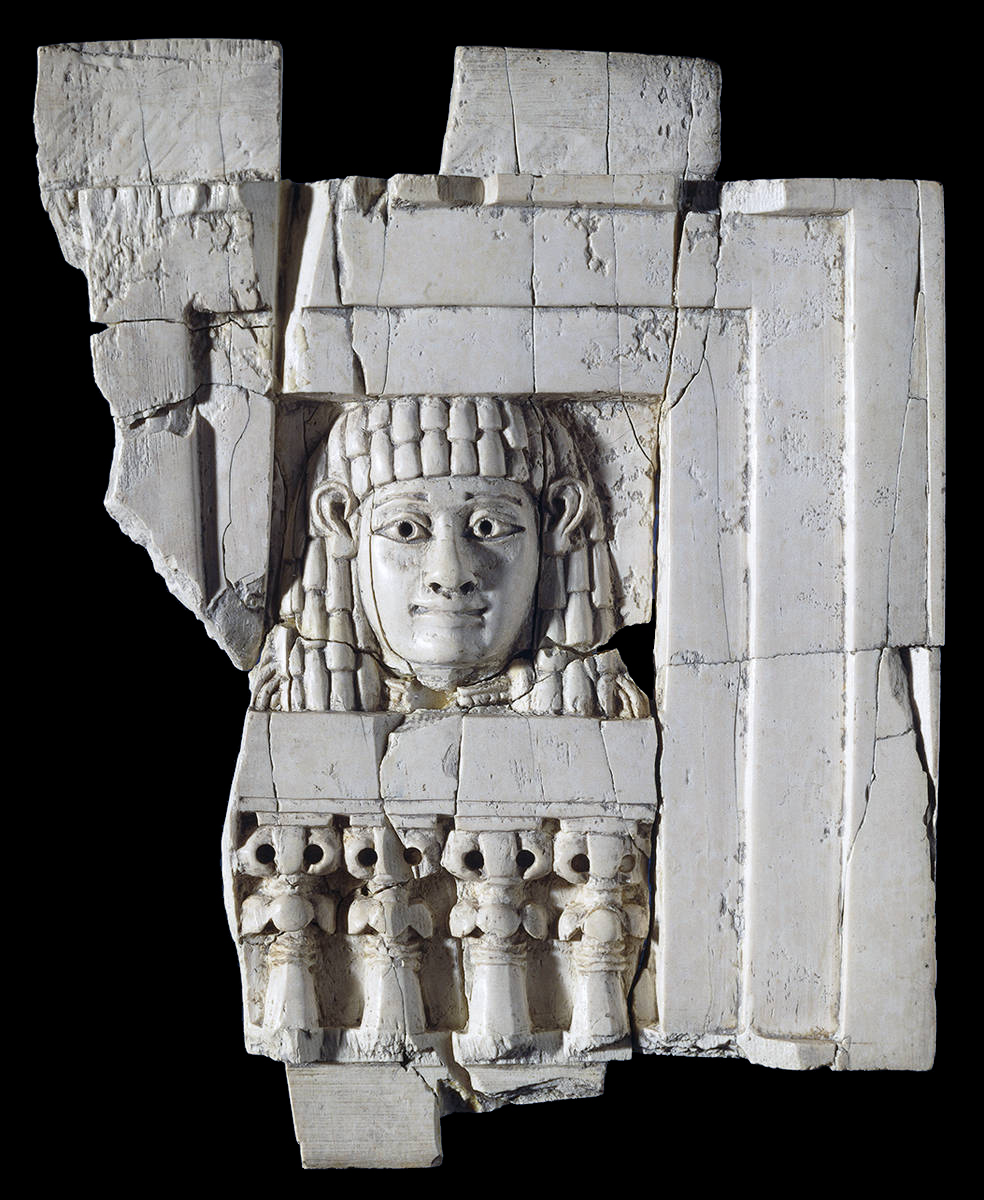
象牙雕饰，尼姆魯德，公元前9-8世纪。
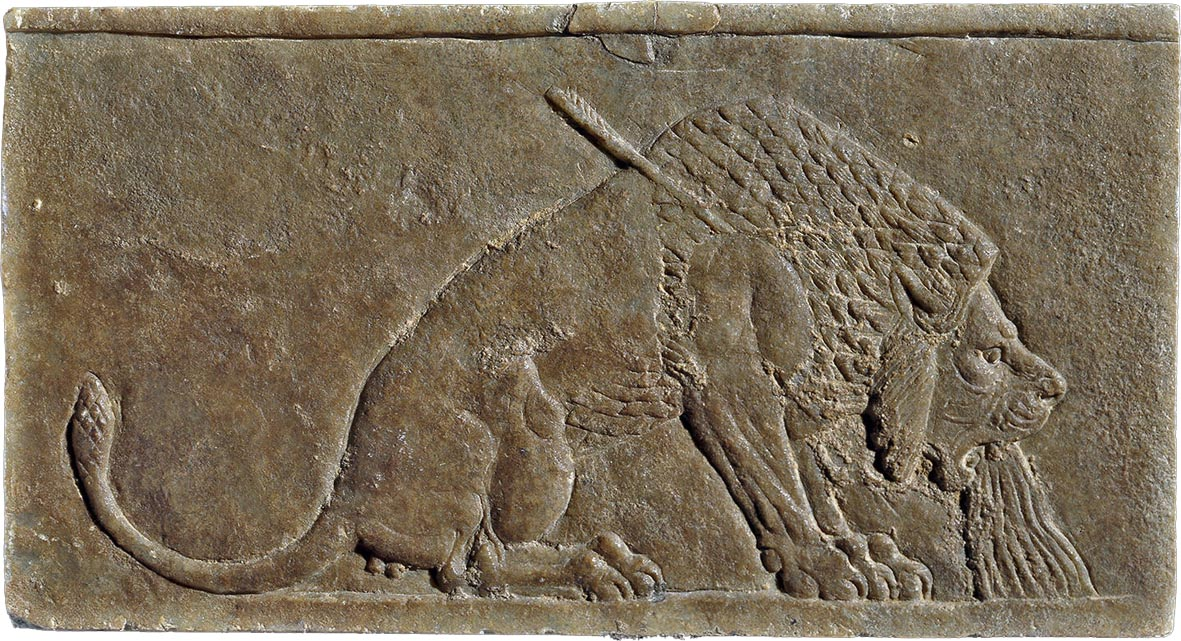
亚述巴尼拔捕猎的狮子，亚述，公元前645年。
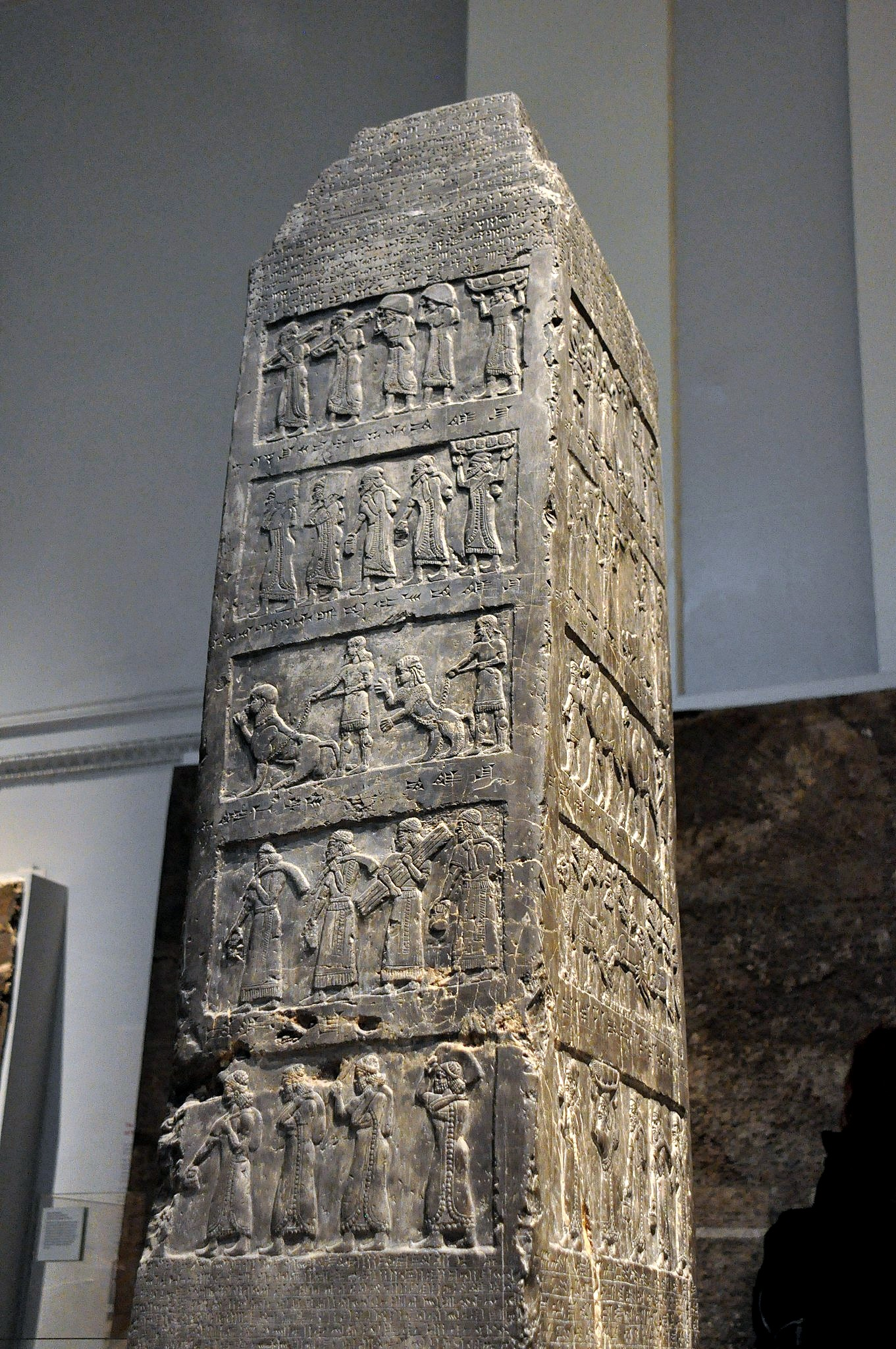
沙爾馬那塞爾三世的黑色方尖碑，前 827–824年
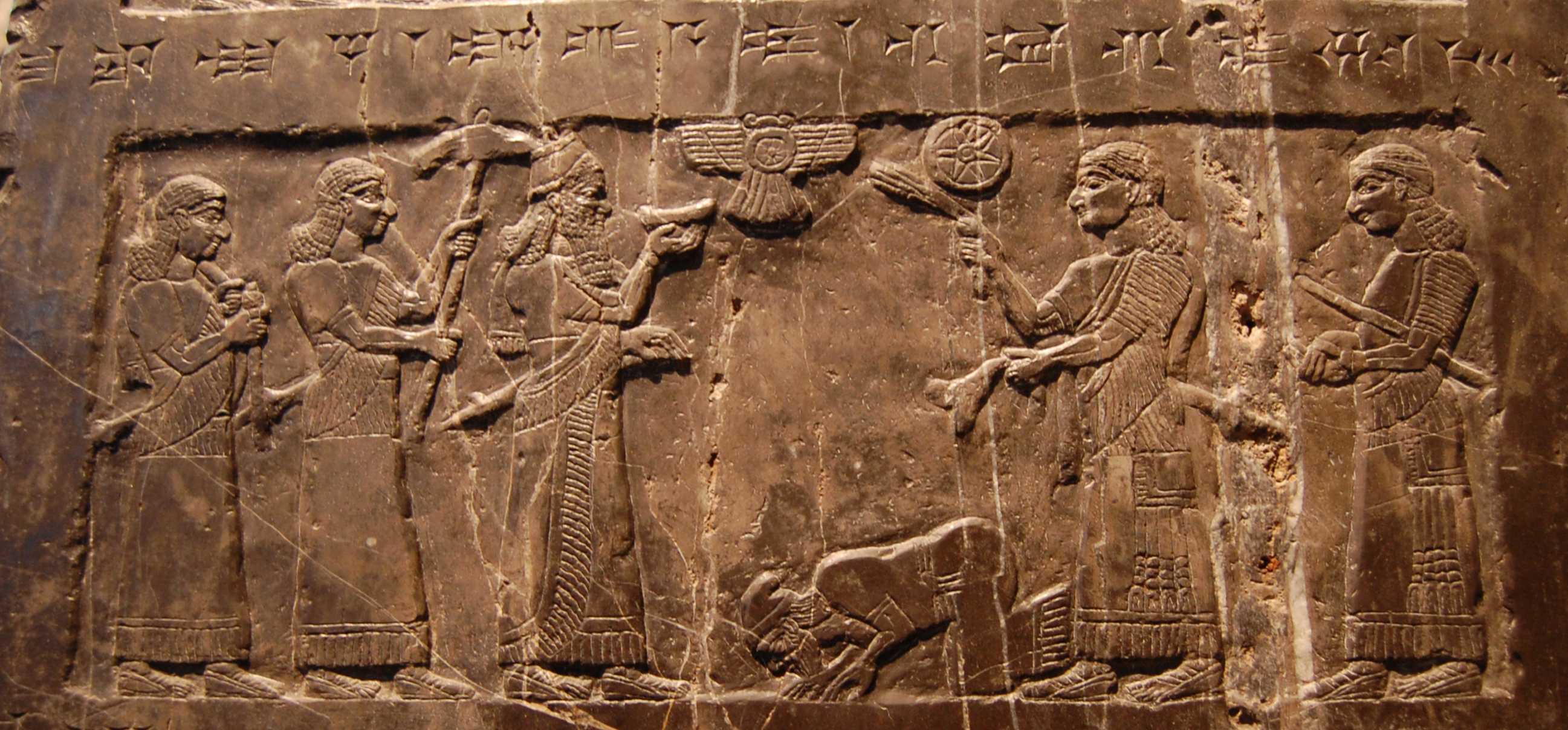
黑色方尖碑特寫，顯示耶戶在沙爾馬那塞爾三世面前鞠躬，前 827–824年
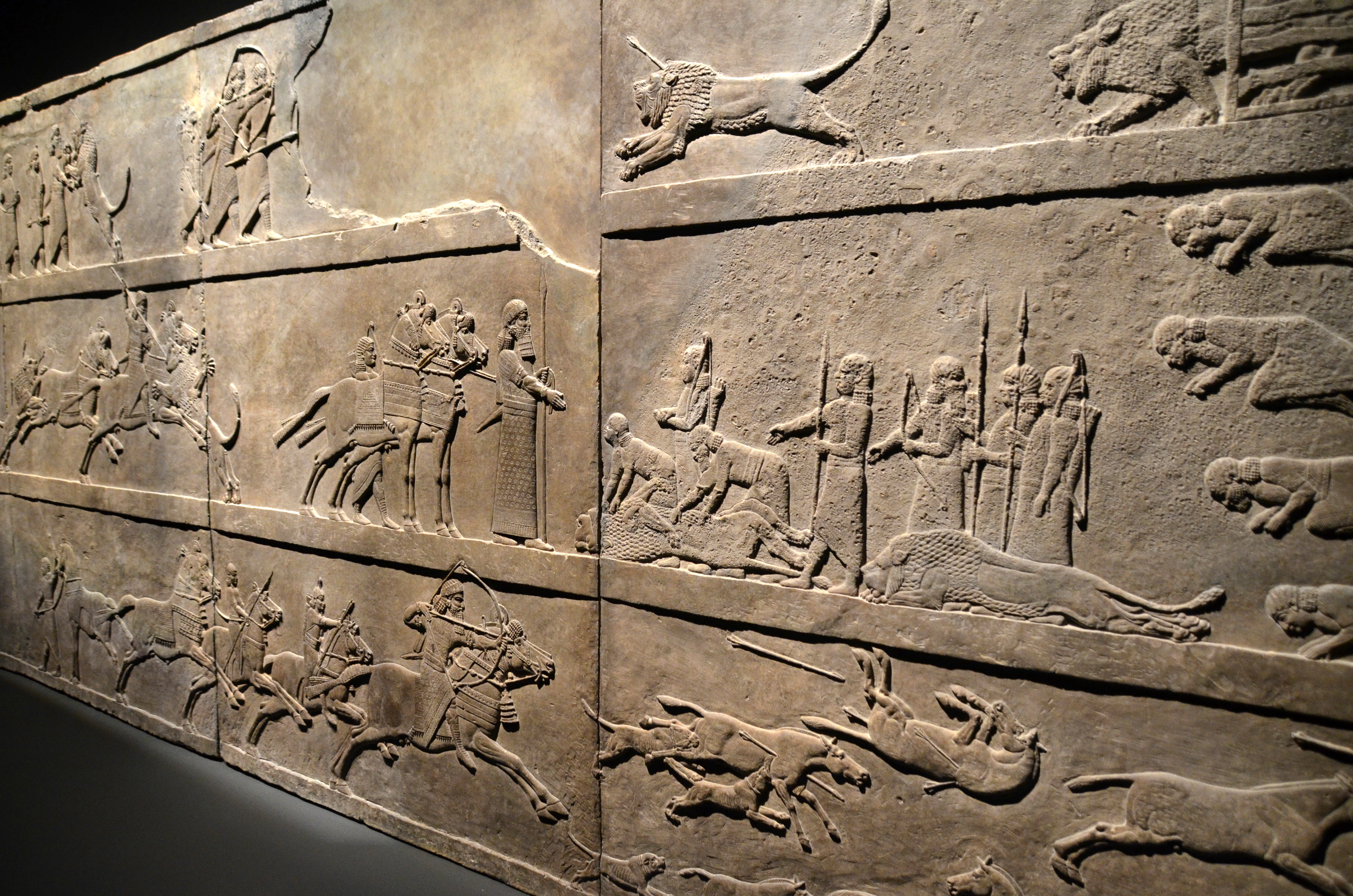
亞述巴尼拔宮殿的獵獅浮雕，前 645–635 年
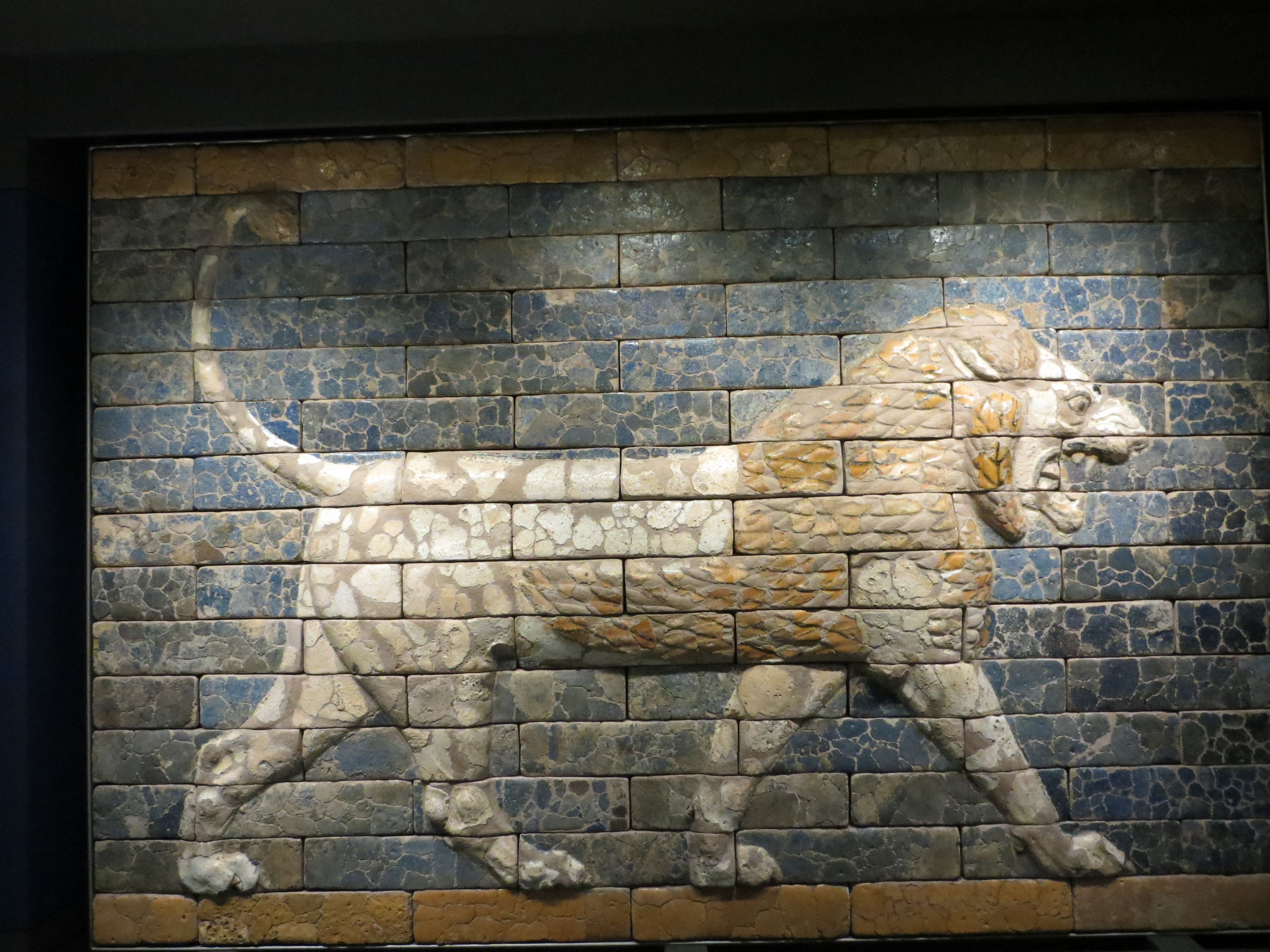
由釉面磚製成的獅子的面板，新巴比倫，公元前 604-562 年
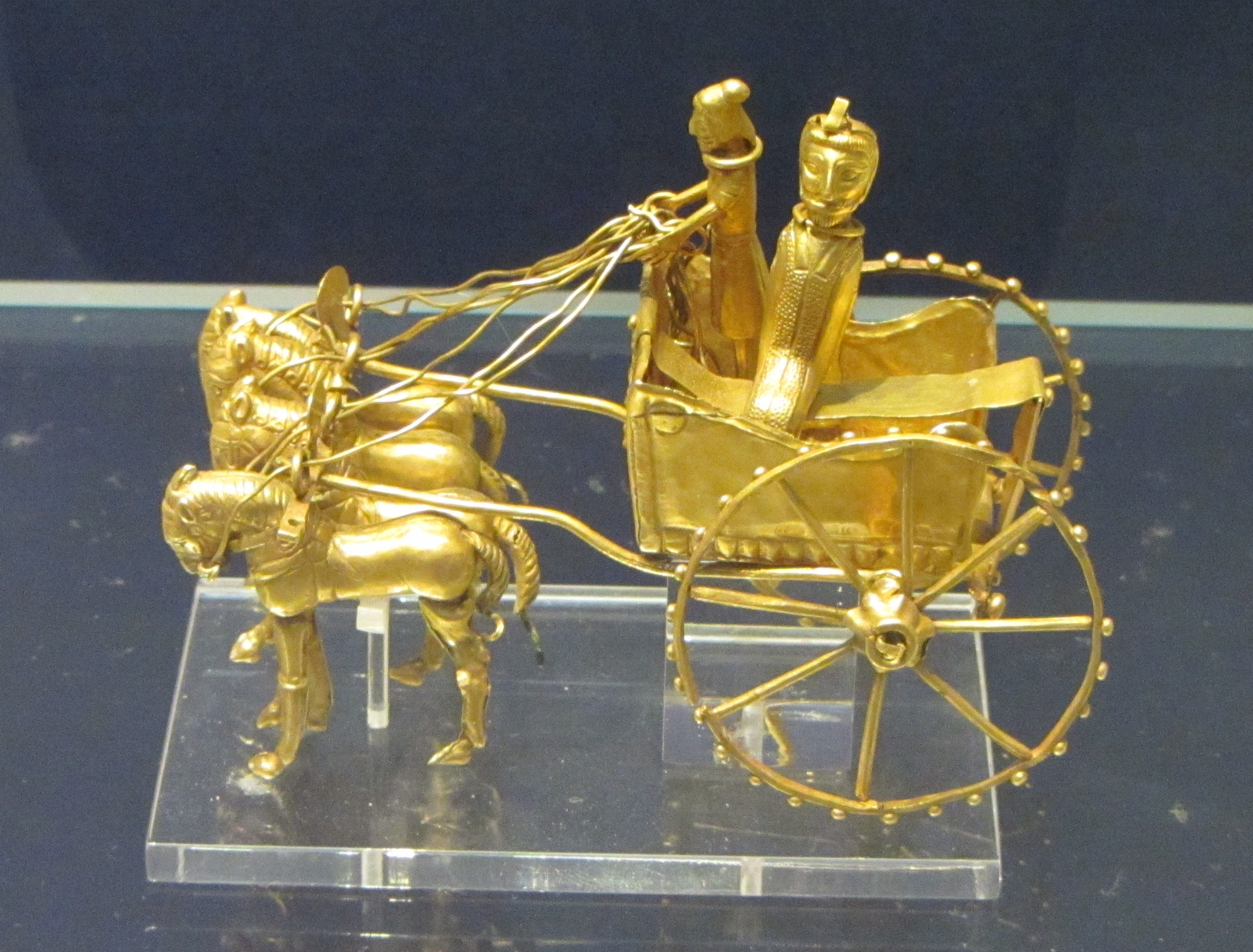
來自奧克蘇斯寶藏的戰車，這是現存最重要的阿契美尼德王朝金屬製品收藏，公元前 5 至 4 世紀
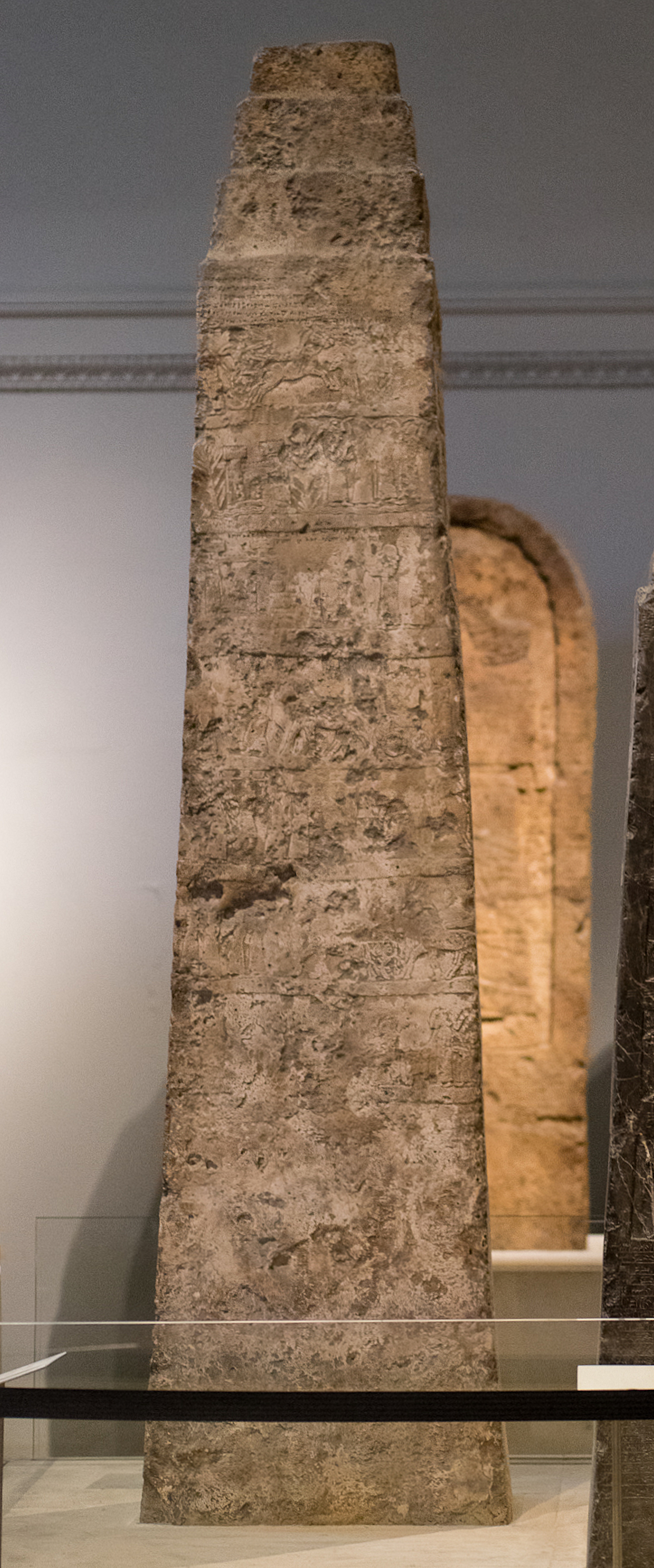
白色方尖碑，公元前1050-1031 年
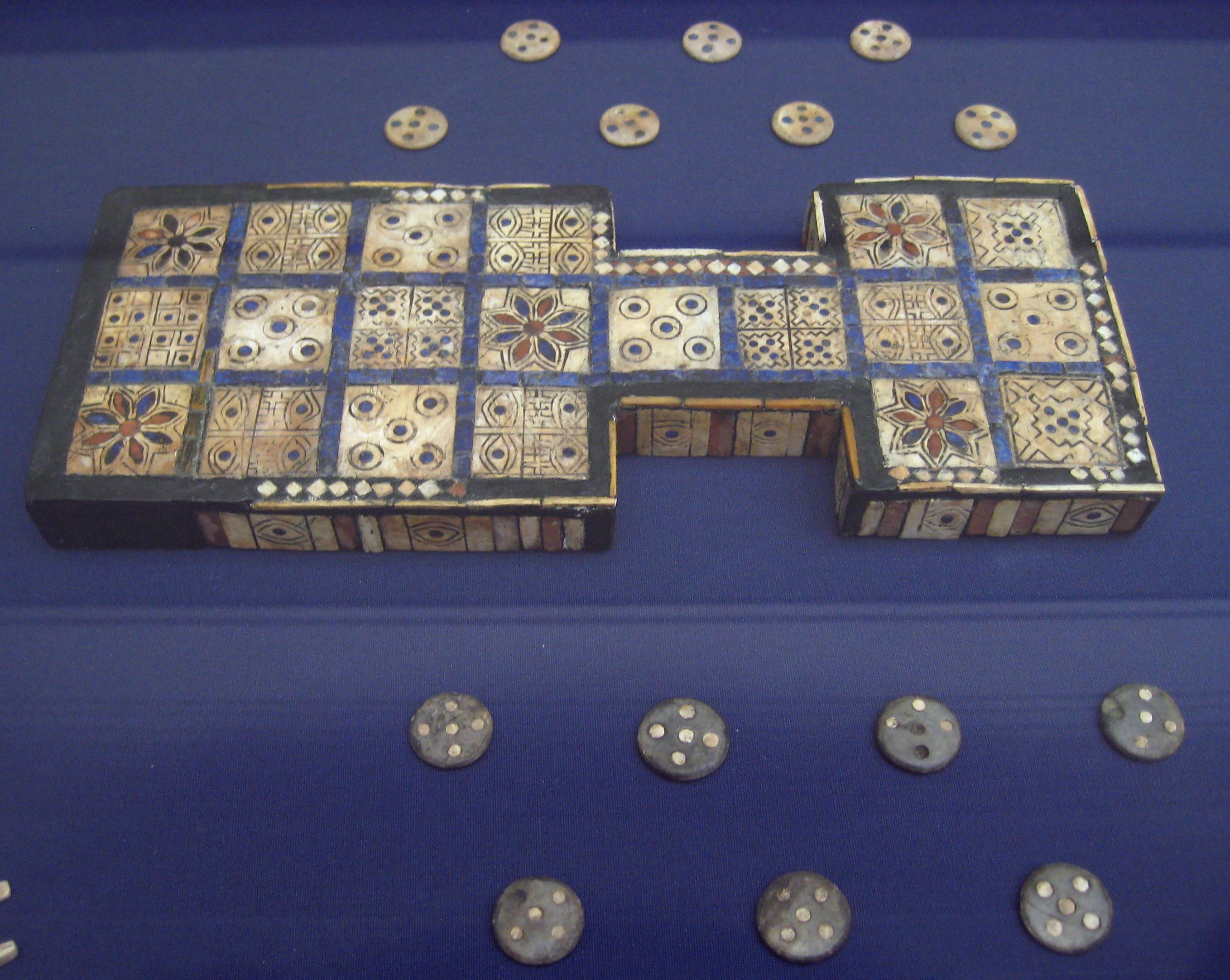
烏爾王族局戲，公元前3000年

### 绘画和印刷品馆
自1808年成立以来，这里收藏的绘画和印刷作品已成为世界上最有价值，最具代表性的艺术收藏。该馆藏有近50,000件画作和超过两百万幅印刷制品。馆藏绘画作品涵盖了西方绘画史的最主要的艺术家的最高品質的作品，这些著作可以从14世纪追溯到当下。而印刷品系列则包括了版画、出版物、讽刺漫画等在内的各种各样、内容极其丰富多彩的人类最高水準创造集合。

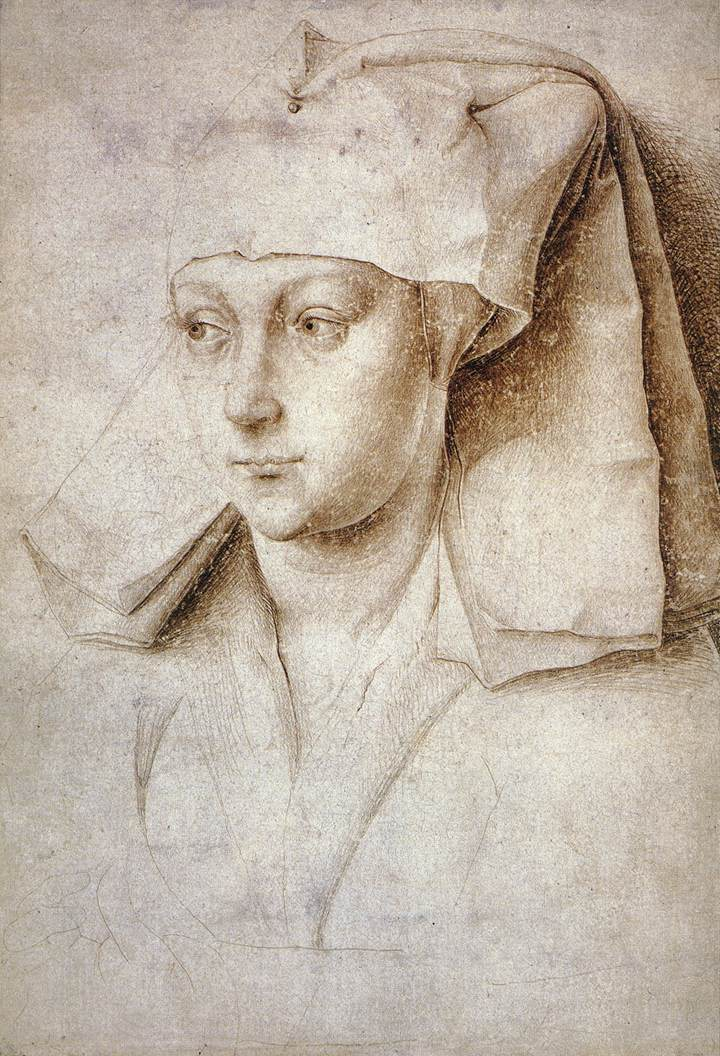
罗希尔·范德魏登 - 年轻姑娘的肖像, 1400年
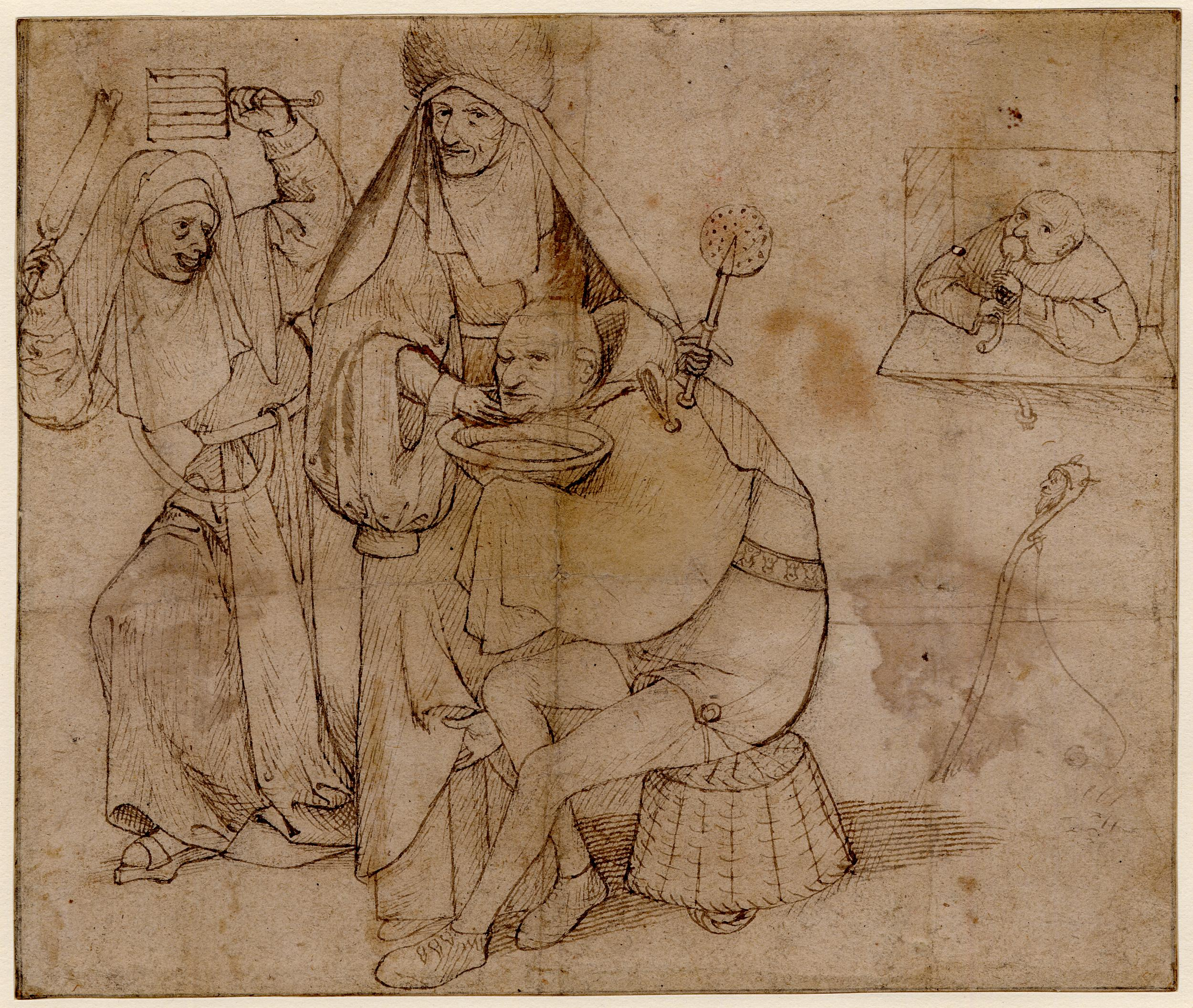
希罗尼穆斯·波希 - 滑稽理发店, 1477-1516年
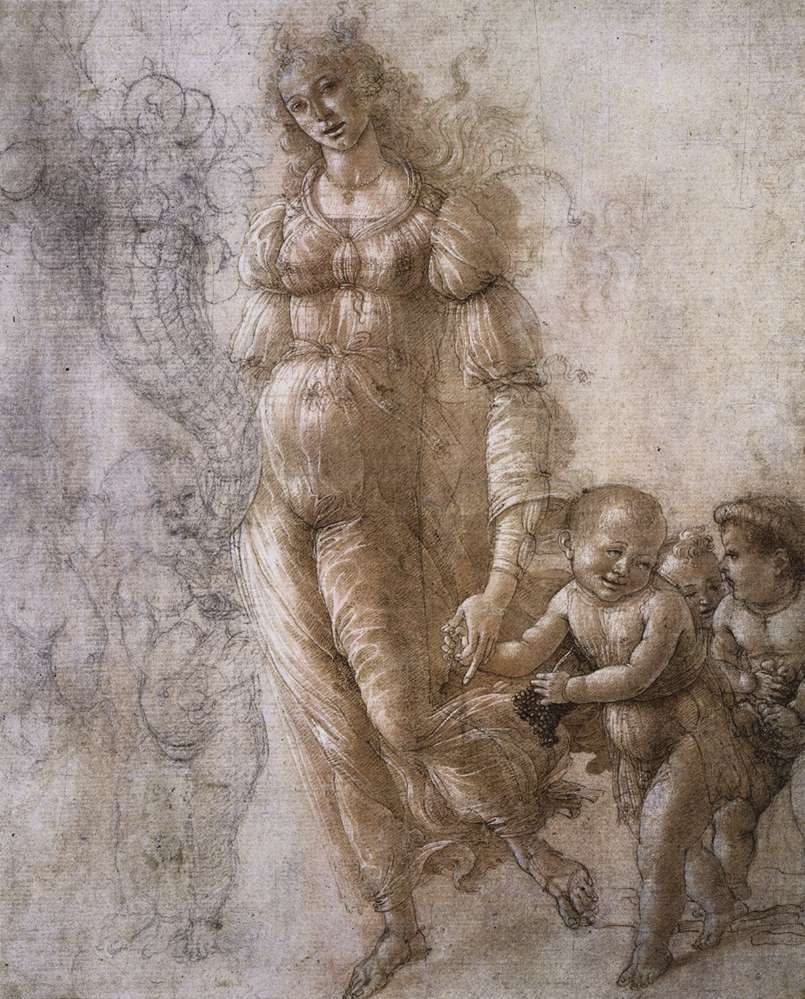
桑德罗·波提切利 - 丰收的寓言, 1480-1485年
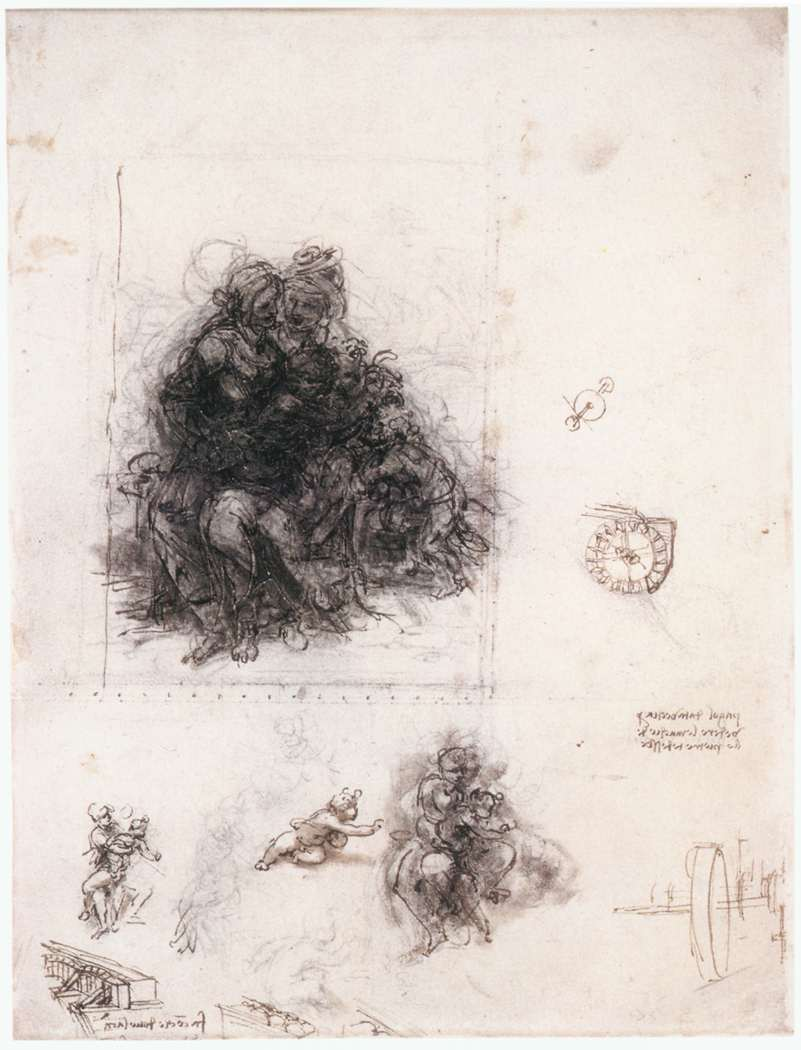
列奥纳多·达·芬奇 – 圣母玛利亚，圣安妮，圣婴施洗约翰，1499–1500年。
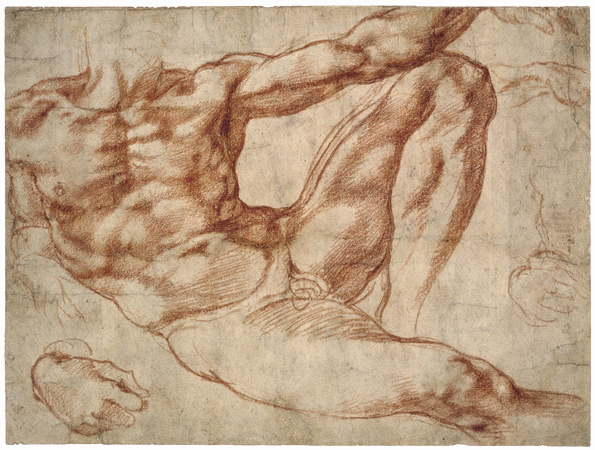
米开朗基罗 – 斜躺着的裸体男人的研究: 画中男子为西斯廷礼拜堂壁画创世纪中的亚当, 1511年
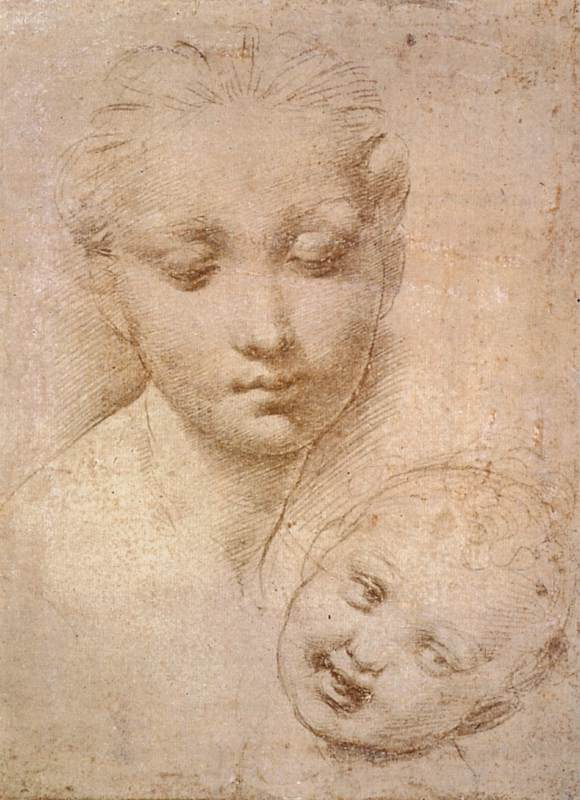
拉斐尔 – 母子头部的研究， 1509-11年
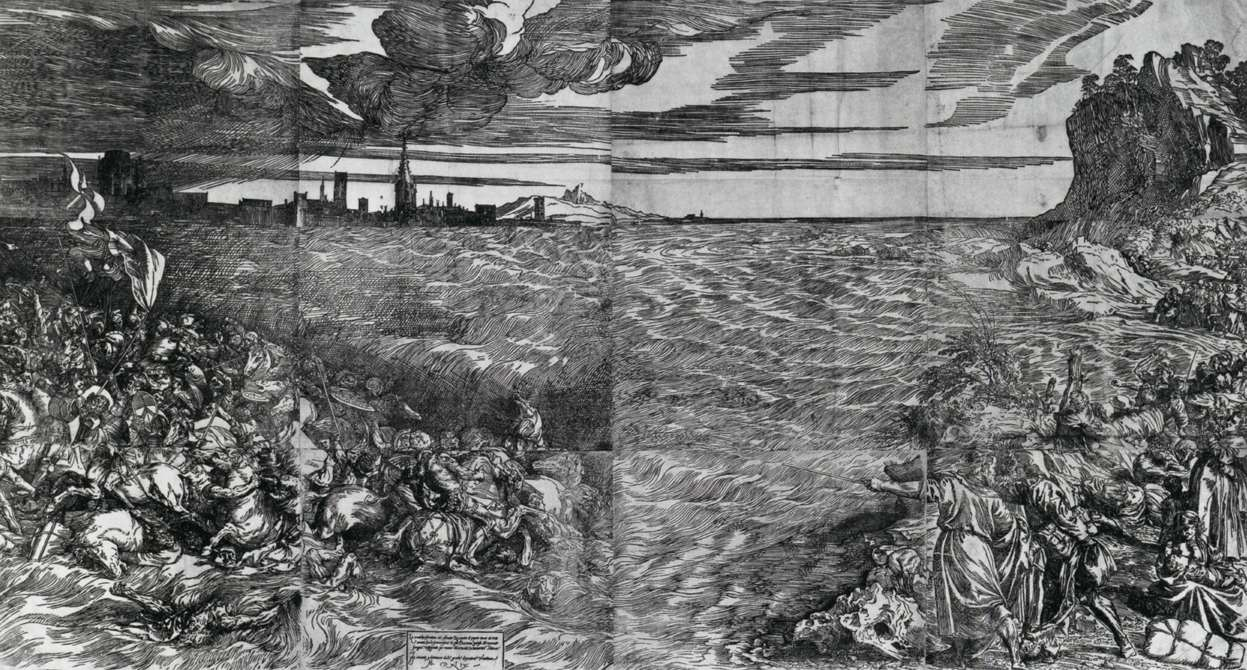
提香 –法老的客人的湮灭[44], 1515–17年
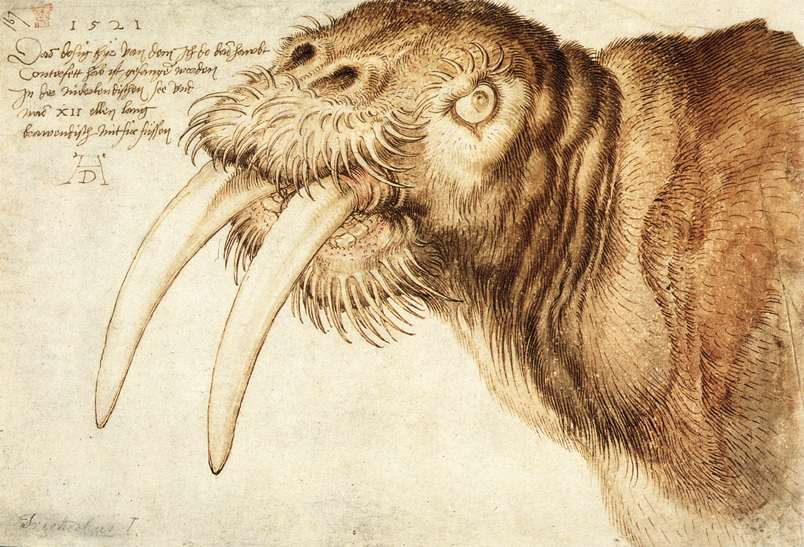
丢勒 - 海象素描, 1521年
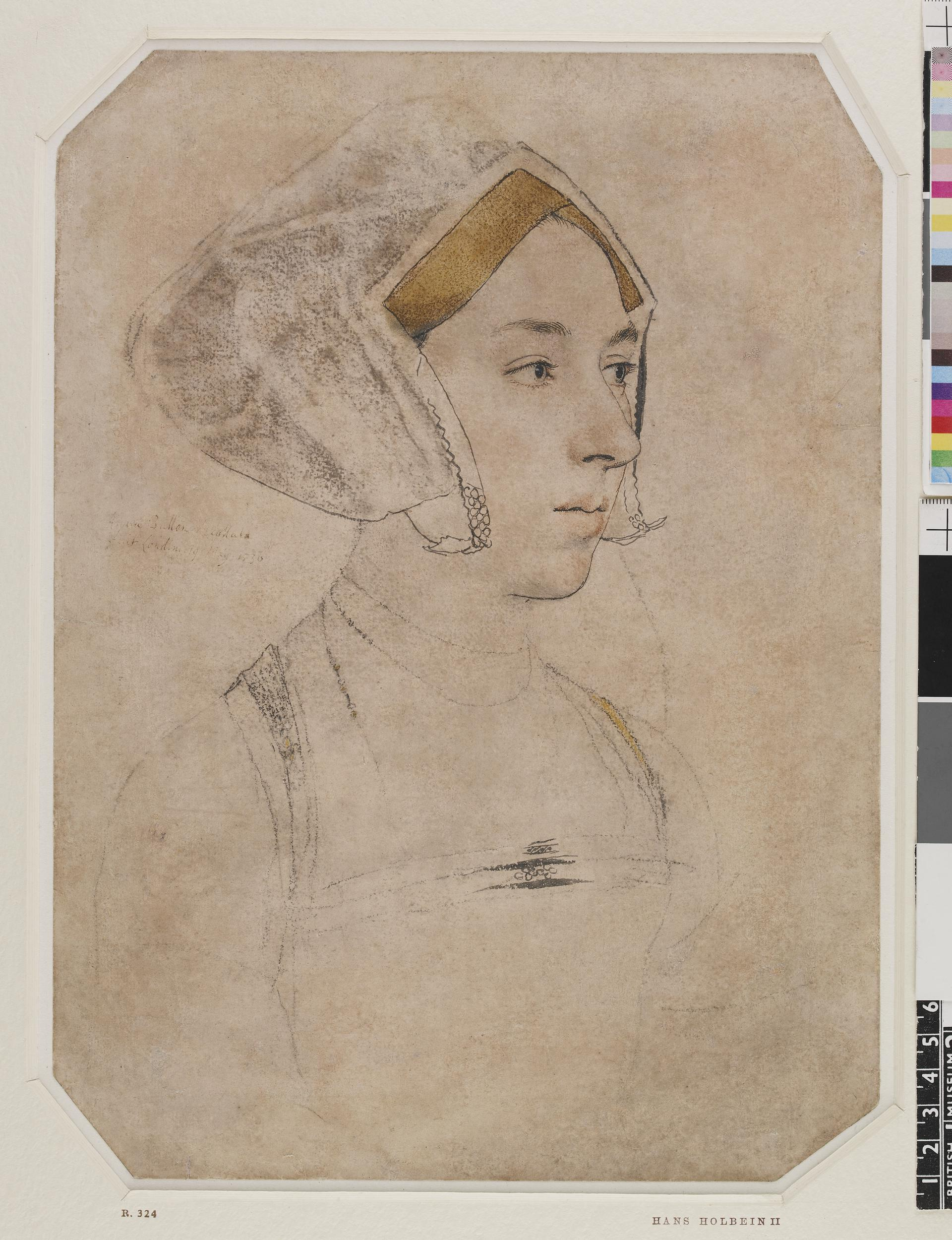
小汉斯·霍尔拜因 - 安妮·博林(英格兰王后）肖像, 1536年
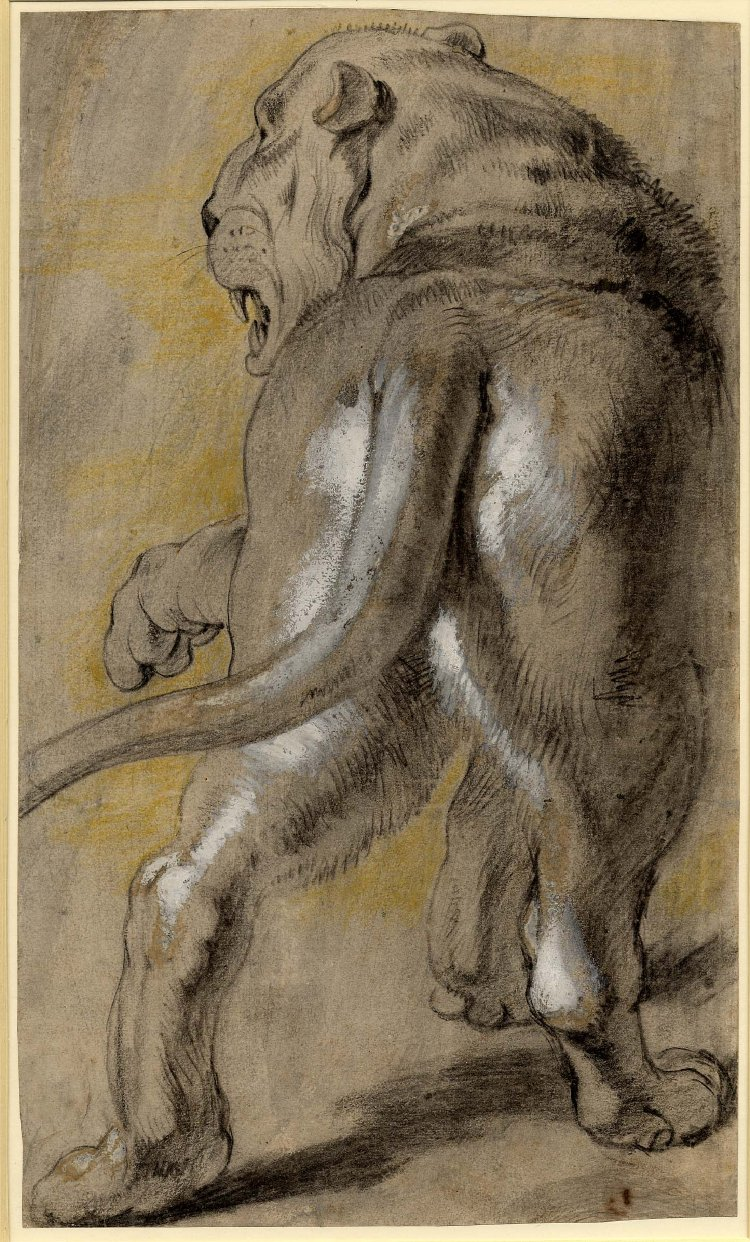
彼得·保罗·鲁本斯 - 母狮素描, 1614-1615年。
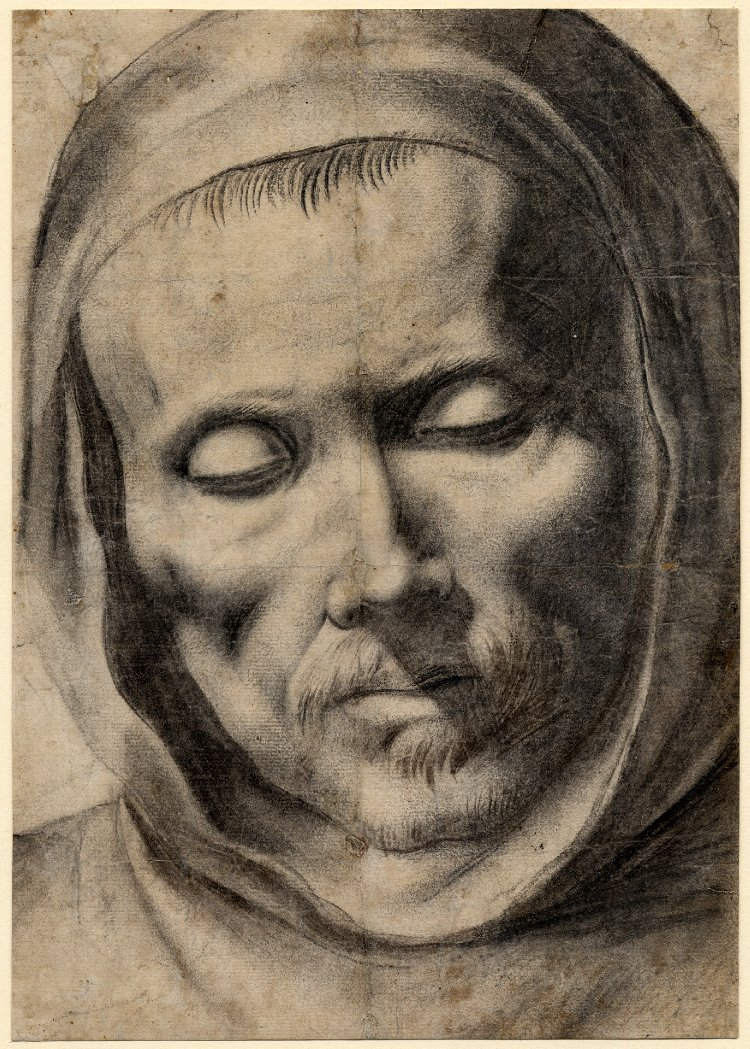
弗朗西斯科·德·祖巴蘭[45]- 僧侣头像, 1625–64年
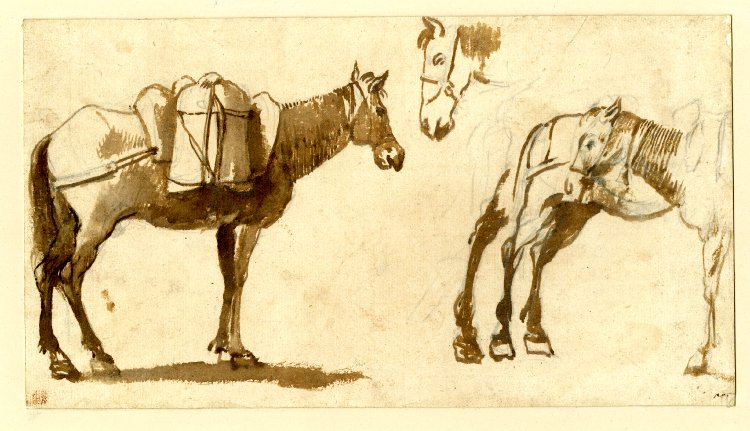
克罗德·洛林 - 骡子, 1630-1640年
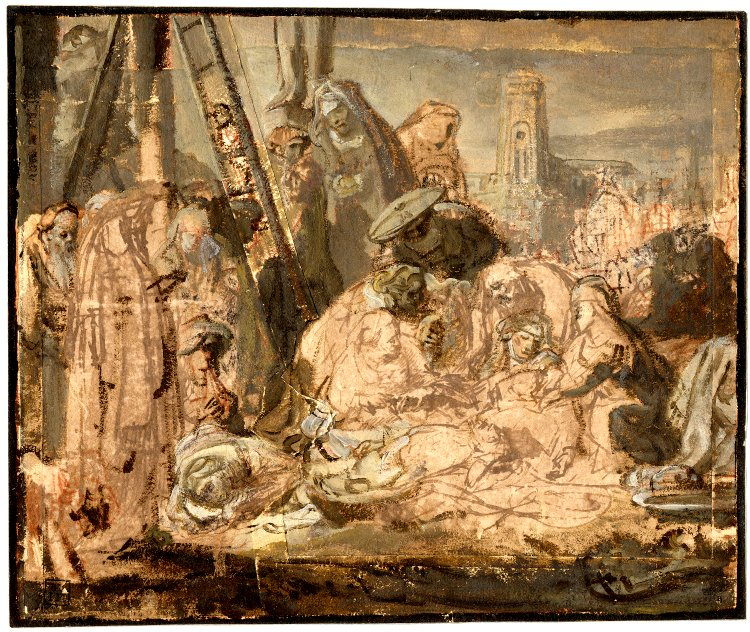
伦勃朗 – 十字架脚下的哀悼， 1634–35年
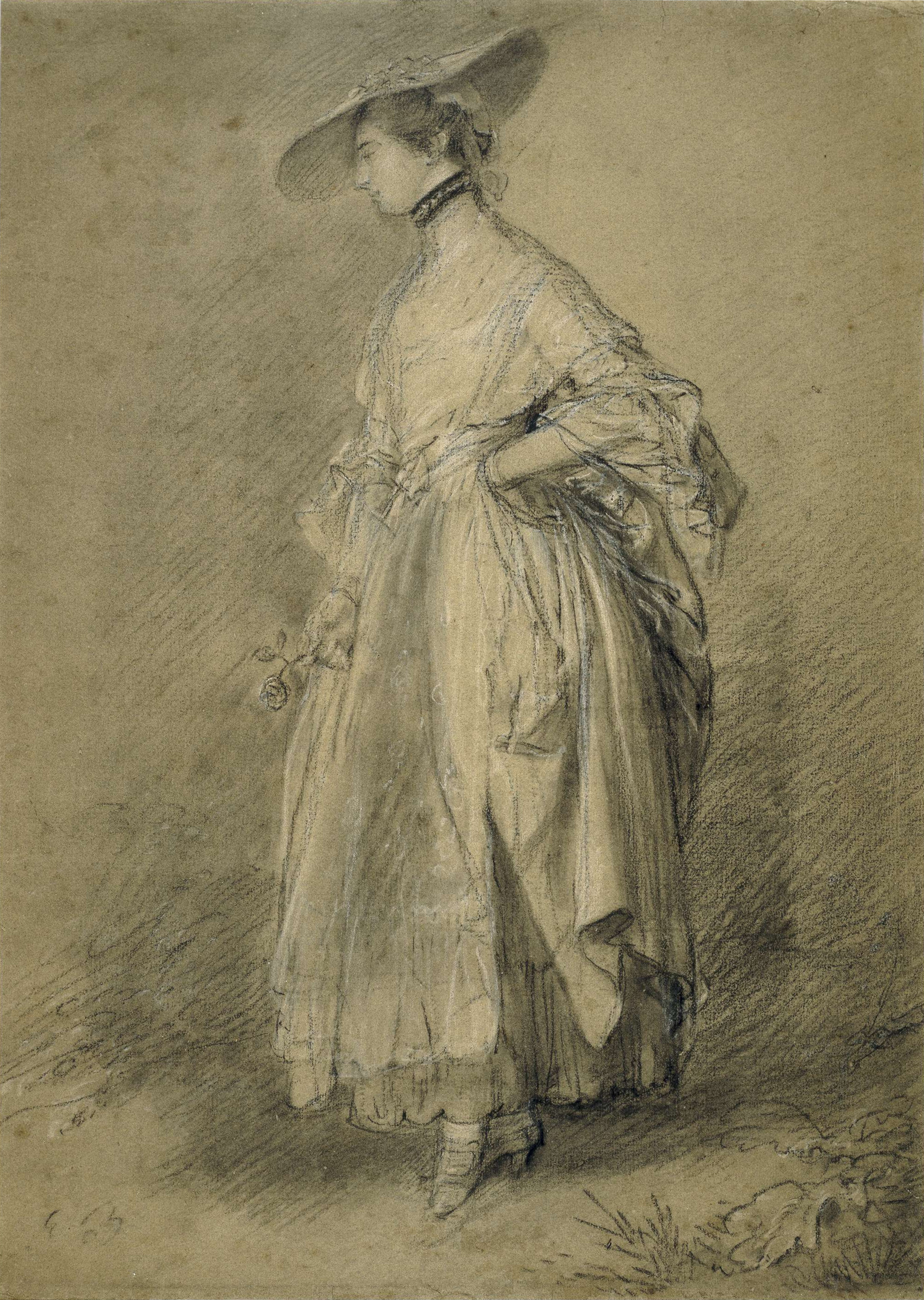
托马斯·庚斯博罗 - 拿玫瑰花的少女, 1763-1765年
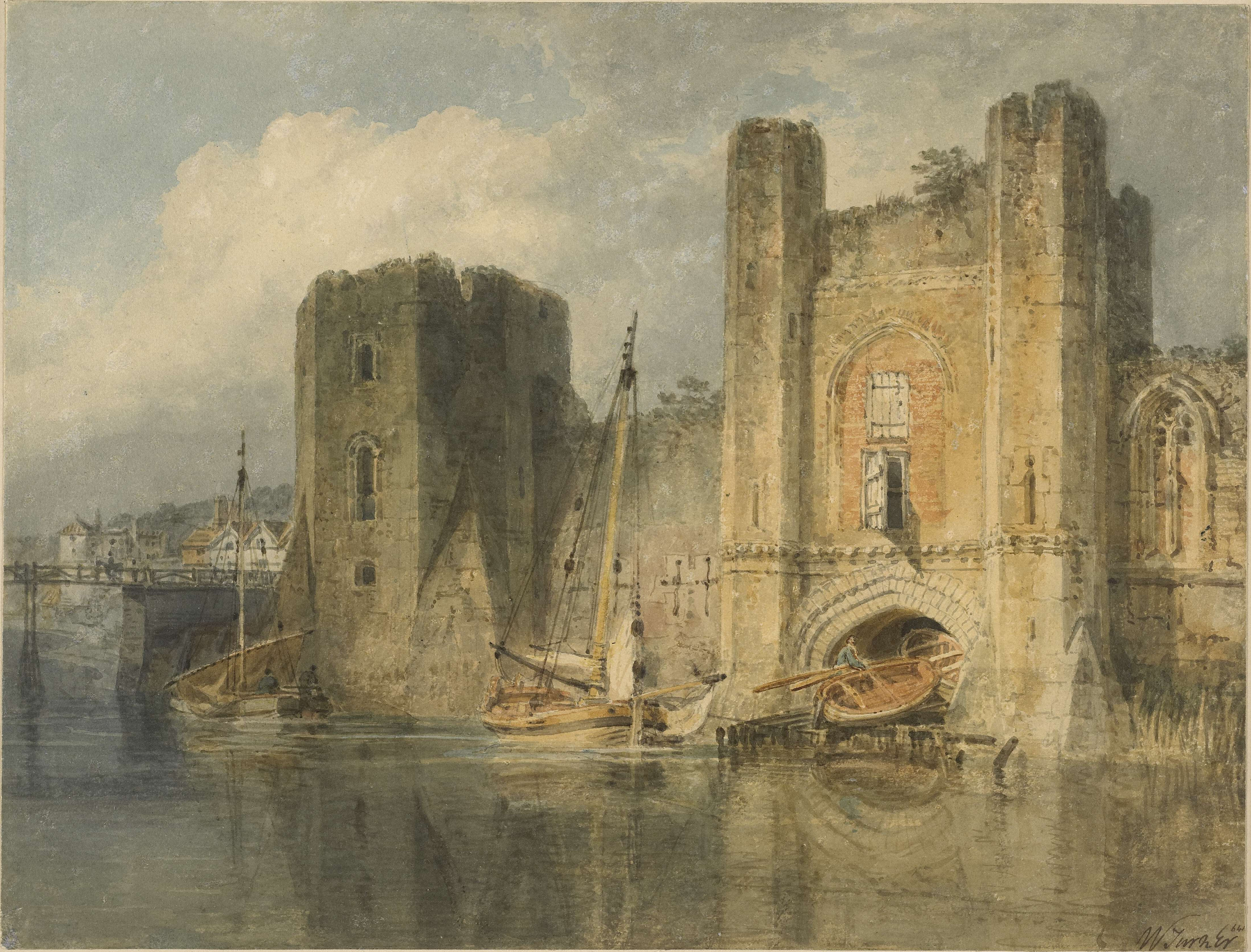
约瑟夫·玛罗德·威廉·特纳 - 纽波特城堡水彩画, 1796年
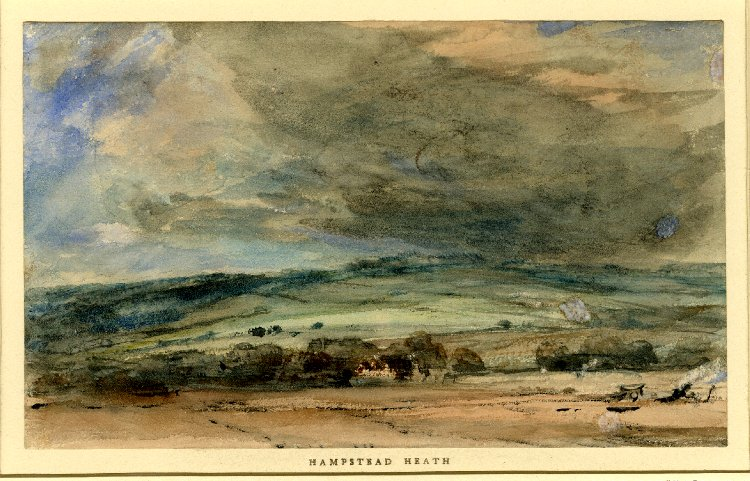
约翰·康斯特勃 - 从汉普斯特德希思远眺风暴中的伦敦（水彩画）, 1831年
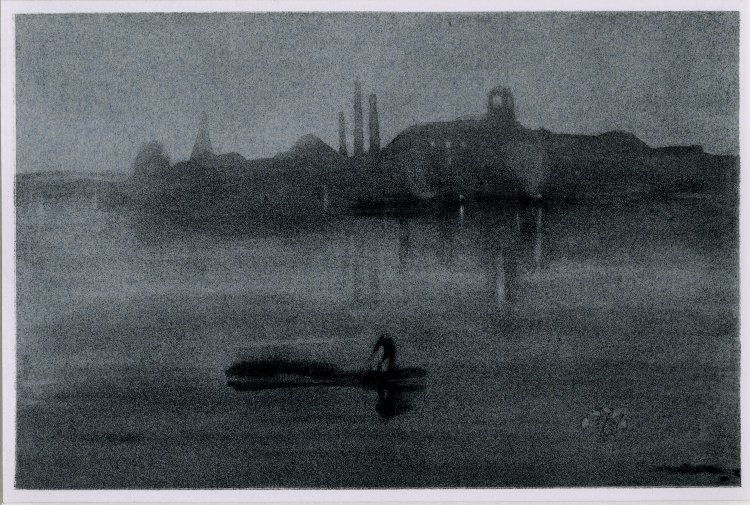
詹姆斯·惠斯勒 - 伦敦切尔西里奇巴特西岸边（石版画）, 1878年
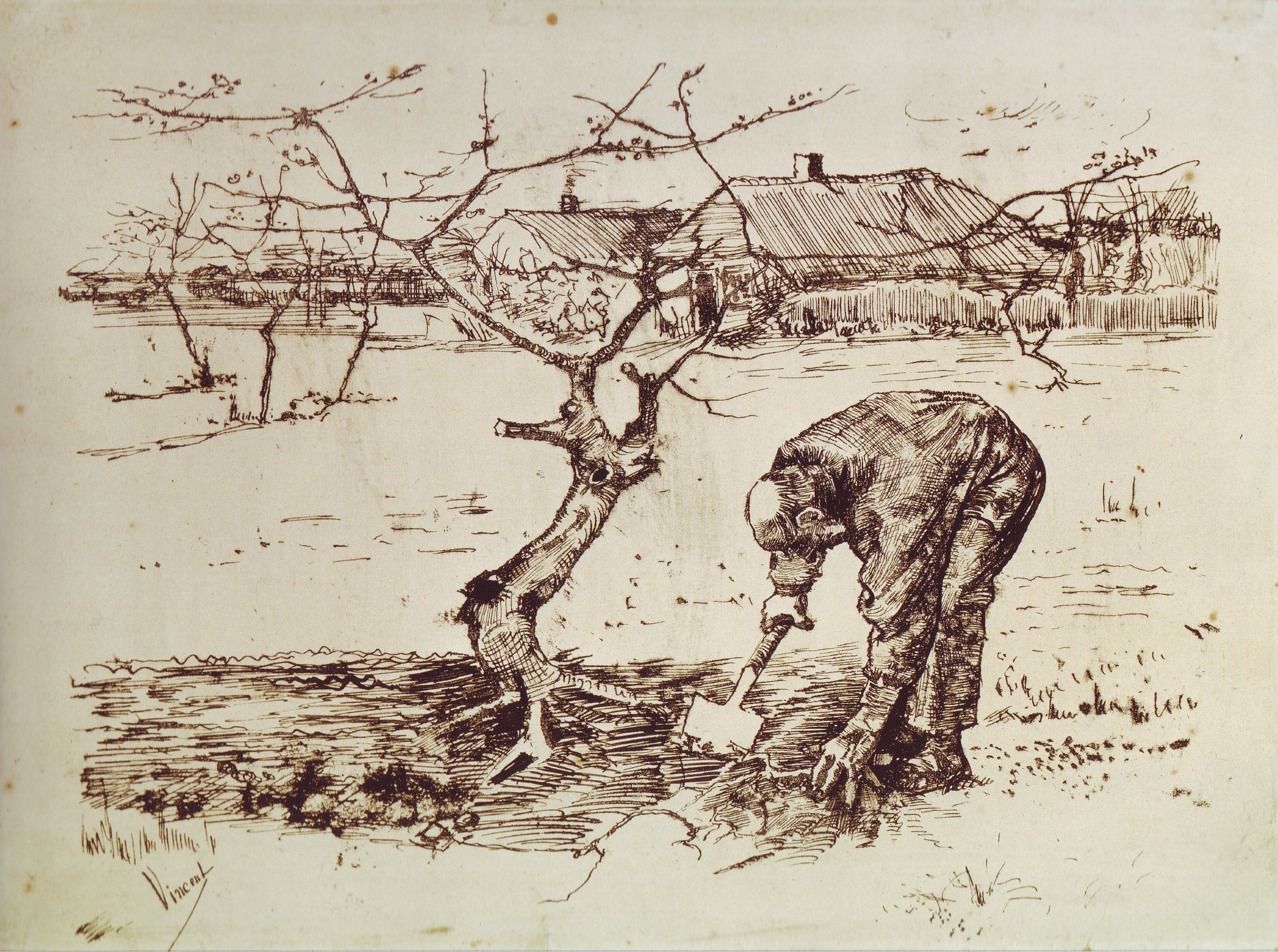
文森特·梵高 - 果园里掘地的男人(版画）, 1883年

## 爭議

### 文物归还争议
大英博物館因收藏了許多來自其他國家的文物，而且當中不少是在殖民年代通過盜竊或強取等方式取得，因此部分文物備受爭議，現在不少國家都要求將這些文物歸還其本國。當中的羅塞塔石碑、貝寧青銅器、額爾金石雕及埃塞俄比亞塔博特等最具爭議。聯合國教科文組織也支持希臘的宣稱，要求歸還額爾金石雕給希臘，但最終大英博物館方面仍然拒絕歸還埃爾金石雕。當中的部分來自中國的文物也存在爭議，因為這些是在1860年第二次鴉片戰爭期間英法遠征軍摧毀北京圓明園時竊取的文物，這一事件在當年已經引起許多知識份子的反對，比如維克多·雨果就曾抗議英國的行為。中國自2009年以來起就要求大英博物館及維多利亞與艾伯特博物館開放相當檔案，以供中國調查人員團隊進行調查，以記錄流失到國外的中國國寶。2010 年，大英博物館前館長尼爾·麥格雷戈表示望英國和中國的調查人員能夠共同研究這個有爭議的藏品。2020 年，博物館任命了一名策展人來研究其藏品的歷史，包括有爭議的物品。
面對爭議大英博物館明確反對歸還，表示︰「歸還主義的前提是指，在一個國家製造的任何東西都必須返回到原來的地理位置，這將清空大英博物館和世界上其他‘偉大’的博物館。」博物館還辯稱，据1963年的大英博物館法，任何文物一旦進入其馆藏，就不得離開。不過大英博物館還是退回了塔斯馬尼亞原住民墓葬等物品。
2023年8月大英博物馆文物被盗事件发生后，中国大陆有媒体呼吁，要求大英博物馆无偿归还中国文物。此后以该事件为题材的网络剧《逃出大英博物馆》上线播出，引发网民关注，表示“没有一个中国人，能笑着走出大英博物馆”。有意见认为中国大陆政府并无意解决问题，仅在刻意操弄民族主义。

#### 具有爭議的藏品
藏品中的爭議物品引起了廣泛關注。以下是其中一些爭議性物品：
- 埃爾金石雕：希臘主張這些雕像應歸還，並且得到了聯合國教科文組織等國際組織的支持[58][59]。
- 贝宁青铜器：尼日利亞聲稱這些雕像應歸還，該國政府已通過決議，要求歸還全部700件青銅雕像[60]。大英博物館在1950年代至1972年間私下出售了30件青銅雕像，其中大多數已歸還尼日利亞[61]。
- 埃塞俄比亞塔博特（英语：Tabots）：前阿克蘇馬文明硬幣：埃塞俄比亞主張這些文物應歸還[62][63]。
- 被盜畫作（纳粹劫掠）：大英博物館向尤里·佩萊德（Uri Peled）支付了17.5萬英鎊的賠償金[64]。
- 阿契美尼德帝國阿姆河寶藏中的黃金和銀器：2007年，塔吉克斯坦總統下令專家調查是否存在索賠的可能性[65]。
- 羅塞塔石碑：埃及主張應歸還。
- 敦煌文獻，包括莫高窟捲軸、手稿、繪畫、經文和文物，包括《金剛經》：中華人民共和國主張應歸還。
- 原住民盾牌：澳大利亚原住民主張這些盾牌應歸還。
- 失落的朋友：智利代表復活節島提出索賠。[66]
- 人類遺骨的歸還和埋葬（英语：Repatriation_and_reburial_of_human_remains）：具有爭議性的問題，大英博物館已經針對此發布了相關政策[67]。
- 威爾士文物（英语：Welsh_artefacts_in_museums_outside_Wales）：威爾士人主張應歸還，尤其是模金斗篷（英语：Mold_gold_cape）[68]，還有里德-格斯盾牌（英语：Rhos_Rydd_Shield），默爾赫博格盾牌（英语：Moel_Hebog_shield）和蘭勒芙尼月牙形項鏈（英语：Llanllyfni_lunula）。[69][70]

### 贺岁活动争议
2023年1月，大英博物馆官方推特发布了“韩国春节”活动预告，导致中国人在社媒批评该博物馆。 

### 恐怖袭击事件
2023年8月8日，一名男子在排队进入大英博物馆时突遇袭击被刺伤，一名男性嫌疑人已被逮捕。8月10日下午，中国驻英国大使馆工作人员告诉南方都市报记者，该名男性遇袭者是中国公民。

### 盜竊
1990年，一件17世纪的酒井田柿右卫门雕像被盗。1991年，地下室两个明治時期的雕像被盗走。1993年，十五枚罗马時期的硬币被盗。1996年，一个日本箱子和两本波斯時代的书籍被盗。.
2002年7月，一座大理石雕像被盗。该雕像价值5万英镑。
2023年8月16日，博物館發現有一些存放在储藏室的黄金、珠宝被盗，同時博物館解雇了一名員工。倫敦警察廳隨即介入調查。8月25日，大英博物馆馆长哈特维格·费舍尔因文物盜竊事件宣佈辭職。12月，大英博物馆表示，该馆有2000件未展出藏品失踪、被盗或者受损，一些藏品的部件被当成废品出售。

## 外部連結
- 大英博物馆官网（页面存档备份，存于）
- 歷史（页面存档备份，存于）（英文）
- The British Museum Trust Ltd, 以编号1140844注册于英格兰和威尔士慈善委员会

- British Museum的作品  - 古騰堡計劃
- 互联网档案馆中大英博物馆的作品或与之相关的作品

51°31′10″N 0°7′37″W / 51.51944°N 0.12694°W